# Métro de Rennes
Vous lisez un « article de qualité » labellisé en 2025.  Il fait partie d'un « bon thème » labellisé en 2025.
Le métro de Rennes est un système de transport collectif en site propre et automatique, desservant la ville de Rennes, dans le département français d'Ille-et-Vilaine, en région Bretagne.
Le choix du métro remonte à la fin des années 1980, quand il a été préféré au tramway initialement envisagé. Ce mode de transport suscite une forte opposition, aussi bien lors des débats préalables qu'après la décision des autorités, qui s'estompe après l'ouverture de la première ligne. La seconde ligne est envisagée dès les années 1990 et ses études débutent peu après l'inauguration de la première.
La ligne A, utilisant la technologie du véhicule automatique léger (VAL), est inaugurée le 15 mars 2002 et mise en service le 18 mars. Elle fait alors de Rennes la plus petite ville au monde dotée d'un métro, une particularité qu'elle perd en 2008 au profit de Lausanne. La ligne B, première ligne au monde à utiliser la technologie Cityval, issue d'une évolution du VAL, est inaugurée et mise en service le 20 septembre 2022.
Depuis son inauguration, le métro est exploité par Keolis Rennes, filiale du groupe Keolis qui exploite l'ensemble du réseau de transports collectifs de la métropole (STAR). Composé de deux lignes, qui totalisent 23,5 km de voies et 28 stations et se croisent dans le centre-ville de Rennes, il dessert la plupart des quartiers de la ville, ainsi que quelques quartiers des communes de Cesson-Sévigné et Saint-Jacques-de-la-Lande.
En septembre 2023, environ 220 000 voyages quotidiens sont effectués sur le réseau.

## Histoire

### L'après-tramway et la «ville-archipel»

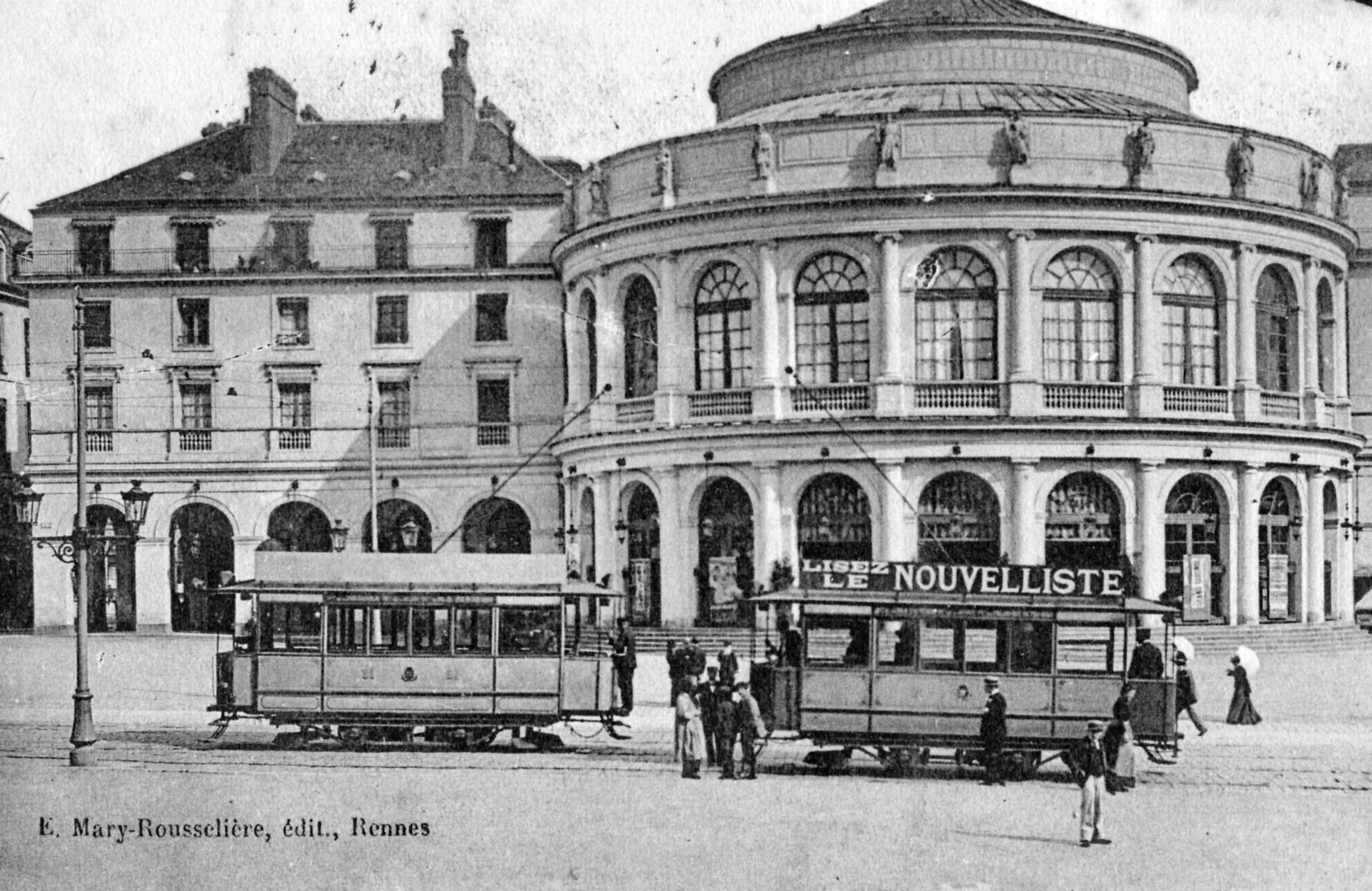
Le tramway de Rennes a fonctionné de 1897 à 1952. Des bus sont exploités à partir de 1933.

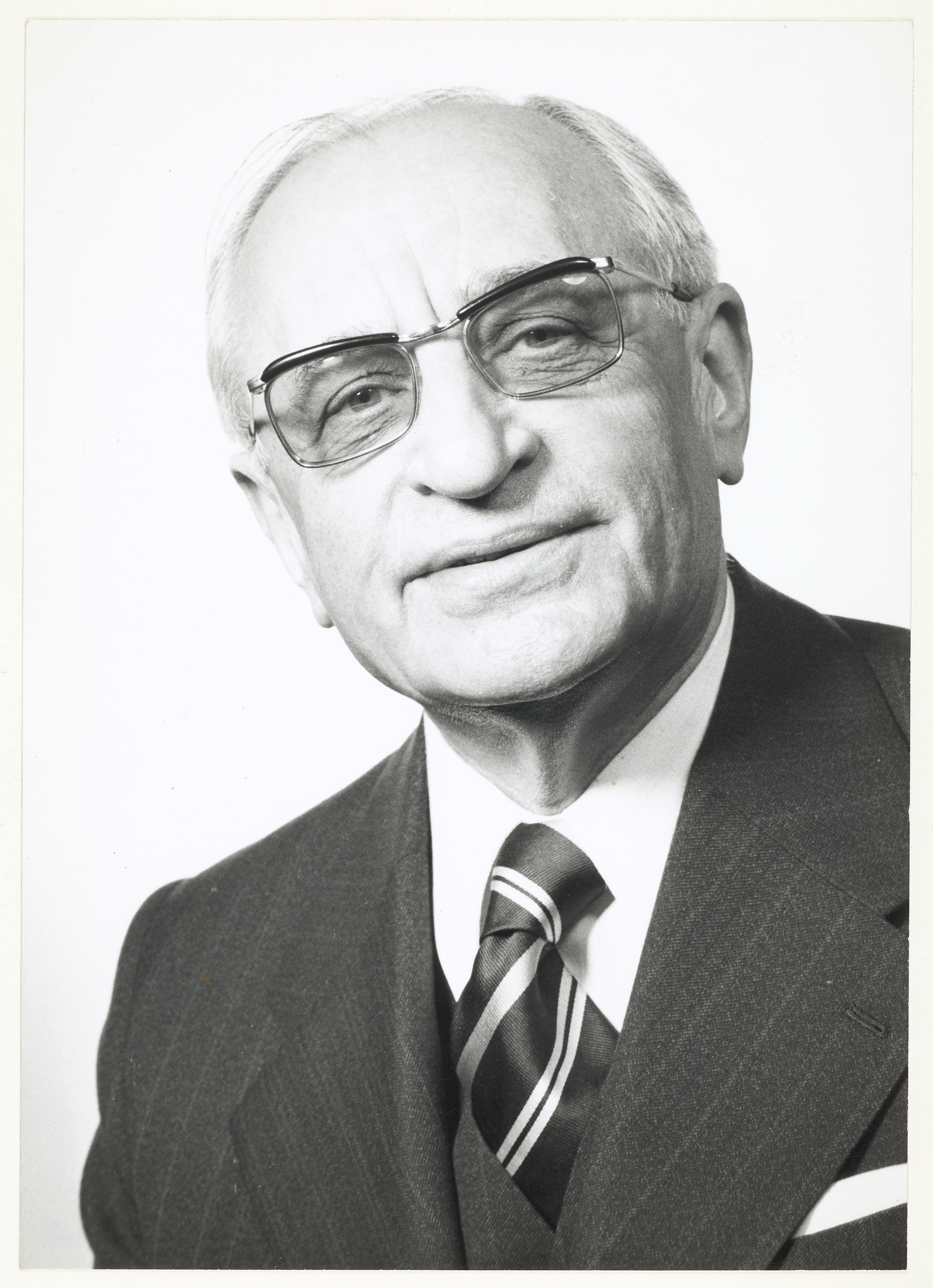
L'ancien maire Henri Fréville, qui avait pensé à remettre en service le tramway.

Durant le mandat 1971-1977 et plus particulièrement vers 1975, le maire de Rennes Henri Fréville réfléchit avec sa municipalité au retour du tramway, supprimé par son prédécesseur Yves Milon et qui effectue son dernier trajet le 6 février 1952 après 55 ans de service, mais ces débats ne sortent pas des murs de l'hôtel de ville,,,.
En 1966, 10,7 millions de passagers sont transportés par un réseau de bus long de 39,075 kilomètres, les heures de pointe nécessitant 83 % de service supplémentaire par rapport aux heures creuses. Le 31 mars 1969, le général de Gaulle, en visite à Rennes et s'adressant à Henri Fréville, lui dit alors : « Quand vous aurez un million d'habitants, vous aurez un métro ! ».
Le Pays de Rennes présente un schéma de cohérence territoriale unique en France, celui de la « ville-archipel » développé dès 1953 par Henri Fréville et continué par ses successeurs pendant près de 40 ans, : les zones agricoles autour du « cœur de métropole » (Rennes, Chantepie, Saint-Grégoire, Cesson-Sévigné et Saint-Jacques-de-la-Lande) sont sanctuarisées par achat des terres agricoles autour de la ville afin d'éviter toute construction tandis que la ville de Rennes achète dès l'après-guerre la moitié des terrains constructibles pour en maîtriser les prix des logements. Ainsi, une ceinture verte composée de zones naturelles et agricoles entoure Rennes qui se développe au sein de sa rocade, tandis que les communes voisines, dont les plus proches sont à environ dix kilomètres au-delà de la ceinture verte, se densifient autour des bourgs ruraux comme des îles au sein d'un océan de verdure,. Ce modèle rend de fait la ville de Rennes très dense.
Le centre-ville de Rennes se retrouve saturé par la circulation automobile qui s'est développée dans les années 1960 et 1970, mal concurrencée par un réseau de bus lent et peu attractif. Des parkings sont construits partout jusque devant la mairie et la Vilaine est recouverte pour faciliter la circulation, : si Henri Fréville piétonnise dès 1975 les rues Vasselot, Saint-Georges, Saint-Michel et Pont-aux-Foulons, il faut attendre la réalisation du « plateau piétonnier » en 1982, incluant la place de la Mairie et les rues d'Estrée, La Fayette, Le Bastard, de Toulouse et d'Orléans, sous le mandat d'Edmond Hervé pour voir le centre plus massivement débarrassé de la circulation qui l'asphyxiait. Les améliorations apportées au réseau de bus (renouvellement du parc et mise en service d'articulés SAVIEM SG 192 et SAVIEM SG 220 en 1977, exploitation en self-service, priorité aux feux, couloirs bus au début des années 1980, etc.) ne suffisent plus.

### Premières études
Le schéma directeur d'aménagement et d'urbanisme (SDAU) de 1974 préconise un transport en commun en site propre (TCSP) sur un axe d'orientation sud-ouest - nord-est via le centre-ville à partir duquel des branches dans Rennes auraient pu être créées,.
En effet le SDAU de 1974 prévoyait à l'horizon 2010 que 200 000 à 250 000 habitants résident intra-rocade et la création de deux villes nouvelles de 90 000 habitants chacune qui auraient fait passer la population extra-rocade de 55 000 à 300 000 habitants : au nord-est entre Cesson-Sévigné, Thorigné et Acigné et au sud-ouest entre Bruz, Chartres-de-Bretagne et Chavagne.
L'arrivée à la tête de la ville d'Edmond Hervé à la suite des élections municipales de 1977 provoque la refonte du SDAU et l'abandon des deux projets de villes nouvelles et du TCSP.
Un nouveau SDAU est voté en 1983 et prévoit toujours à l'horizon 2010 une population intra-rocade contenue entre 195 et 200 000 habitants et extra-rocade entre 180 et 220 000 habitants répartis dans un système de « villettes » de 3 000 à 15 000 habitants dans 26 communes.
À partir de septembre 1984, la refonte du plan de déplacements urbains de l'agglomération rennaise est portée par Edmond Hervé qui avait promis lors de sa réélection en 1983 d'étudier un mode de transport plus efficace que le bus, afin de pallier le risque de congestion qui planait sur le centre-ville de Rennes,,.
Le Syndicat intercommunal des transports collectifs de l'agglomération rennaise (SITCAR), alors autorité organisatrice de transport urbain, lance entre juin et septembre 1986 les premières études en vue de la création d'un système de transport en commun en site propre pour l'agglomération rennaise afin de répondre à l'augmentation progressive de la fréquentation du réseau d'autobus,.
Le rapport préliminaire met en évidence plusieurs corridors au départ du centre-ville et en préconise cinq, soulignés en gras ci-dessous et en rouge sur la carte ci-après. En 1986, le SITCAR passe un appel d'offres pour une étude d'opportunité afin de définir le mode de transport, auquel répondent la Société française d'études et de réalisations de transports urbains (SOFRETU) qui préconise un tramway sur l'axe Villejean-Hautes-Ourmes, avec un tracé en centre-ville en surface ou en souterrain, et le Conseil à la décision et à la réalisation en aménagement (CODRA) qui préconise un bus guidé à grande capacité,,,.
Si le projet de la SOFRETU présentait le défaut de ne desservir ni les gares de Rennes et de Pontchaillou, ni l'hôpital de Pontchaillou, celui du CODRA repose sur un véhicule encore seulement à l'état de projet (le bus guidé) tandis que le seul bus à grande capacité existant alors est le « Mégabus », un bus bi-articulé de près de 24 mètres de long en service à Bordeaux depuis 1986, présenté en 1985 à Rennes lors d'un congrès du GART et testé sans convaincre les élus et la population en mai 1986,,,.

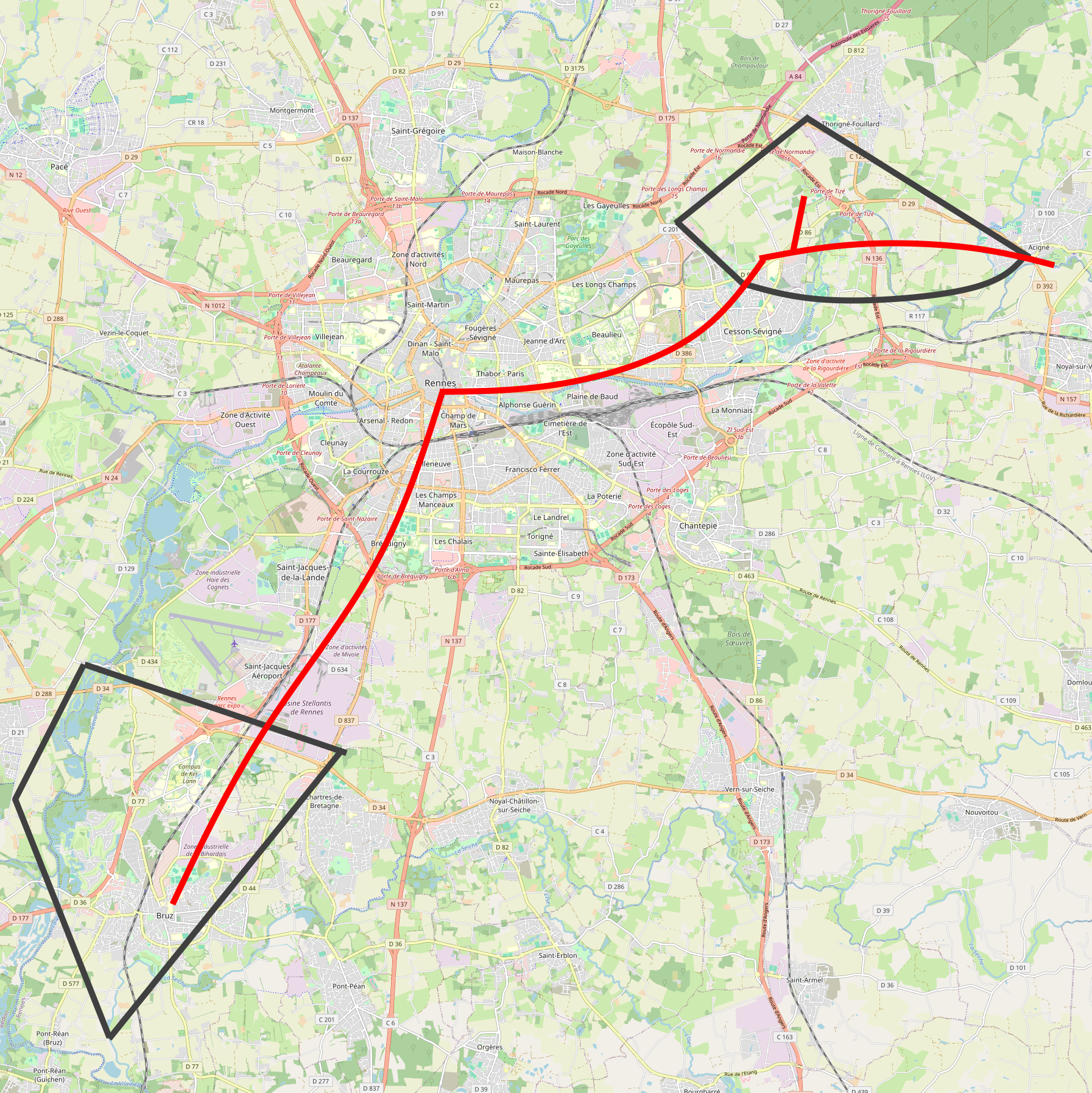
Corridor TCSP (en rouge) envisagé dans le SDAU de 1974, les villes nouvelles sont en gris.
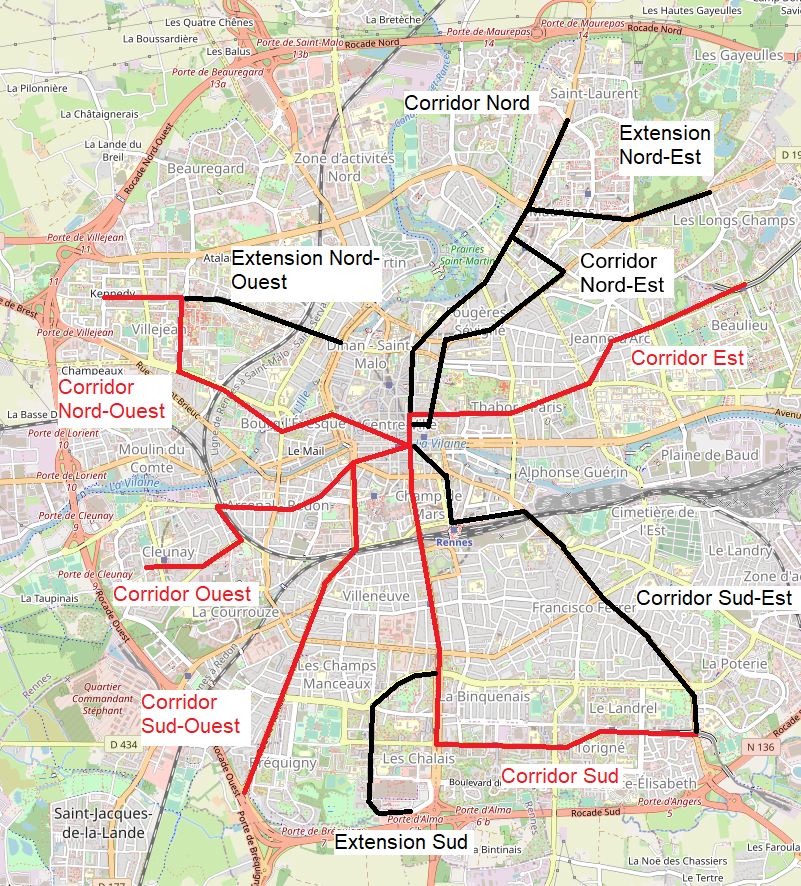
Corridors TCSP selon l'étude de 1986, les corridors en rouge sont ceux privilégiés.
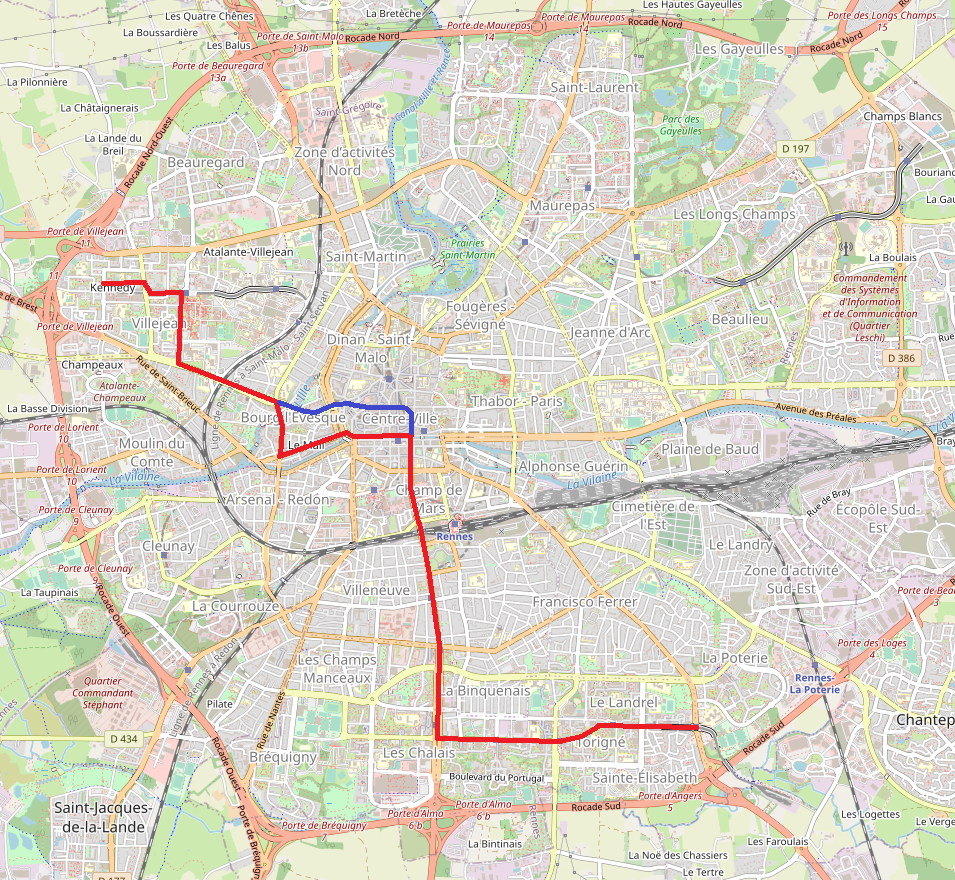
Le projet de tramway présenté en 1986 avec en bleu la variante en tunnel sous le centre-ville.

### VAL ou tramway?

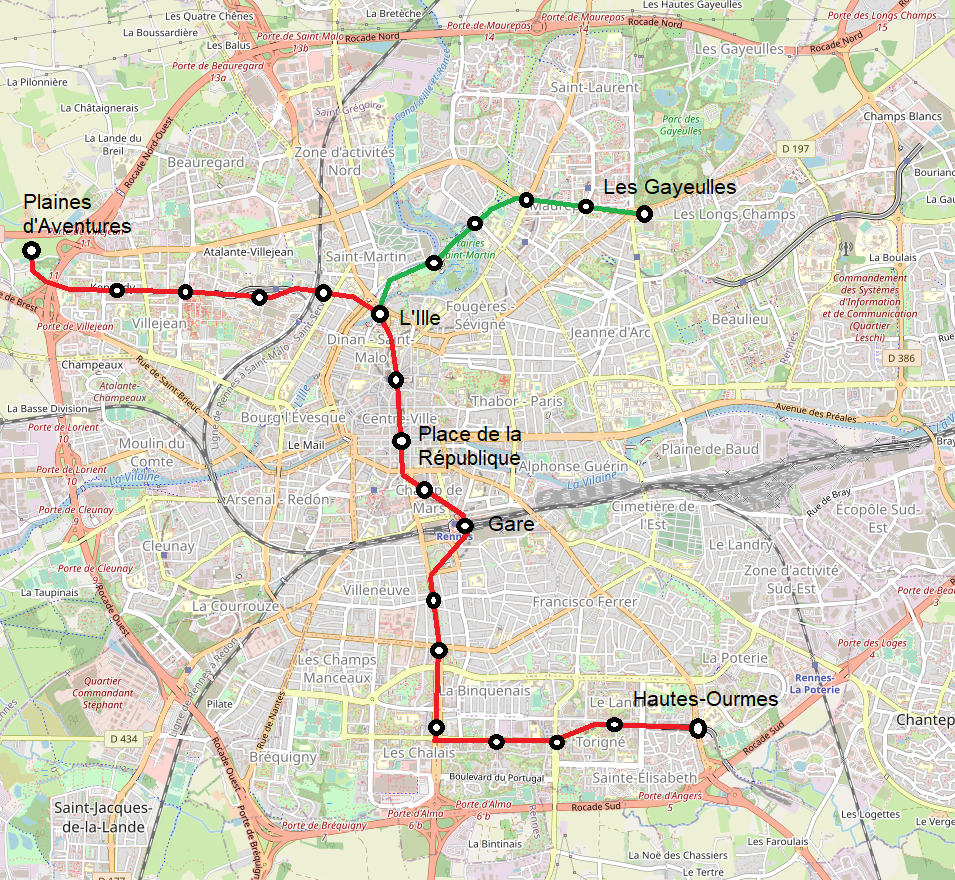
Le tracé proposé en 1988 par Matra (en rouge) très proche de la ligne A actuelle, avec une extension sous forme de branche (en vert) vers les Gayeulles.

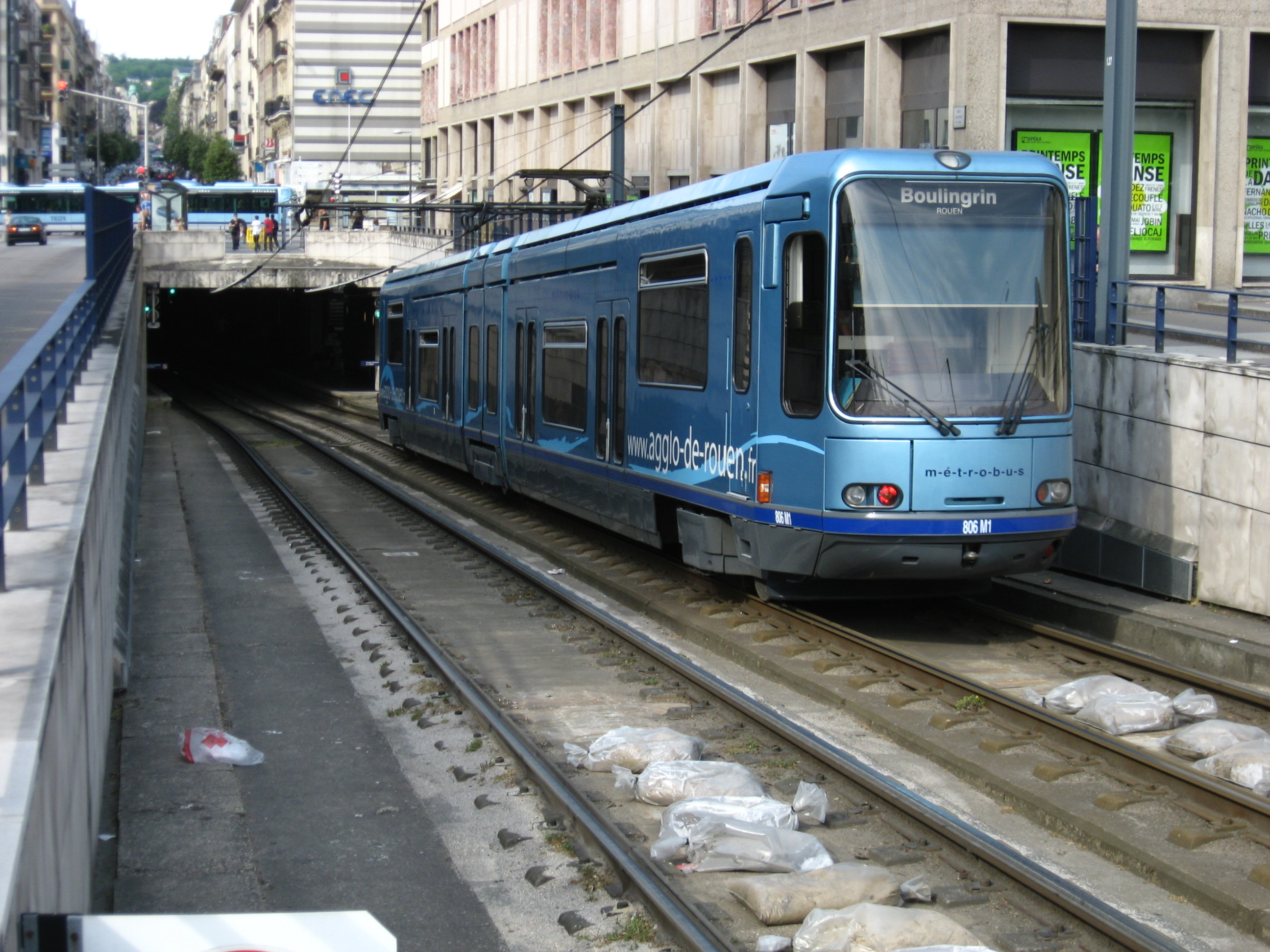
Un tramway avec une section souterraine comme évoqué pour Rennes existe en France : le tramway de Rouen ouvert en 1994, localement dénommé… « métro ».

Le SITCAR, sensible à l'argumentaire de la SOFRETU pour le tramway, lui commande un dossier de prise en considération qui lui est remis en juillet 1987 afin de préparer l'octroi de la subvention de l'État. Elle prend en compte une nouvelle exigence de la municipalité : la desserte du centre-ville en souterrain, ce qui enterre définitivement la piste du Mégabus.
Toujours en 1987, le SITCAR émet son propre rapport préconisant une ligne en Y (desserte des quartiers denses : Hautes-Ourmes - Le Blosne - Centre-Ville - CHU - Villejean ou Maurepas) desservie en BHNS ou en tramway et écarte l'idée d'un métro de type VAL ou même d'Aramis, alors en phase d'expérimentation en raison du coût jugé trop élevé.
Les premiers choix d'aménagements sont faits en faveur du tramway, avec notamment l'idée de faire des stations souterraines de 60 m de long entre les places des Lices et de la République pouvant accueillir une unité multiple de deux rames et un matériel Tramway français standard comme ceux du tramway de Grenoble ouvert en 1987. Ce choix technique est similaire à celui retenu sur le tronçon souterrain du tramway de Rouen.
La desserte de la gare est problématique jusqu'au choix du VAL souterrain, en raison de son positionnement sur une faille géologique et du dénivelé d'une dizaine de mètres entre le nord et le sud de la gare, situation qui pose d'importants problèmes de génie civil. Plusieurs scénarios sont envisagés pour le passage d'un éventuel tramway, soit en utilisant la voirie existante en passant à distance rue de l'Alma, soit en construisant un nouveau pont au-dessus des voies ferrées, mais aucune de ces propositions ne permet de desservir convenablement la gare.
D'abord privilégié, le tramway laisse progressivement place au VAL à partir de l'automne 1987,, Matra ayant répondu à l'appel d'offres avec son métro. Le choix du mode devient une bataille entre deux industriels français : Alsthom et son tramway contre Matra et son VAL.
Le 7 décembre 1987, le conseil municipal vote le principe de réalisation du transport en commun en site propre (TCSP) et le VAL y est évoqué publiquement pour la première fois aux côtés du tramway,, : le premier adjoint Michel Phlipponneau s'abstient et rappelle son opposition obstinée au TCSP, les communistes sont favorables au tramway et la droite (RPR et UDF) est favorable au TCSP sans préférence sur le mode précis.
La ligne proposée par Matra, assez similaire à celle qui a été construite, est reprise dans le second dossier de prise en considération (DPC) établi conjointement par Matra et la SOFRETU, commandé en juin 1988 et remis en juillet 1988,, : le tracé de la ligne de bus no 8. Une brochure est éditée en 1988 pour présenter ce projet.
Le dossier montre que le surcoût du VAL par rapport au tramway (coût annuel de 210 francs par habitant contre 150 francs par habitant) reste néanmoins raisonnable et que le VAL permet de contourner deux obstacles qui pénalisent le tramway : l'étroitesse des rues du centre historique et la géographie des abords de la gare.

### 1989, un tournant décisif
En mars 1989, Edmond Hervé est réélu maire au premier tour et sa municipalité poursuit le projet. En juin 1989, une nouvelle étude est commandée à la SOFRETU et est livrée au mois d'août suivant : il reprend le tracé nord-sud pour la desserte du centre-ville avec un schéma général en forme de « tau », incluant la branche nord-est vers les Gayeulles via les prairies Saint-Martin. Ce tracé était estimé à 82 000 voyageurs par jour, contre 73 000 pour le tracé initial en tenant compte de l'estimation revue à la baisse par rapport aux études de Matra. Cette branche vers les Gayeulles n'aurait pas été sérieusement étudiée et un programme immobilier mené à côté des prairies Saint-Martin en 1993 l'a rendue impossible.
Le 25 octobre 1989, Edmond Hervé propose au conseil municipal qui la vote, la réalisation d'un transport en commun en site propre dans la ville. L'opposition, dont les écologistes menés par Yves Cochet, juge le VAL pharaonique et ne s'opposant pas frontalement à l'automobile et lui préfère le tramway, tandis que le maire refuse un mode de transport lourd en surface en expliquant que, d'après les études menées, la différence de coût entre le VAL et le tramway n'est pas si importante,,. Un autre argument en défaveur du tramway est l'absence de véritables banlieues à Rennes en raison de l'atypique schéma de cohérence territoriale et du concept de la « ville-archipel ». Cette urbanisation particulière annihile l'avantage du tramway face au métro, celui de desservir la périphérie à un coût raisonnable, les communes limitrophes étant trop éloignées et pas assez denses pour un mode lourd. Ce même mois d'octobre, le SEMTCAR invite 500 habitants à visiter les réseaux de Lille (utilisant le VAL) et de Grenoble (utilisant les tramways), une opération qui coûtera 500 000 francs.
C'est finalement le VAL qui est choisi à une large majorité de 43 voix sur 59 votants, après une séance retransmise sur la chaine de télévision locale TV Rennes et qui a duré huit heures, jusqu'à 4 h du matin,,. Le lendemain le SITCAR vote à son tour et sur 24 communes membres, 19 votent pour, quatre contre et une s'abstient. Pour les autres communes du SITCAR qui ont délibéré dans les semaines qui précèdent, les conseils municipaux de 17 d'entre elles ont voté pour le VAL, quatre pour le tram et celui de Cesson-Sévigné s'est abstenu.

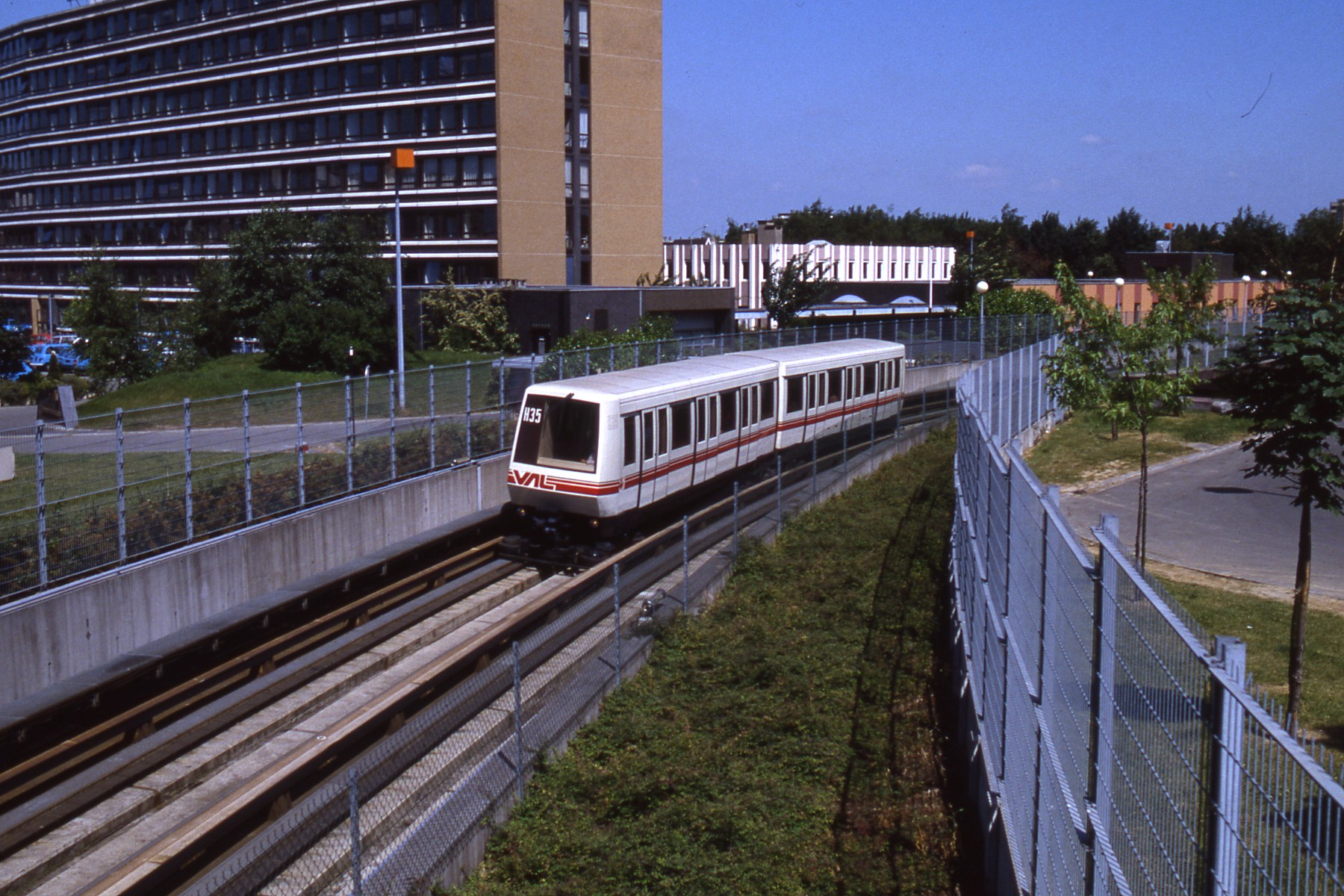
Le métro VAL, ici celui de Lille.
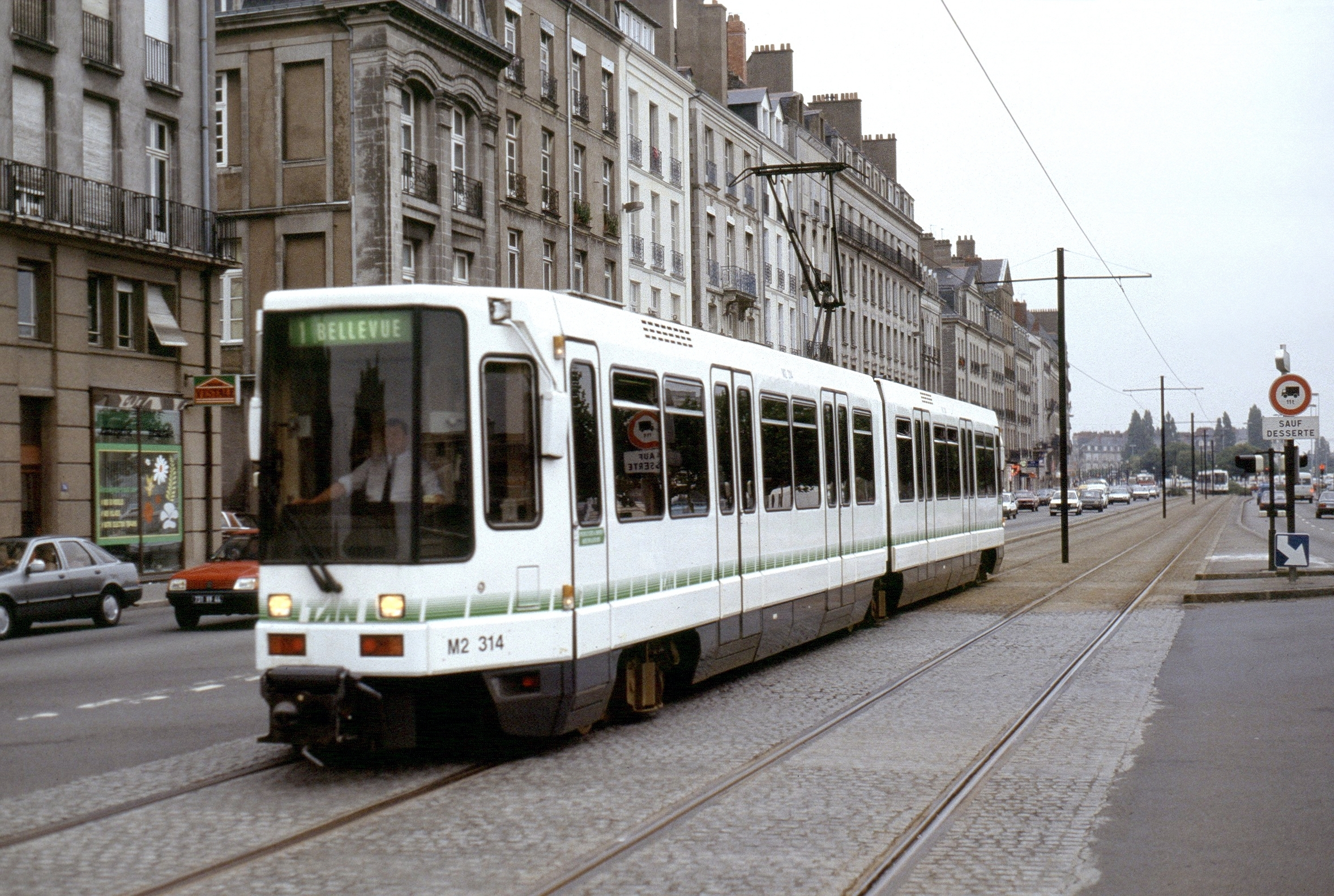
Le tramway moderne, ici celui de Nantes.
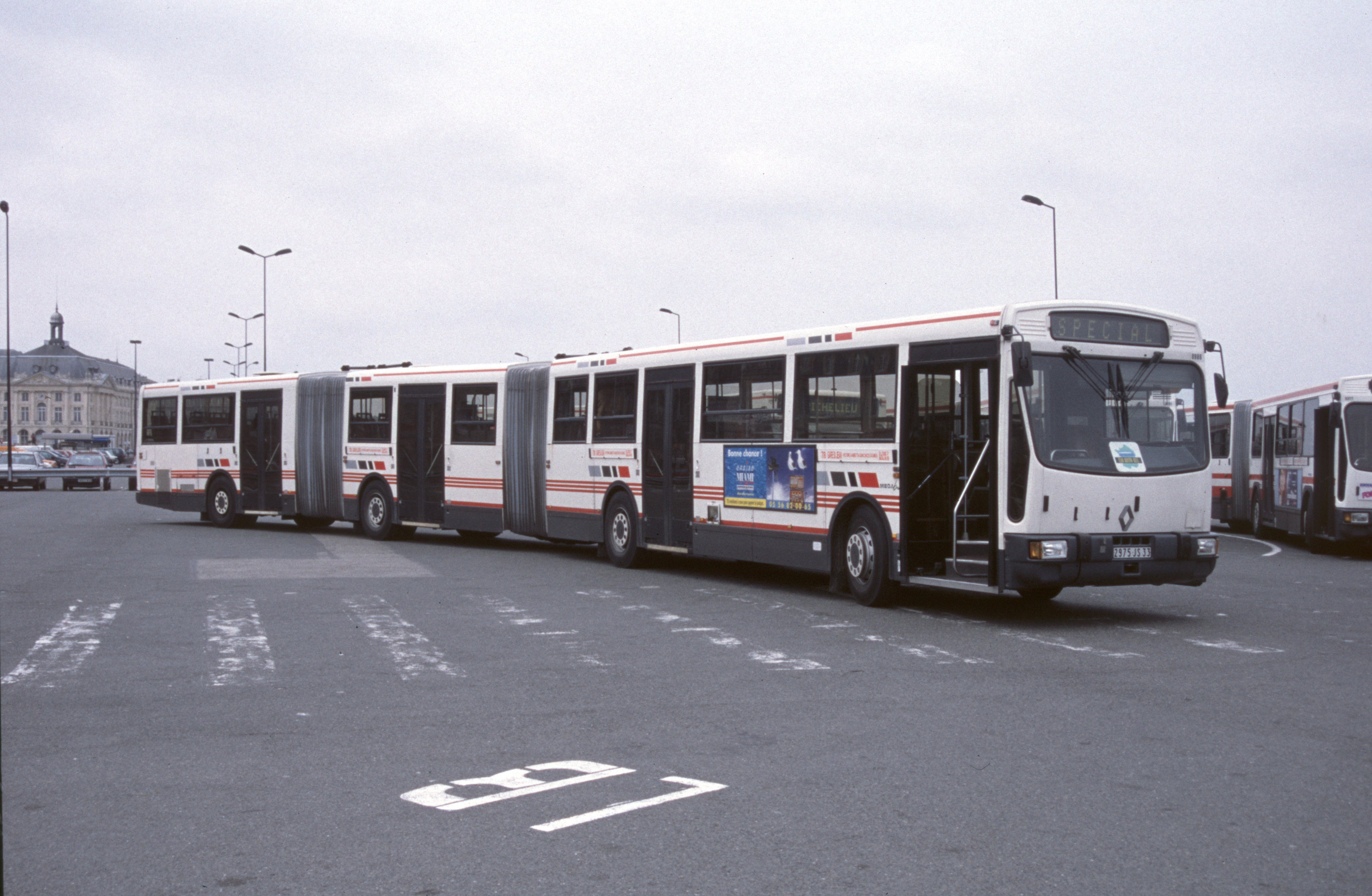
Le Mégabus, en circulation à Bordeaux.
Le système Aramis, qui n'a jamais dépassé le stade expérimental, a été brièvement évoqué.

### Une gestation difficile et une forte opposition

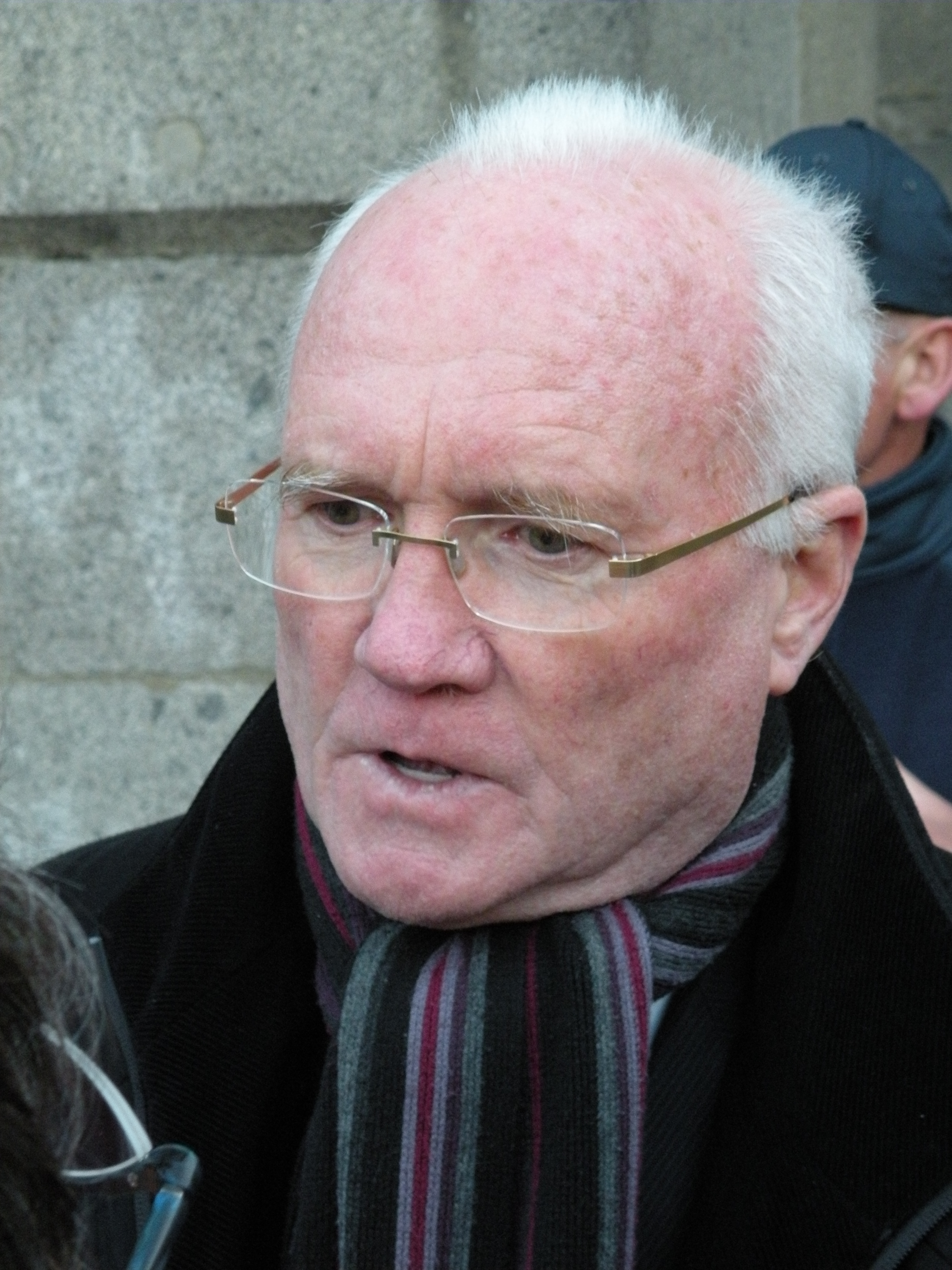
L'ancien maire Edmond Hervé, l'un des instigateurs du métro de Rennes.

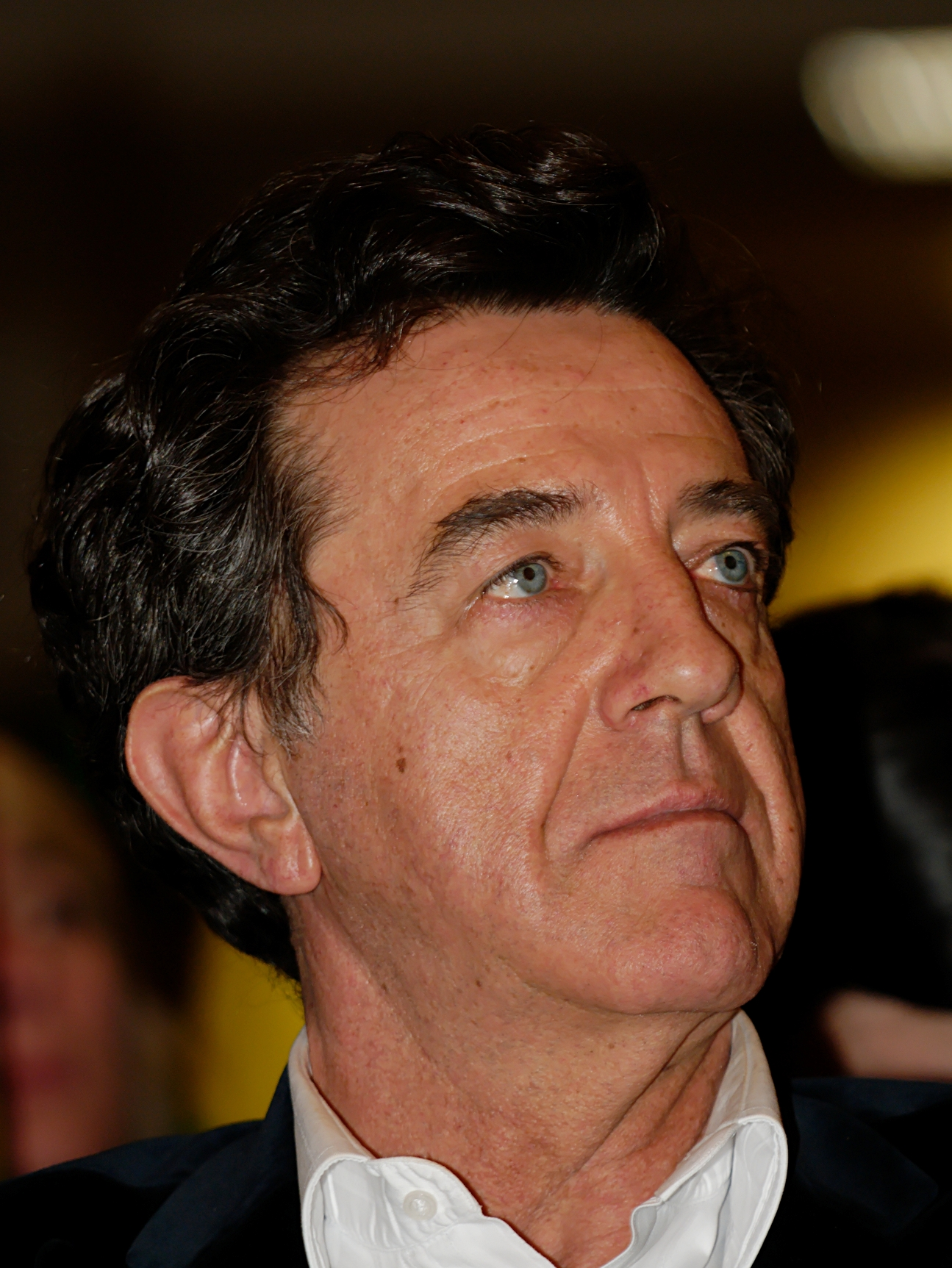
L'ancien conseiller municipal Yves Cochet, partisan du retour du tramway à Rennes.

Après le mode, c'est au tracé d'être choisi : dès 1989, le tracé d'orientation nord-ouest - sud-est est confirmé, avec 3,5 km de tunnel sous le centre-ville et 5,5 km de viaduc dont près de 3 km au Blosne et 2 km à Villejean pour des raisons de coût,.
Le tracé majoritairement aérien crispe la population, ce qui conduit les élus à enterrer la ligne sur la majeure partie de son tracé malgré le surcoût engendré, à abandonner le tronçon entre la dalle Kennedy et la plaine d'aventures et à relocaliser le garage-atelier au sud de la ville,,. La traversée en surface côté nord est maintenue sur le site hospitalier de Pontchaillou. Ainsi, la ligne ne compte plus qu'un kilomètre en surface.
Le SITCAR valide le tracé le 7 juin 1990, puis le conseil municipal de Rennes le 27 novembre 1990 lors d'une séance perturbée par les opposants au métro,. Choix est fait notamment de passer en tranchée couverte sur les sections où le VAL devait passer en viaduc.
L'avant-projet sommaire est adopté le 12 juillet 1991 par le SITCAR avec 85 % des voix. Entre mai et juin 1992, la première enquête publique a intéressé près de 3 000 personnes. L'objectif est de lancer le chantier en 1995, avant les élections municipales, pour une mise en service en 1997,.
En 1992, le SITCAR est dissout et Rennes District reprend la compétence transport, qu'elle déléguera tout comme la maîtrise d'ouvrage à une nouvelle structure, la SEMTCAR,. La même année, l'élu d'opposition Jean-Pierre Dagorn commande un sondage dont les résultats montrent que 54 % des Rennais interrogés sont contre le métro. Il transformera par la suite son collectif en « comité pour l’alternative au VAL » et se mit à défendre l'idée d'un retour du tramway, voyant qu'Edmond Hervé était inflexible sur son projet,. La commission d'enquête rend un avis favorable sans réserve le 28 septembre 1992 après avoir recueilli 50 000 signatures dont 43 000 demandant un référendum,, une consultation qui « bat des records ». De leur côté, les écologistes veulent eux aussi un référendum et souhaitent « deux [lignes de] tram au lieu du VAL ». Une pétition contre le VAL recueille, elle, 47 000 signatures.
L'opposition au métro s'organise face au projet estimé à 2,4 milliards de francs du fait du passage du tracé en souterrain. Elle ne s'arrête pas aux portes de Rennes. Le directeur de l'usine Citroën de Chartres-de-Bretagne, proche de Rennes, s'inquiète des ponctions liées à l'augmentation du versement transport, augmentation dont il obtiendra quelques années plus tard l'annulation par le tribunal administratif, au motif que le projet n'avait pas encore démarré. En juin 1991, Michel Delebarre, ministre des Transports du gouvernement Rocard II, confirme aux élus rennais que la subvention sera égale à celle que l'État verserait pour un tramway, soit 350 millions de francs. Jean-Louis Bianco, ministre des Transports du gouvernement Bérégovoy, relève cette subvention à 500 millions de francs, qui ne sera pas accordée avant les législatives de 1993, pour conserver une cohérence avec le projet de VAL toulousain. À l'inverse, une association dénommée Val-bus-train voit le jour à l'initiative de l'infirmière et militante associative Lucette Pouyollon pour défendre la réalisation du VAL.
Des fouilles archéologiques préventives sont menées durant trois mois en 1992 et mettent notamment au jour d'anciennes sépultures et des vestiges de l'ancienne église Saint-Aubin sous la place Sainte-Anne.

### Deux déclarations d'utilité publique

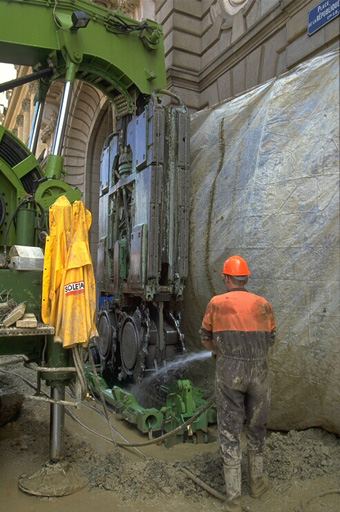
Engin de forage utilisé lors du terrassement de la station République en juillet 1997.

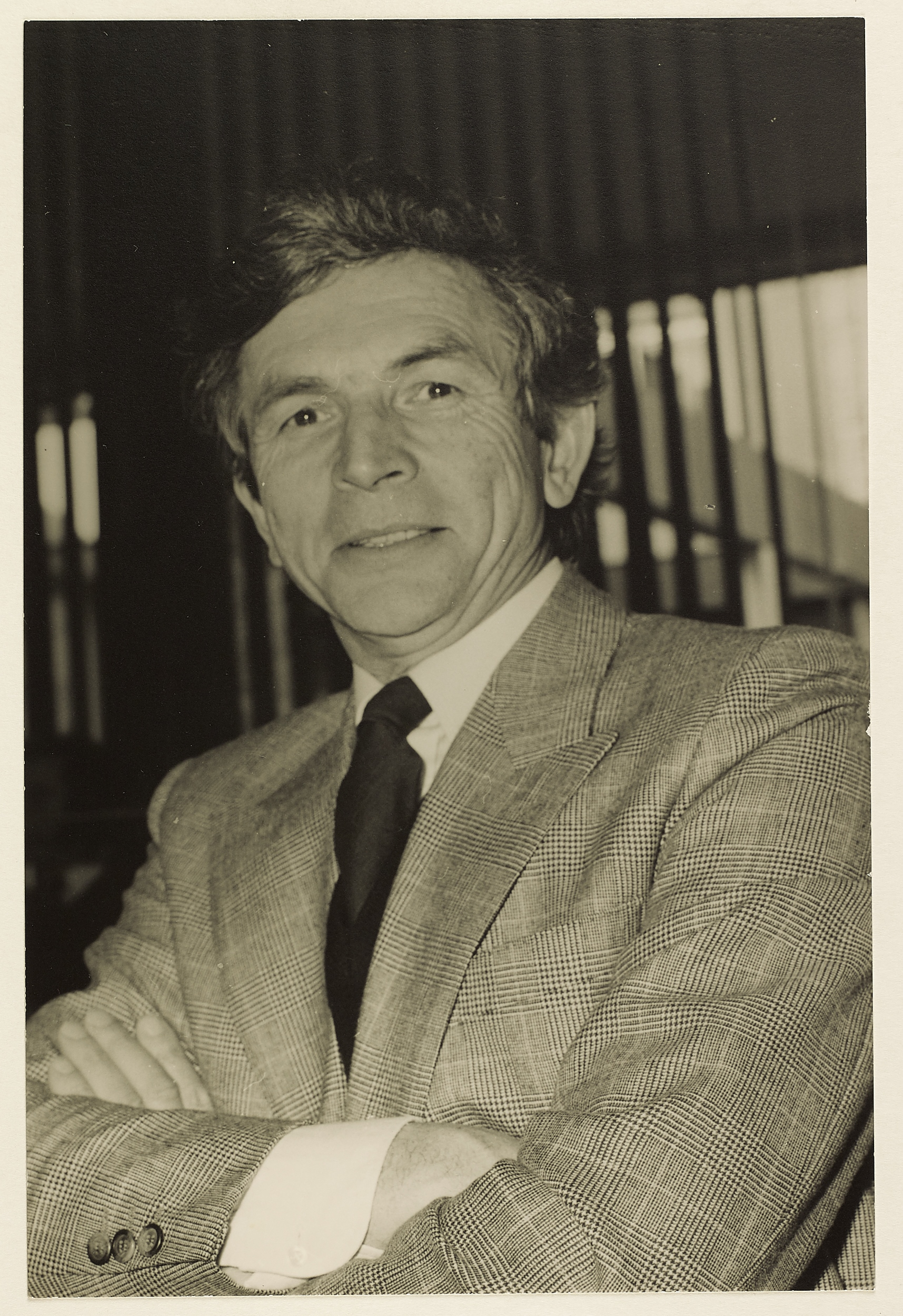
Jean Normand, premier président de la SEMTCAR.

Le 13 janvier 1993, alors que la SEMTCAR entre réellement en fonction, l'avant-projet détaillé est adopté par Rennes District et le projet est déclaré d'utilité publique le 15 février,. Le projet était estimé à 2,733 milliards de francs pour une mise en service en 1998.
Bernard Bosson, ministre des Transports du gouvernement Balladur, réduit en décembre la subvention prévue de l'État de 500 à 372,8 millions de francs (56,83 millions d'euros), après avoir envisagé de la supprimer, exprimant son hostilité envers ce qu'il qualifiait de « métro par habitant le plus cher du monde ».
Le 17 décembre 1993, le conseil de district valide le plan de financement et le 17 janvier 1994, un premier coup de pelle symbolique est donné place de la République pour lancer les travaux préparatoires, tandis que le protocole de financement de l'État n'est toujours pas signé,.
Les ennuis administratifs et juridiques continuent avec l'annulation le 16 février 1994 de cette déclaration d'utilité publique à la suite d'un recours déposé par Yves Cochet, les données financières ayant été jugées insuffisantes,. Une partie de l'avant-projet détaillé n'a pas non plus été intégrée dans le dossier soumis lors de la première enquête publique. Michel Phlipponneau publie en 1995 un ouvrage critique contre le métro et Edmond Hervé intitulé « Un Val à Rennes » dans lequel il étrille le métro et plus largement les projets des transports en commun en site propre qu'il juge contraires au schéma d'urbanisation du SDAU de 1983 et au programme électoral de 1977 de la liste d'Edmond Hervé,.
Afin de financer le métro et de réduire le recours à l'emprunt, le versement transport (VT) a été significativement augmenté à partir de 1990, passant de 1,05 à 1,75 % de la masse salariale des entreprises de plus de neuf salariés, ce qui provoqua l'ire de nombreux chefs d'entreprises notamment celui de Citroën et ceux de l'agro-alimentaire regroupés au sein de l'union patronale d'Ille-et-Vilaine (UPIV),,. La Chambre de commerce et le conseil général d'Ille-et-Vilaine se sont eux aussi opposés au projet.
Durant cette période, un comité de chefs d'entreprise décide de mettre en place une campagne d'affichage anti-VAL, que les afficheurs, soutenus par le bureau de vérification de la publicité, refusent de mettre en œuvre. Le tribunal de grande instance de Rennes, saisi par le comité, condamne ce dernier à abandonner sa campagne et à verser des dommages et intérêts à Matra.
En 1995, le maire socialiste sortant, qui a fait de ce qu'il qualifie de « plus grand chantier de France pour les années qui viennent » son cheval de bataille pour son mandat,,, est réélu avec 59,45 % des voix au cours d'une élection s'étant apparentée à un référendum sur le métro. Le dossier est revu de fond en comble afin d'éviter le risque d'une nouvelle annulation, une nouvelle enquête publique est menée du 13 novembre au 23 décembre 1995 et débouche sur un nouvel avis favorable des commissaires-enquêteurs le 13 avril 1996.
La seconde déclaration d'utilité publique est signée le 4 octobre 1996 et la subvention de l'État attribuée le 12 novembre s'élève finalement à près de 390 millions de francs,,. Le marché avec Matra engagé en juillet 1991 est définitivement signé en janvier 1997,.
Les premiers travaux préparatoires de déviation des réseaux débutent dès octobre 1996 après la signature de la déclaration d'utilité publique, mais la construction de la ligne à proprement parler débute symboliquement le 6 janvier 1997 à la station Clemenceau, : c'est le début de cinq ans de travaux.
La construction et la réception de la ligne ont été assurées par la Société d'économie mixte des transports collectifs de l'agglomération rennaise (SEMTCAR) qui était le maître d'ouvrage délégué au nom et pour le compte de Rennes Métropole.
Le tunnelier est acheminé au cours de l'automne 1997. Construit par Fives FCB, il a déjà servi à creuser un tronçon du métro de Lille où il était baptisé « Gilles de Croix »,,,. Le 19 décembre 1997, il est baptisé « Perceval », jeu de mots entre le verbe « percer » et « Val », la technologie utilisée pour le futur matériel roulant, et clin d'œil au nom du chevalier de la légende arthurienne. Comme le veut la tradition, il est baptisé par sa marraine sous le regard de sainte Barbe. Le tunnelier démarre son périple de 3,765 km dès le 12 janvier 1998, depuis la station Clemenceau. Il arrive à Jacques Cartier le 20 avril 1998.

### Perceval, un travail mouvementé

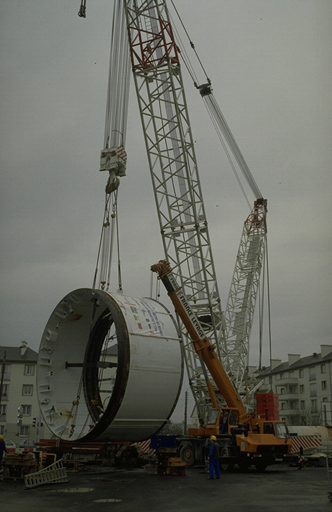
Descente de la jupe du tunnelier Perceval en décembre 1997, à la future station Clemenceau.

Le creusement est mouvementé : neuf effondrements sont recensés en 1998 et 1999, essentiellement de la chaussée, dont certains provoquent des dégâts dans les immeubles voisins,. En effet, le sous-sol du centre-ville de Rennes est hétérogène, du fait de la présence de cavités, de la proximité de l'ancien lit de la Vilaine et du remblaiement des cratères des bombes de la seconde Guerre mondiale qui aggravent cette instabilité.
Le 25 mai 1998, la construction de la station Italie provoque un affaissement de terrain déstabilisant une grue et nécessitant d'évacuer les habitants d'un immeuble jusqu'à son démontage. En parallèle, l'entreprise GTB chargée de construire les piles métalliques en forme de V du viaduc de la Poterie juge les structures trop légères en cas de collision, et le chantier est retardé de deux mois, le temps que les experts tranchent la question,.
Le 24 juillet 1998, Perceval provoque un fontis profond d'un mètre au niveau de la gare de Rennes. Le 29 août, soit onze jours après son départ de la station Gares, un affaissement se produit dans le boulevard Magenta et une voiture en stationnement tombe dans le trou,. Le 1er septembre, il provoque un second trou sous le même axe, durant son redémarrage,. Le 18 septembre 1998, un trou se forme sur le parking devant la MCE, où Marylise Lebranchu — alors secrétaire d'État au commerce — prononce un discours ; l'incident entraîne un mois d'arrêt, le temps d'injecter du béton,,,. Les 15 et 21 janvier 1999, Perceval provoque deux nouveaux effondrements rue du Vieux-Cours et rue Jules-Simon près des halles centrales,. Le 15 mars 1999, le tunnelier redémarre et provoque un second trou dans cette même rue. Il redémarre le 24 mars, parcourt une quinzaine de mètres et provoque un nouvel effondrement manquant de peu d'aspirer une balayeuse de voirie municipale et son conducteur,. Ces incidents ralentissent son évolution : Perceval reste à l'arrêt durant quatre mois, consacrés à la consolidation du sous-sol : il n'arrive à République que le 26 juillet 1999 avec sept mois de retard,,.
Pour la traversée du centre-ville, le sol est renforcé par l'injection de béton à plusieurs endroits comme dans la rue d'Orléans et sous la place de la Mairie, et une nappe de béton provisoire est coulée sur le lit de la Vilaine,,.
Un arrêté de péril frappe six immeubles de la rue Pont-aux-Foulons, par crainte d'effondrement des maisons à colombages du XVe siècle au passage de Perceval,. Le 28 septembre 1999, les commerçants et une quarantaine d'habitants sont évacués jusqu'au 9 octobre, mais doivent l'être à nouveau le 2 novembre car le tunnelier est tombé en panne entretemps et a dû être immobilisé pour réparations,,. Finalement, Perceval aborde la station Sainte-Anne le 12 novembre 1999 puis Anatole France le 10 février 2000 après un dernier franchissement délicat, celui du canal d'Ille-et-Rance,,.
Toujours sur le site de la station Sainte-Anne, des objets datés du XVIe au XVIIIe siècle provenant des latrines de l'ancien hôpital Sainte-Anne ont été découverts en 1998.
Le 26 mars 1999, les équipes de Matra Transport s'installent au garage-atelier afin de préparer l'arrivée du métro tandis que la pose de la voie débute le 30 avril suivant.
La mission de Perceval arrive à son terme le 15 mars 2000, au puits Tumoine, 200 mètres après la station Anatole France. Jugé obsolète par le groupement d'entreprise auquel il appartenait en raison de son usure prématurée, le tonnelier est découpé au chalumeau et seule une partie de la roue de coupe est conservée et stockée au garage-atelier de Chantepie,,. La même année, les travaux d'équipement et d'aménagement des stations sont achevés et les rames sont progressivement livrées entre le 13 juillet 2000 et le 20 juillet 2001.

### La ligne A, un succès immédiat
La pose de la voie avance au rythme de 80 m par jour et s'achève le 15 mars 2001,.
La mise sous tension complète a lieu le 1er juin 2001 et la première circulation d'une rame sur l'ensemble du parcours a lieu le 13 juin 2001,. La première circulation en pilotage automatique a eu lieu le 20 octobre 2001,. La marche à blanc (test de la ligne en conditions d'exploitation réelles) se poursuit jusqu'au 1er décembre 2001, date à laquelle Matra Transport remet les clés à l'exploitant.
Le métro est inauguré le 15 mars 2002 en présence du maire Edmond Hervé, de la ministre de la Justice Marylise Lebranchu et de l'ancien premier ministre et maire de Lille Pierre Mauroy,,. Le 18 mars 2002, débute le service commercial de la ligne A,.
Face au succès du VAL, les critiques se taisent rapidement et le métro devient une illustration forte du succès de la politique des élus socialistes rennais. À sa mise en service, la ville de Rennes, dont la population est d'environ 210 000 habitants (et 700 000 pour l'aire urbaine), fut la plus petite ville au monde dotée d'un métro,,. Ce n'est plus le cas depuis la mise en service de la ligne M2 du métro de Lausanne en 2008 — la ligne M1 s'apparentant plus à un tramway —, et du métro de Brescia en 2013, qui relèguent Rennes en 3e position.
Le métro est rapidement victime de son succès, ce qui oblige l'exploitant au bout de quinze jours seulement à engager une 14e rame en service commercial puis à acheter huit puis six rames en 2006 et 2012, mesures accompagnées d'agrandissements du garage-atelier de Chantepie,.

### Vers une deuxième ligne

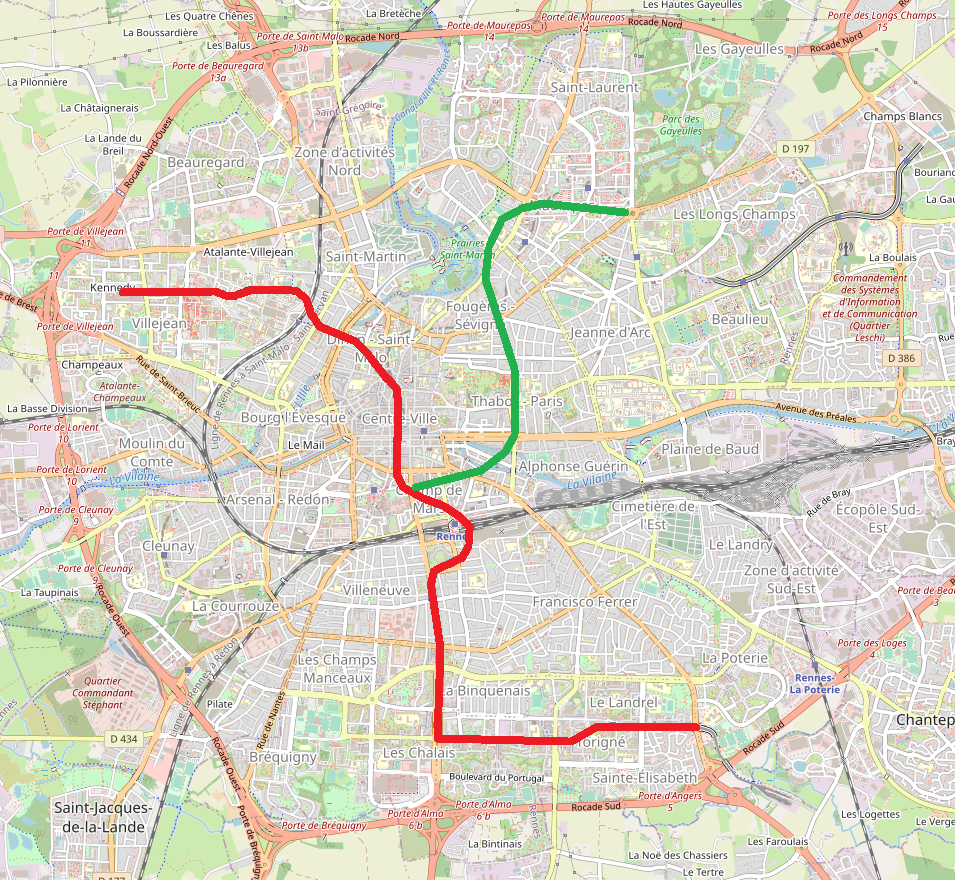
Le tracé de la 2e ligne de VAL (en vert) selon les études effectuées vers 1995.

Dès les années 1980, l'idée d'une seconde ligne de transport en commun en site propre était évoquée dans les documents du projet remis par Matra, et bien que le mode de transport n'ait pas encore été choisi, la ligne y apparaissait comme « 2e ligne du VAL ».
D'abord évoquée comme une branche du tracé en « tau » de l'étude de la SOFRETU de 1989, elle est vite abandonnée vers 1995 et plus particulièrement au moment des élections municipales qui ont lieu cette année-là, au profit d'une deuxième ligne à part entière,,. La fréquentation attendue n'était que de 15 000 voyageurs quotidiens.
La seconde ligne revient à nouveau sur la table lors de la campagne d'Edmond Hervé pour les élections municipales de 2001.
Le 28 juin 2001, Rennes Métropole lance les études d'opportunité et de faisabilité pour l'extension de son réseau de transport en commun en site propre,. En janvier 2002, c'est au tour de l'étude d'opportunité de débuter, accompagnée dès le 25 avril d'une concertation,. Les études s'achèvent en mars 2003 et permettent de déterminer les axes et modes de transport des nouvelles lignes (Ligne B, prolongement de la ligne A et axe est-ouest),. En mars 2002, selon le journal Le Monde, la seconde ligne mesurerait 5 km et « pourrait desservir le quartier de la gare ou celui de Sainte-Anne à la cité universitaire Beaulieu ».
Le 10 juillet 2003, après deux années d'études comparatives avec d'autres modes de transport dont le tramway, le tracé est défini et le choix du métro est entériné. Le tramway a été à nouveau écarté en raison des mêmes problématiques concernant la desserte de la gare et l'étroitesse des rues du centre-ville, en particulier dans l'hypothèse d'une double correspondance — finalement retenue — à Gares et Sainte-Anne. Le 21 octobre 2004, une seconde concertation accompagnant cette fois-ci les études de faisabilité est lancée. En 2006, la SEMTCAR est choisie pour être le maître d'œuvre de cette seconde ligne.
En octobre 2007, le dossier d'aide à la décision (synthèse des études d'opportunité et de faisabilité) est soumis aux élus de Rennes Métropole. En décembre 2007, le bilan de la concertation liée aux études de faisabilité est approuvé à l'issue de la seconde phase lancée en mars par Rennes Métropole et permet de figer l'intégralité du tracé, sauf à Beaulieu - Université et à Atalante où divers scénarios sont étudiés dans le quartier des Longs-Champs,,.

### Cityval, une première mondiale

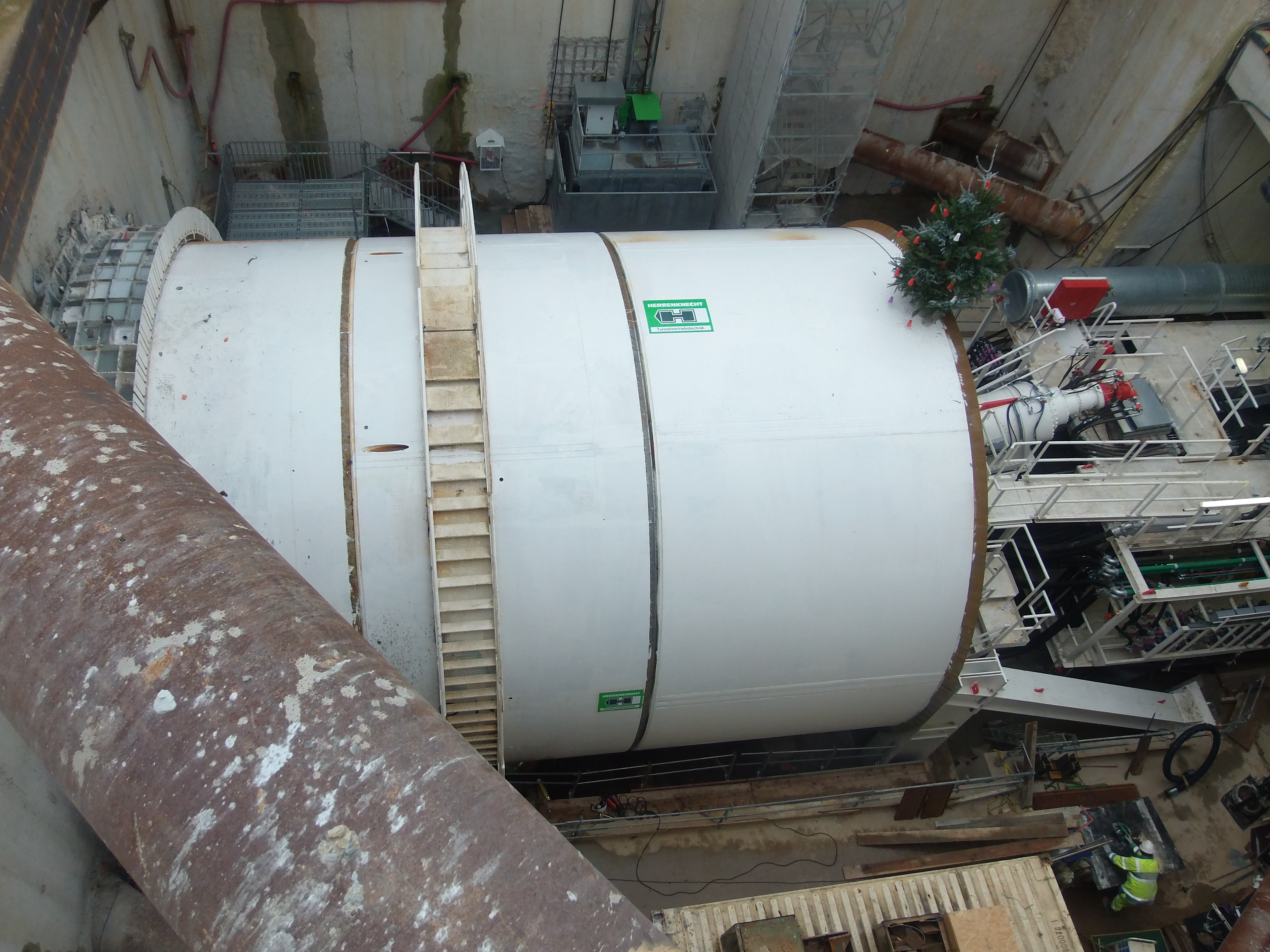
Le tunnelier Élaine.

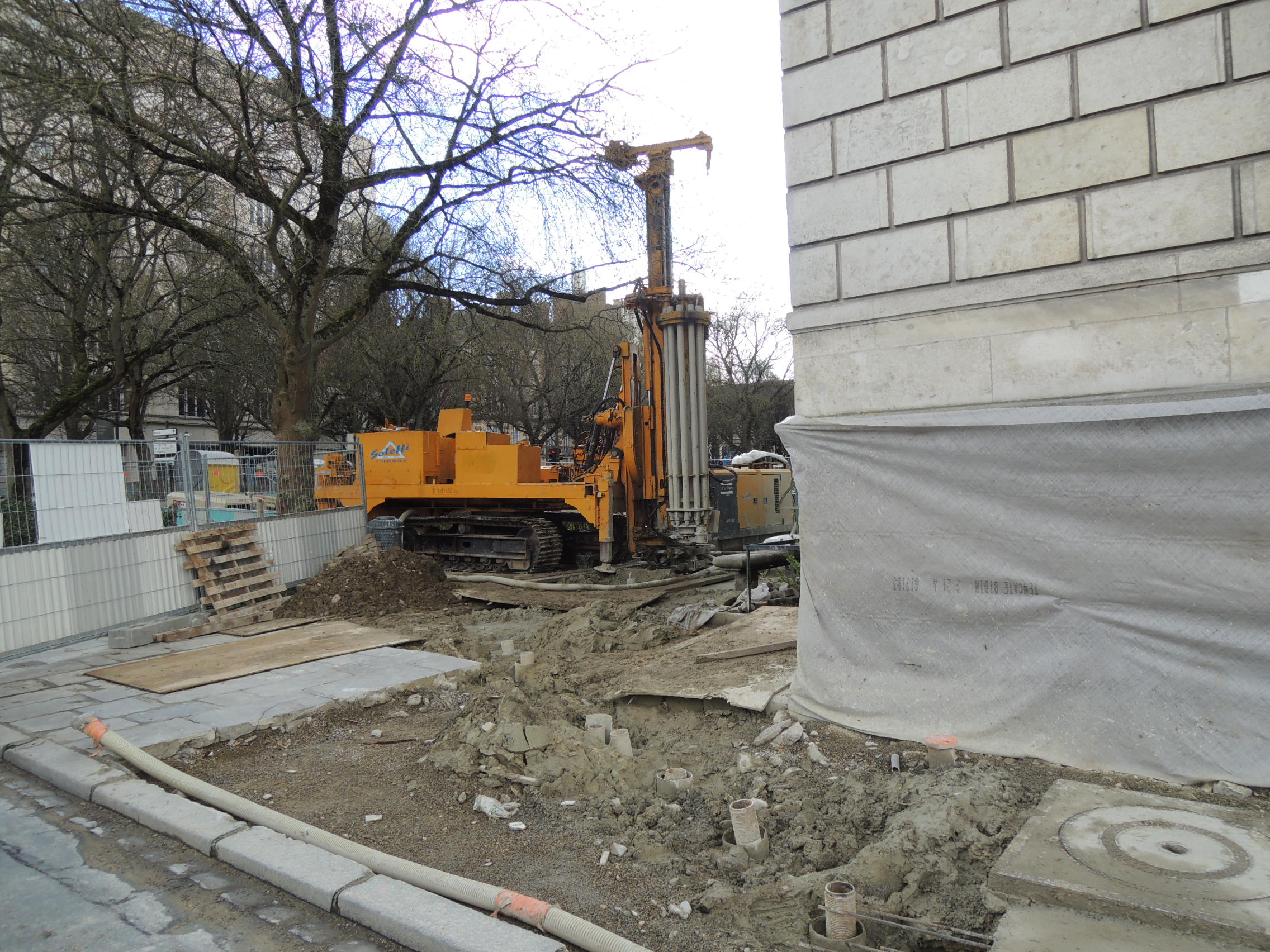
La construction du métro et le passage du tunnelier nécessitent de renforcer les sols via l'injection de micropieux, comme ici à côté du musée des Beaux-Arts en 2016.

En 2008, la métropole engage une nouvelle phase de concertation en lien avec la phase d'études opérationnelles avec une démarche spécifique liée au tracé nord-est ; le 21 février une étude de cadrage de génie civil est menée. Le 2 octobre 2008, l'appel d'offres mondial pour le choix du matériel roulant est lancé pour une durée de deux ans,. Entre octobre et décembre 2008, trois réunions ont lieu avec les entreprises et riverains du secteur Beaulieu-Champs Blancs pour définir le tracé de la ligne dans ce secteur avant la présentation publique de janvier 2009.
Le tracé définitif est arrêté le 23 avril 2009,, pour un coût total estimé à 1 194 millions d'euros HT (valeur 2010).
Le 21 octobre 2010 le bilan de la concertation préalable est approuvé par Rennes Métropole. En novembre 2010, le Cityval, version du Neoval destinée au transport urbain, est retenu pour la ligne B, ce qui en fait la première ligne au monde équipée de cette technologie,. Le contrat définitif avec Siemens est signé le 1er octobre 2013.
L'enquête publique a lieu du 12 décembre 2011 au 20 janvier 2012. Le 29 mars 2012, l'avant-projet est validé par Rennes Métropole.
Le 16 mai 2012, la commission d'enquête émet un avis favorable sur le projet, ouvrant ainsi la voie à la déclaration d'utilité publique par le préfet, qui est prononcée le 31 août 2012.
Les premiers travaux préparatoires pour le dévoiement des réseaux (eau, gaz, électricité, etc.) ont lieu entre septembre 2012 et janvier 2014 puis la construction de la ligne à proprement parler débute dans la foulée,. Des fouilles archéologiques préventives ont lieu en 2013 et, comme pour la première ligne, c'est le site de la place Sainte-Anne qui est riche en découvertes avec la mise au jour des tombes du cimetière de l'ancien hôpital Sainte-Anne, qui a fonctionné du XIVe au XVIe siècle,. Entre 2014 et 2015 c'est au tour de la place Saint-Germain de révéler des vestiges médiévaux du XIIIe au XVe siècle dans un état de conservation remarquable et des bâtiments détruits lors des bombardements de la nuit du 8 au 9 juin 1944,.
Le tunnelier construit par Herrenknecht est acheminé en pièces détachées depuis Schwanau en Allemagne à l'aide de 70 camions entre l'été et le mois de novembre 2014,.
Le tunnelier est nommé « Élaine », en référence à la nièce du roi Arthur dans la légende arthurienne, amoureuse de Perceval — dont le nom avait été donné au tunnelier de la première ligne —. Le baptême de la machine a lieu le 19 décembre 2014 en présence du premier ministre Manuel Valls, de la maire Nathalie Appéré, du président de Rennes Métropole Emmanuel Couet et de la marraine du tunnelier, Karine. Le tunnelier démarre son périple de plus de 8 km le 9 janvier 2015, depuis le quartier de la Courrouze. Il atteint sa destination début 2018, boulevard de Vitré.

### Élaine, un travail lui aussi mouvementé

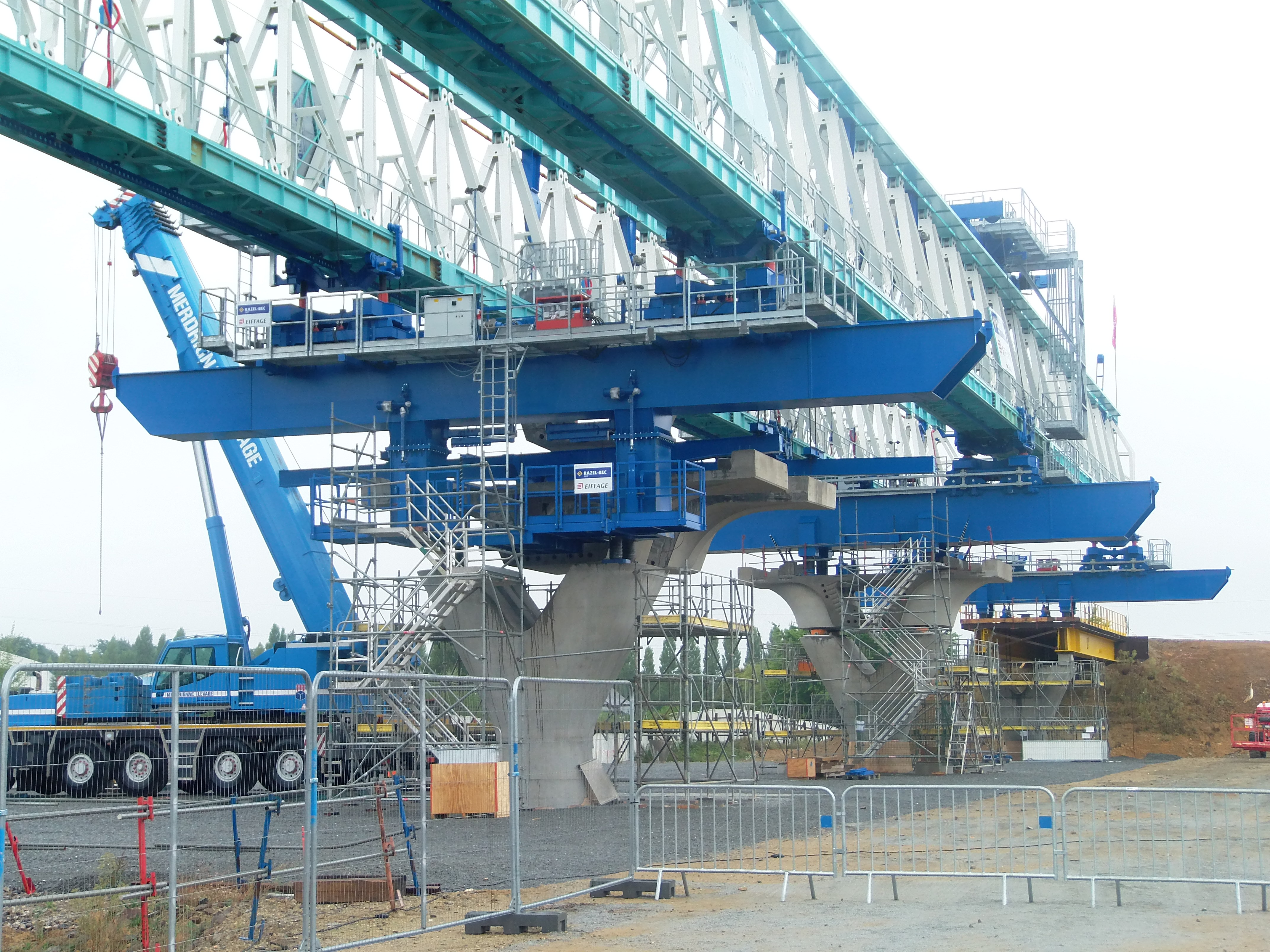
Montage du viaduc en 2016 : on voit les piliers avec chacun un morceau du tablier posé via la poutre de lancement.

En mars 2015, plusieurs faiblesses dans le sol sont détectées par le tunnelier et entraînent un petit affaissement de terrain et l'évacuation d'une maison à Cleunay. Le mois précédent, des murs de la basilique Notre-Dame-de-Bonne-Nouvelle, place Saint-Anne, se fissurent du fait du creusement de la seconde station. À partir de mai 2015, le tunnelier rencontre des filons d'antimoine, dont l'évacuation et le stockage vers des sites dédiés devrait entraîner un surcoût de près de huit millions d'euros et cinq mois de retard sur le calendrier initial,.
En juin 2016, le passage du tunnelier à proximité du lit de la Vilaine a provoqué l'apparition, sans autre conséquence, de bulles à la surface de l'eau, issues de l'air comprimé envoyé par la machine afin d'éviter l'affaissement du terrain.
La construction du viaduc de 2,4 km de long accueillant les trois stations aériennes entre Rennes et Cesson-Sévigné a commencé vers mai 2016 par la réalisation des piles, puis du tablier à partir d'octobre 2016, à raison de 100 mètres par mois : Un chantier de près de deux ans afin d'assembler les voussoirs grâce à une poutre de lancement,,,. En juillet 2017, soit environ un an après le début du chantier, 800 des 2 400 mètres du viaduc ont été construits. Après une période de rodage, le chantier atteint son rythme de croisière.
Théâtre de plusieurs accidents plus ou moins graves, le chantier ne s'est heureusement jamais révélé fatal. En août 2014, un automobiliste rentrant d'une rave party est tombé dans un trou en plein centre-ville. Le second accident s'est produit fin novembre 2015 lorsqu'un ouvrier a été grièvement blessé dans la future station Sainte-Anne et le troisième a eu lieu en février 2016 à la future station Joliot-Curie - Chateaubriand, lorsqu'un ouvrier a lourdement chuté sur un treillis métallique.
En novembre 2016 survient un nouvel incident, l'effondrement du plancher d'un magasin de déstockage de la rue de Saint-Malo sur près de 15 m2, sur le passage du tunnelier. Trois personnes sur les quatre tombées avec le plancher furent légèrement blessées et l'incident entraîna l’arrêt du chantier et l'évacuation de deux immeubles voisins par crainte d'un nouvel effondrement,. Après consolidation du sol, le tunnelier redémarre le 4 avril 2017, au prix d'évacuations de logements par application du principe de précaution.
La pose du tablier du viaduc est achevée le 20 février 2018 et la mission du tunnelier Élaine s'achève à son tour le 28 février 2018,. Contrairement à Perceval en son temps, Élaine n'est pas démantelé sur place mais démonté et renvoyé en Allemagne où certaines parties seront réutilisées, et sa roue de coupe sera fondue. Les essais au garage-atelier ont débuté en juillet 2018, ils sont étendus jusqu'à la station La Courrouze à la fin de l'année 2018. Effectués d'abord en mode manuel, les essais seront menés en pilotage automatique à partir de l'automne 2019.

### Une ligne B maintes fois retardée

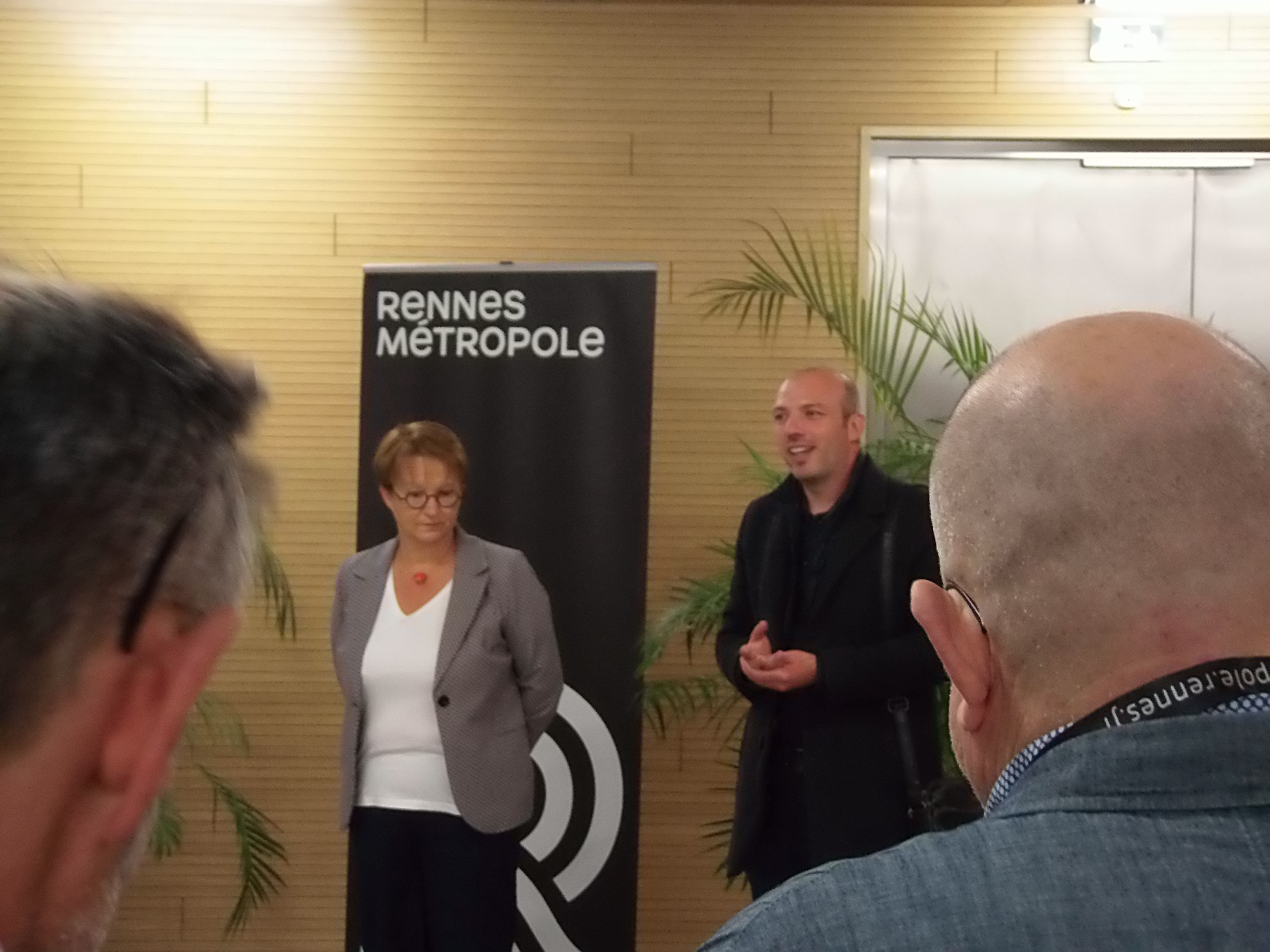
Discours de la maire Nathalie Appéré (à gauche) et du président de la SEMTCAR Matthieu Theurier (à droite) à la station Les Gayeulles.

La mise en service, initialement prévue le 21 décembre 2020, est dans un premier temps repoussée au printemps 2021 en raison de la crise sanitaire du Covid-19 et du retard qu'elle entraîne, puis est à nouveau repoussée à la fin juin 2021.
La mise en service est à nouveau reportée au 1er trimestre 2022, non seulement à cause de la crise sanitaire mais aussi en raison des problèmes rencontrés sur les rames construites par Siemens. En décembre 2021, la mise en service est espérée pour fin avril ou fin mai 2022. La marche à blanc débute le 14 mars 2022 avec deux mois de retard, tandis que la mise en service est annoncée pour la fin du mois de mai avant un nouveau report dû à des problèmes techniques « complexes à résoudre »,.
L'inauguration de la ligne B a finalement lieu le 20 septembre 2022 le jour même de sa mise en service. Une cérémonie a lieu dans le quartier de la Courrouze en présence de la maire de Rennes Nathalie Appéré et du ministre des transports Clément Beaune. Pour sa première journée d'exploitation, la ligne assure 120 000 voyages, soit 10 000 de plus que l'objectif quotidien visé en année pleine,. Rennes est alors l'une des plus petites villes au monde à disposer de deux lignes de métro. La ligne a fonctionné au début avec un parc total de 24 rames, la 25e étant arrivée ultérieurement, permettant une exploitation à 22 rames en service commercial. La restructuration du réseau de bus liée à cette mise en service est en revanche décalée d'un mois : le 24 octobre 2022,.
Le 18 novembre 2023, un incendie détruit la sous-station électrique du garage-atelier de la ligne B, ce qui provoque l'interruption de la ligne et le déploiement de bus de substitution jusqu'au 22 décembre, le temps qu'une infrastructure temporaire soit mise en place et que l'ensemble (infrastructure électrique et rames) soit testé,,. Le 3 janvier 2024, la ligne est à nouveau interrompue pour une durée indéterminée en raison de la rupture d'une pièce qui doit être changée sur les quatre bogies des 25 rames de la ligne. La réouverture de la ligne n'a lieu que le 20 juin 2024.

### Abandon des extensions au-delà de la rocade

Extensions anciennement envisagées pour après 2022.

Plusieurs projets d'extension ont été envisagés pour l'après ligne B, mais tous ont été abandonnés au profit du développement d'un réseau de bus à haut niveau de service (« Trambus ») desservant l'aéroport de Rennes-Bretagne, Bruz, Chantepie, Cesson-Sévigné, le campus de Ker Lann, Saint-Grégoire et, dans les plans initiaux, Thorigné-Fouillard,,,.
De par l'organisation en « ville-archipel » de l'agglomération, le métro ne présente que peu d'intérêt en dehors de la rocade où la ville dense laisse place à la campagne et à l'éloignement des communes voisines. Jean-Yves Chapuis, ancien vice-président de Rennes Métropole et un des créateurs du concept, explique en outre que « si vous passez le métro au-delà de la rocade (…) vous détruisez cette spécificité du mélange entre la nature, l'agriculture et l'urbain » et que le métro s'inscrit dans un projet plus global intégrant les bus et les modes doux. En revanche, Edmond Hervé regrette quant à lui de ne pas avoir prolongé le métro au-delà de la rocade, notamment vers Pacé.
Les différents projets abandonnés sont :
- Ligne A, au sud : prolongement de La Poterie à Chantepie sur 3,4 km[RM 8],[109],[104] ;
- Ligne A, au nord : depuis J.F. Kennedy jusqu'à Pacé à la faveur de la création d'une éventuelle zone d'aménagement concerté à la Lande du Breil, zone agricole entre les deux communes, à l'extérieur de la rocade[RM 9],[110] ;
- Ligne A, au nord : variante de la précédente, depuis J.F. Kennedy jusqu'au quartier de Beauregard voire jusqu'aux abords de la zone commerciale de Saint-Grégoire[RM 9],[7] ;
- Ligne B, au sud : prolongement de Saint-Jacques - Gaîté vers le quartier de la Morinais de Saint-Jacques-de-la-Lande[111]. Certains élus ont suggéré de la prolonger jusqu'à l'aéroport de Rennes-Bretagne à la faveur de l'abandon du projet d'aéroport du Grand Ouest, remplacé par la rénovation des aéroports de Rennes et Nantes[112] ;
- Ligne B, au nord : seul projet entièrement intra-rocade, ce prolongement de Cesson - Viasilva vers le quadrant nord-est à Cesson-Sévigné devait accompagner l'urbanisation de cette zone rurale[113],[RM 10]. Toutefois, la réduction du projet ViaSilva (superficie divisée par trois et population attendue par quatre) réduit l'intérêt d'un tel prolongement au point que le Trambus envisagé à la place est lui-même reporté sine die[107]. Un second site permettant a minima le remisage et le nettoyage, était envisagé dans la continuité de cet éventuel prolongement[D 5].

Il n'est pas prévu de construire une troisième ligne, la fréquentation du réseau ne le justifiant pas. Une ligne de téléphérique urbain a également été étudiée entre La Poterie et Chantepie.

## Réseau actuel

### Présentation

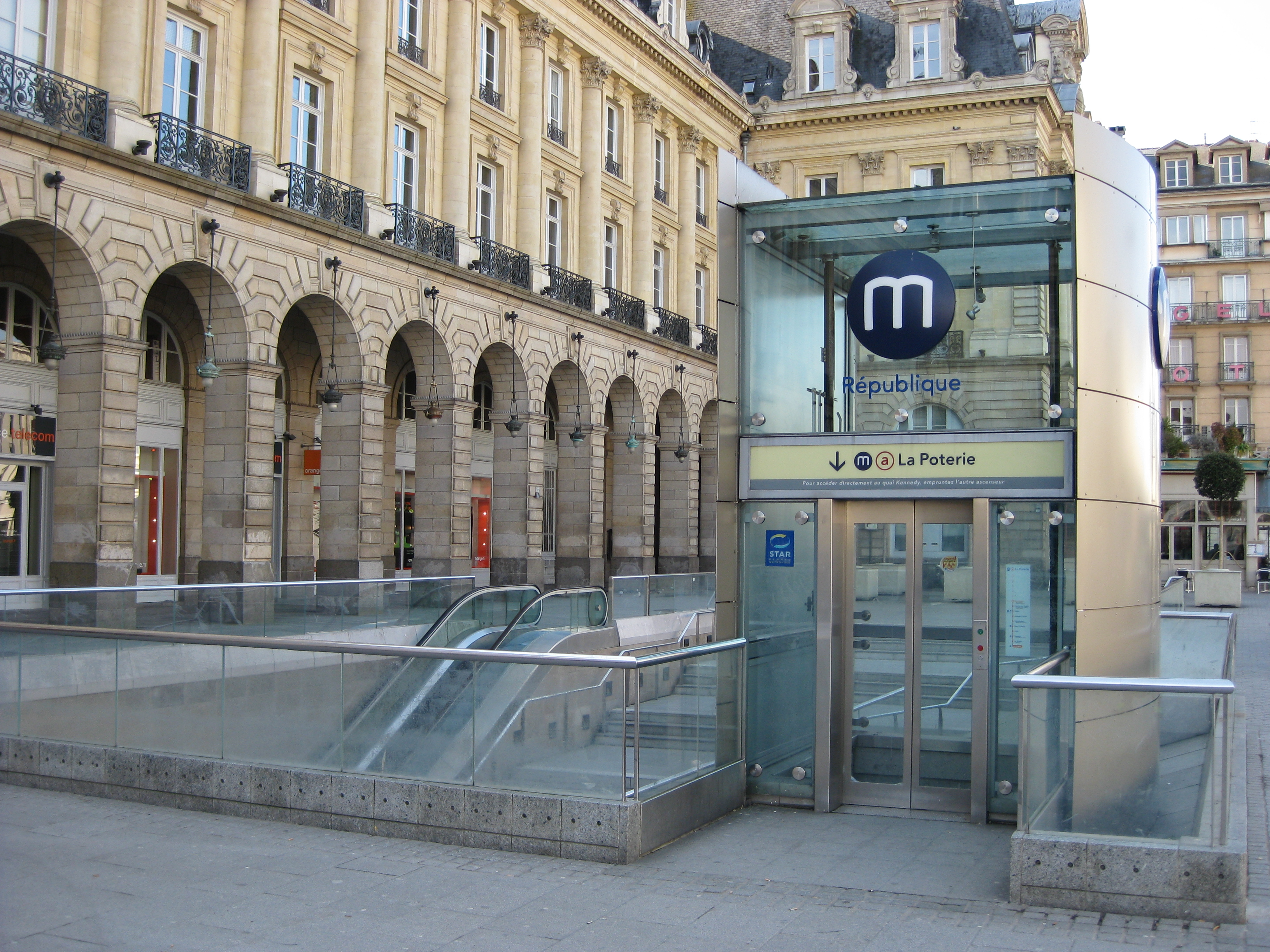
Bouche de métro de la station République.

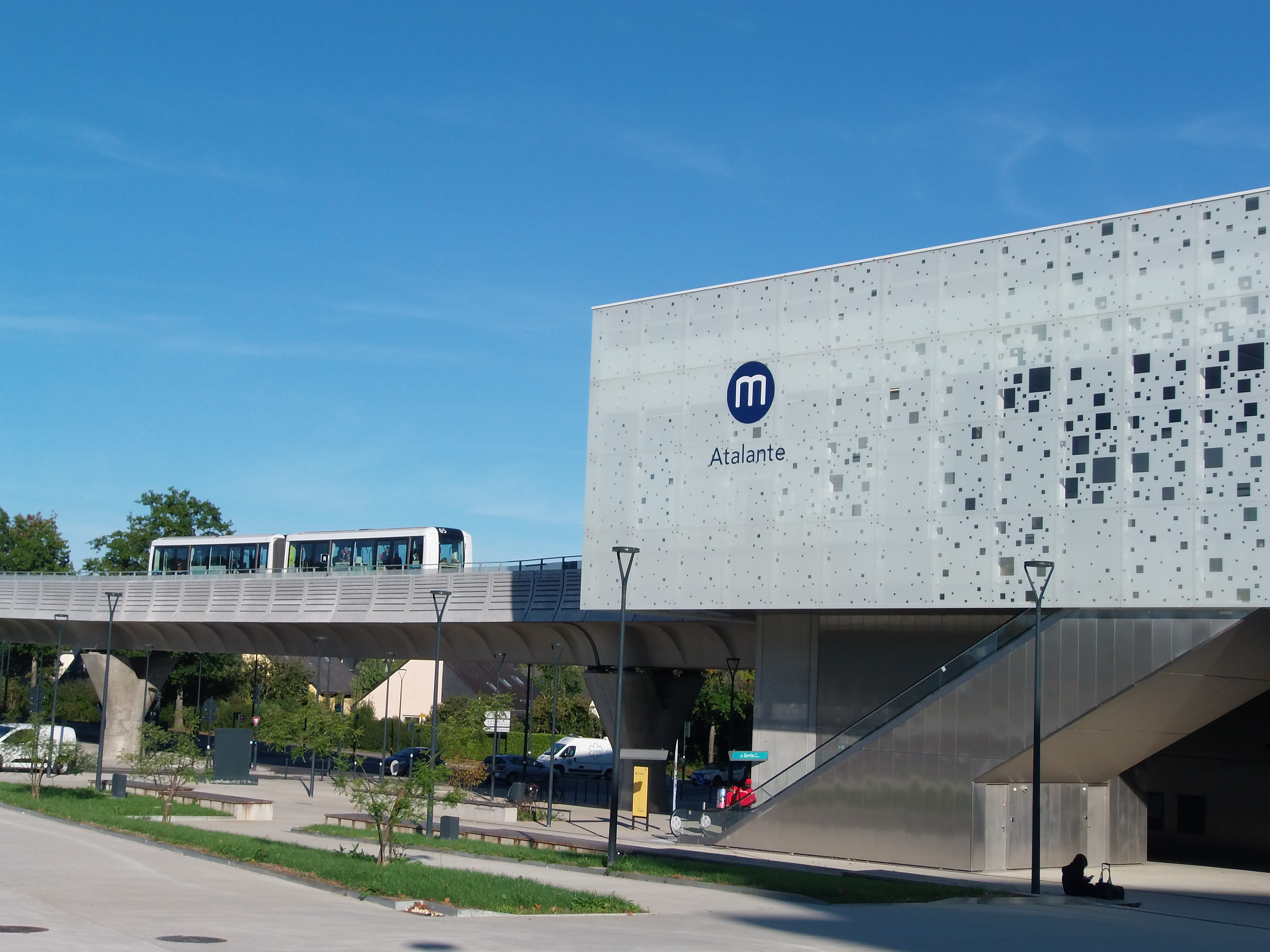
La station Atalante.

Depuis le 20 septembre 2022, le métro de Rennes est long de 23,5 km. Il est composé de deux lignes en site propre, essentiellement souterraines, disposées en « X » et qui desservent au total 28 stations et 30 points d'arrêt : elles se croisent à deux reprises, aux stations Sainte-Anne et Gares.
La vitesse commerciale, arrêts inclus, est de 32 km/h pour la ligne A et de 36 km/h pour la ligne B,. La vitesse de croisière est de 60 km/h sur la ligne A et de 67 km/h sur la ligne B, pour une vitesse maximale pouvant atteindre 80 km/h,,,.
La circulation des rames s'effectue à droite, comme dans la plupart des autres métros français mais à la différence de ce qui se pratique sur le réseau ferré national (hors Alsace-Moselle) ou dans le métro de Lyon,. La ligne A utilise la technologie du Véhicule automatique léger, tandis que la ligne B utilise son évolution, le Cityval, les deux consistent en un système automatique sur pneumatiques.
Contrairement aux métros sur pneumatiques de Paris, Lyon et Marseille où le roulement pneumatique est doublé par des rails de chemin de fer classiques, le métro rennais dispose d'un roulement purement sur pneumatiques. Sur la ligne A utilisant la technologie VAL l'écartement des pistes de roulement est de 1 620 mm et celui des rails latéraux servant au guidage et à l'alimentation électrique est de 2 130 mm. Sur la ligne B utilisant la technologie Neoval l'écartement de ces mêmes pistes est de 2 080 mm, et elles sont constituées d'une dalle de béton et non de plaques métalliques comme pour le VAL, tandis que l'écartement des rails d'alimentation — le guidage s'effectuant par le seul rail central — est de 800 mm,.
Les sections souterraines plongent à une profondeur allant jusqu'à près de 26 m à la station Gares notamment, ce qui permet aux tunnels de passer sous les immeubles et de s'affranchir du tracé de la voirie. Les deux lignes ne sont pas reliées entre elles par des voies de service, en raison des différences techniques entre VAL et Neoval et une telle infrastructure aurait « été [chère] et compliqué[e] pour un intérêt limité ».

### Lignes
La ligne A dessert 15 stations réparties sur un parcours de 8,56 km pour le service commercial, 9,4 km en comptant le raccordement au garage-atelier,,. Elle a un tracé d'orientation nord-ouest - sud-est en grande partie souterrain mais comporte cependant des tronçons aériens avec notamment trois ouvrages d'art : le viaduc de Pontchaillou, celui de la Poterie et celui de franchissement de la rocade,.
La ligne B dessert 15 stations réparties sur un parcours de 13,4 km pour le service commercial, 14,1 km en comptant le raccordement au garage-atelier,. Elle a un tracé d'orientation sud-ouest - nord-est en grande partie souterrain mais comprend elle aussi un important  tronçon aérien en viaduc sur près de 2,4 km sur sa partie nord-est.
| Ligne              | Ligne                                   | Parcours                                  | Mise en service    | Longueur (en km), | Longueur (en km), | Nombre de stations                  | Matériel | Rames,    | Rames,   | Voyageurs (en 2023) | Voyageurs (en 2023) |
| Ligne              | Ligne                                   | Parcours                                  | Mise en service    | Commerciale       | Infrastructure    | Nombre de stations                  | Matériel | En pointe | Au total | Quotidiens          | Annuels             |
| ------------------ | --------------------------------------- | ----------------------------------------- | ------------------ | ----------------- | ----------------- | ----------------------------------- | -------- | --------- | -------- | ------------------- | ------------------- |
|                    | (Logo de la ligne a du métro de Rennes) | J.F. Kennedy ↔ La Poterie                 | 2002               | 8.56              | 9.4               | 15                                  | VAL 208  | 26        | 30       | 140 000             | 37,9 millions       |
|                    | (Logo de la ligne b du métro de Rennes) | Saint-Jacques - Gaîté ↔ Cesson - Viasilva | 2022               | 13.4              | 14.1              | 15                                  | Cityval  | 22        | 25       | 80 000              | 21,5 millions       |
| Ensemble du réseau | Ensemble du réseau                      | Ensemble du réseau                        | Ensemble du réseau | 21.96             | 23.5              | 30 points d'arrêts pour 28 stations | —        | 48        | 55       | 220 000             | 59,4 millions       |

### Signalétique et graphisme
La signalétique fait appel aux deux langues française et bretonne dans les stations de la ligne B et à la station Gares côté ligne A, ainsi qu'au gallo à la station Charles de Gaulle,,.
Le pictogramme du métro de Rennes est constitué d'un « M » blanc sur un rond bleu foncé  #274595. Chaque ligne possède son propre pictogramme constitué de sa lettre, en minuscule et de la couleur propre à la ligne, placée sur un fond blanc cerclé de cette même couleur propre à la ligne : rouge pour la ligne A et vert foncé pour la ligne B.
La ligne A est représentée en texte blanc sur fond rouge  #ee1d23 tandis que la ligne B est représentée en texte blanc sur fond vert foncé  #00893e sur les plans et la signalétique du réseau.

### Alimentation électrique
L'alimentation des rames en 750 volts en courant continu se fait grâce à des rails latéraux, situés de part et d'autre des pistes de roulement pour la ligne A et de chaque côté du rail central de guidage pour la ligne B, et aux frotteurs attachés aux rames,,,. Les stations sont quant à elles alimentées en 380 volts.
Le courant est fourni par des postes de redressement, au nombre de cinq sur la ligne A, transformant les 20 000 volts fournis par les postes de distribution électriques Enedis situés aux extrémités des lignes. Le 20 000 volts est lui-même délivré par un des huit postes de Rennes qui transforment le courant fourni à chacun en 90 000 volts.

### Stations

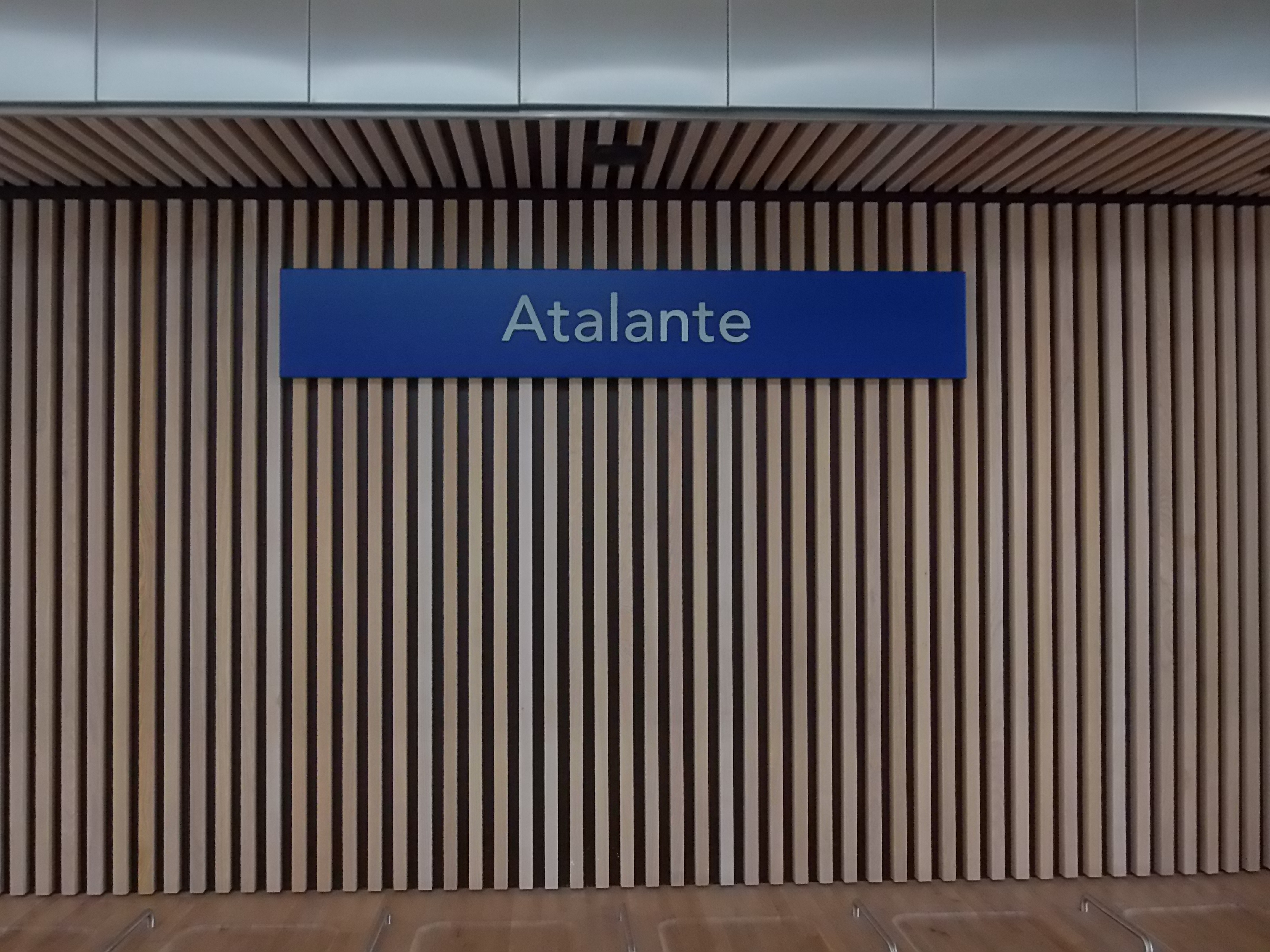
Le nom des stations est inscrit en blanc sur des panneaux à fond bleu.

Le métro de Rennes compte 28 stations et 30 points d'arrêt depuis le 20 septembre 2022 dont 24 à Rennes, 2 à Cesson-Sévigné et 2 à Saint-Jacques-de-la-Lande. Les stations sont intégralement accessible aux personnes à mobilité réduite. Les lignes se croisent à deux stations, Gares et Sainte-Anne.
L'appellation des stations de métro fait référence aux quartiers, rues, gares et points d'intérêt qu'elles desservent. Au terme d'une consultation avec l'exploitant, la commune concernée voire le public, le choix final revient à Rennes Métropole. Deux stations portent un nom se référant à une femme : Joliot-Curie - Chateaubriand (accolé au nom d'un homme) et Sainte-Anne.
La plupart des stations offrent des correspondances avec différentes lignes de bus du réseau STAR et avec les lignes d'autocars régionales du réseau BreizhGo,. Les pôles d'échanges les plus importants sont situés à la plupart des terminus (Cesson - Viasilva, La Poterie et Saint-Jacques - Gaîté) et à certaines stations intermédiaires (telles Gares, Les Gayeulles, Henri Fréville, République ou Villejean - Université),.
Des correspondances avec le réseau ferré national sont possibles aux stations Gares (TGV inOui, Ouigo, TER à la gare de Rennes) et Anatole France (TER à la halte de Pontchaillou).
La station de métro rennaise typique est souterraine et comporte deux voies encadrées par deux quais. La station terminus J.F. Kennedy déroge à cette règle puisqu'elle ne compte qu'un seul et unique quai latéral,. Le réseau compte toutefois cinq stations en viaduc, Atalante, Beaulieu - Université, Cesson - Viasilva, Pontchaillou et La Poterie, reprenant la configuration type des voies et des quais. Pour lutter contre la fraude, toutes les stations sont équipées de portillons d'accès opérationnels depuis le 1er décembre 2020,.
En termes d'architecture, les stations de la ligne A ont été dessinées et conçues dans un style qui reste assez homogène avec des variations résultant principalement de l'éclairage,. Au contraire, la ligne B offre une certaine variété architecturale. La longueur utile minimale des quais est fixée à 26 m sur la ligne A et à 35 m sur la ligne B,. Chaque station est équipée de portes palières pour prévenir les chutes de voyageurs sur les voies.

## Exploitation

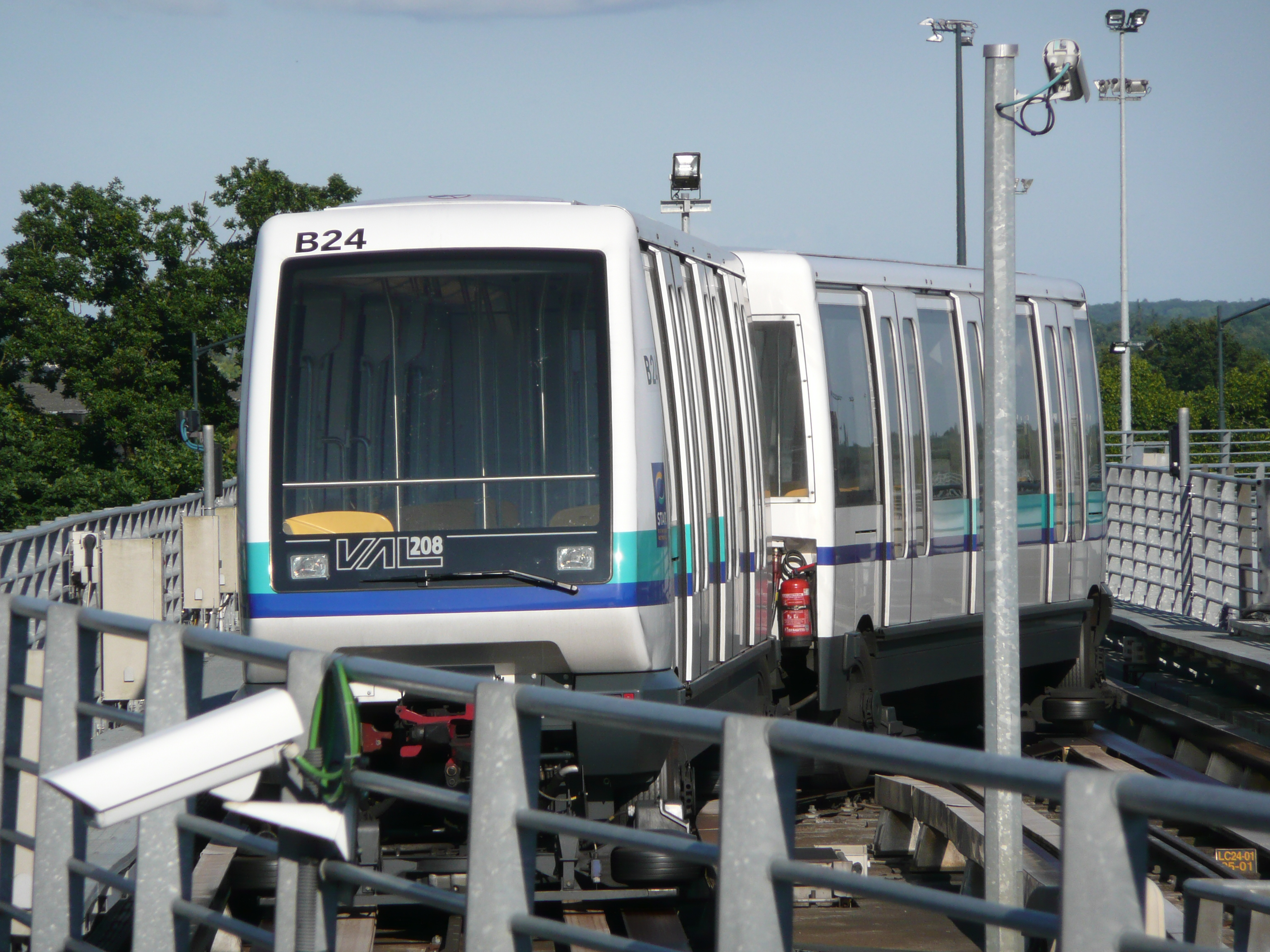
Rame changeant de voie au terminus La Poterie.

Par délégation de service public, l'exploitation et la maintenance du métro sont assurées au sein du réseau STAR et confiées depuis le 1er janvier 1999 à Keolis Rennes, dénommée Société des transports urbains rennais (STUR) jusqu'en décembre 2006. La délégation, d'une durée de sept ans, a été renouvelée à trois reprises en 2007, 2013 et 2018 ; le contrat en vigueur court initialement jusqu'en 2024 puis est prolongé jusqu'en 2025,,,. À son ouverture en 2002, la ligne A emploie 95 personnes pour assurer son fonctionnement. La ligne B nécessite quant à elle, en 2024, 130 personnes pour assurer son fonctionnement.
En cas d'alerte EcoWatt et afin de limiter la consommation électrique, la vitesse de croisière des rames de la ligne A est réduite de 60 à 54 km/h, tout comme la vitesse des escalators, le tout de façon imperceptible pour les usagers.
Le taux de disponibilité du métro rennais est de 99,7 % pour la ligne A et 99 % pour la ligne B en 2023, ce qui le place parmi les dix meilleurs réseaux mondiaux en la matière, dans la catégorie des métros automatiques.

### Horaires et fréquences

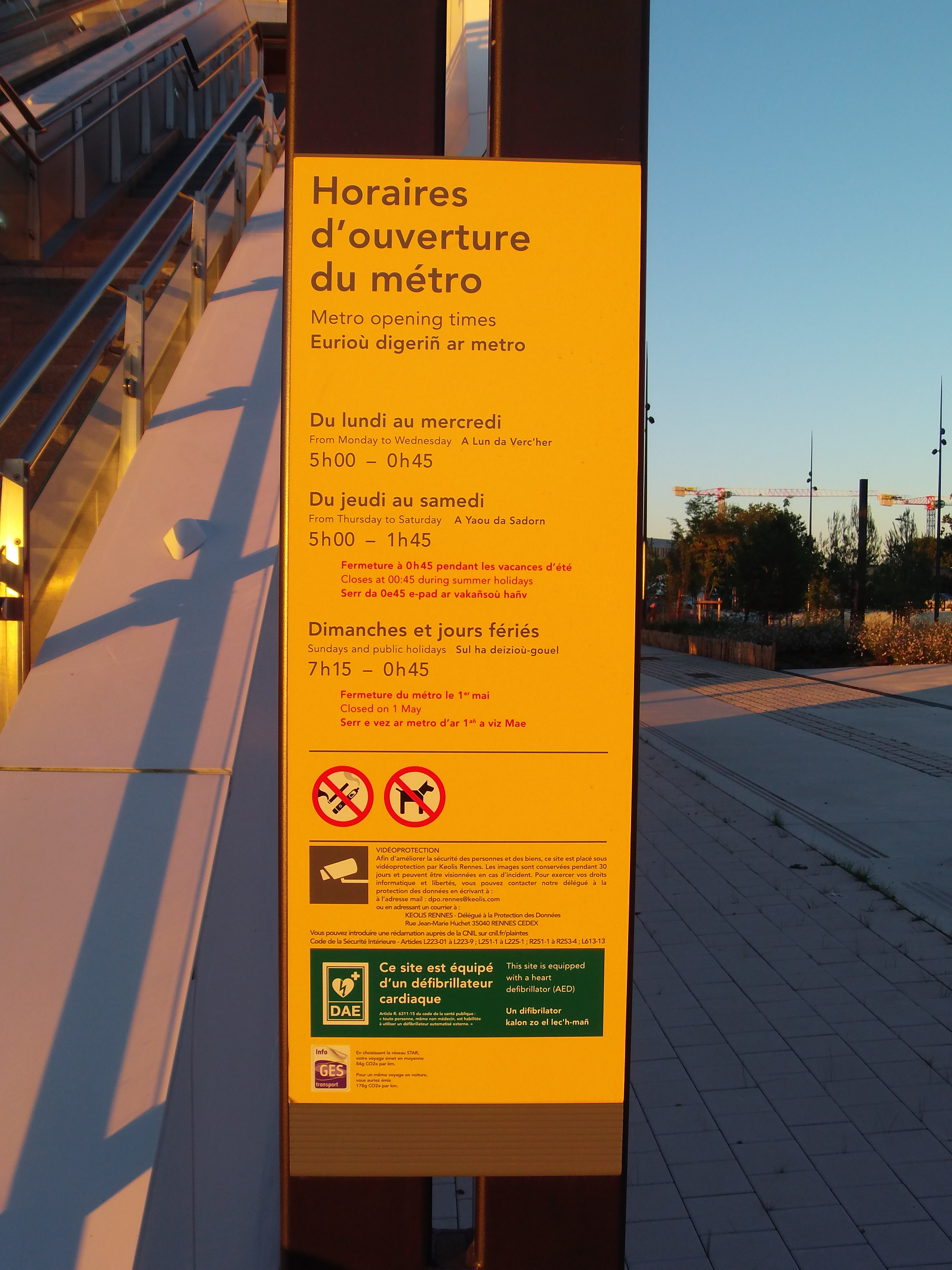
Panneau avec les horaires de fonctionnement du métro.

À l'exception du 1er mai (où il est totalement fermé), le métro de Rennes est ouvert aux voyageurs de 5 h 10 (7 h 30 les dimanches et fêtes) à 0 h 45 du matin sauf du jeudi au samedi où il est prolongé jusqu'à 1 h 45,. La mise en service matinale est précédée d'une reconnaissance des voies puis d'une circulation sans voyageurs et à vitesse réduite afin de détecter d'éventuelles anomalies, le courant est rétabli à 4 h 15 — à l'origine à 4 h 30 — en temps normal,,.
Pour les grands événements (fête de la musique, jour de l'an, etc.), le métro fonctionne toute la nuit avec des horaires d'ouverture des parcs relais adaptés en conséquence,. À l'origine, le dernier départ se faisait tous les jours et toute l'année à 0 h 45 puis, lors du renouvellement de la délégation de service public en 2012, l'extension d'une heure du service du jeudi au samedi soir a été annoncée puis mise en place quelques mois plus tard. Le reste du temps, les nuits du jeudi au dimanche la desserte est substituée par le réseau de bus nocturne STAR de Nuit.
Chaque station voit en moyenne une rame passer toutes les deux à quatre minutes, avec des fréquences atteignant les 90 secondes aux heures de pointe en semaine sur la ligne A (contre 150 secondes lors de son lancement en 2002, puis 120 secondes entre 2003 et 2006 et 100 secondes à partir de 2007),,. La notion d'heures creuses et d'heures de pointe est peu pertinente sur le métro rennais où la fréquentation a tendance à se lisser tout au long de la journée. Pour l'« Opération Grande nuit » lors du réveillon de la Saint-Sylvestre, la fréquence est d'une rame toutes les six minutes tout au long de la nuit.
Le fonctionnement automatique du métro permet en théorie d'adapter la fréquence en cas d'événement imprévu, comme une manifestation.
En cas de panne prolongée, des autobus assurent un service de substitution le long de la ligne de métro au plus près des stations. L'absence d'aiguillages sur la ligne A en dehors des terminus, oblige à une interruption totale de la ligne en cas d'incident. À l'inverse, la ligne B est équipée de tels appareils de voie pour permettre des services partiels.

### Gestion de l'exploitation
L'ensemble du réseau est surveillé et géré par les OTS (« opérateur technique système ») du poste de commande centralisé (PCC) de Chantepie, sous l'autorité du chef du PCC,,. Les postes sont regroupés dans une seule et même salle, avec les deux tableaux de contrôle optique (TCO) côte à côte,.
En temps normal, aucune intervention humaine n'est nécessaire pour assurer le bon fonctionnement du système puisque chaque rame règle sa vitesse en fonction de l'heure et de la voie, le PCC se limitant à mettre ou couper le courant en début et fin de service et à choisir le programme d'exploitation qui régit ensuite la fréquence de passage des rames. Au-delà de sa mise en route classique, les quatre OTS de la ligne A n'interviennent qu'en cas de panne et pour contacter les voyageurs. Le PCC supervise également l'ensemble des travaux de maintenance qui s'effectuent de jour comme de nuit, comme les travaux en tunnel qui ont lieu lors de l’arrêt nocturne d'exploitation.
La salle de contrôle est équipée de nombreux écrans vidéo qui diffusent les images des caméras présentes dans les stations, grâce auxquelles les OTS veillent à la sécurité des voyageurs (aussi bien au niveau de l'ambiance qu'au niveau technique),. Près de 1 200 caméras ont été installées dans les stations des deux lignes et à leurs abords. Par le biais d'ordinateurs, les opérateurs supervisent l'état de l'ensemble des équipements du métro et interviennent en cas de problème. Si la situation l'exige, ils peuvent bloquer la rame et réaliser plusieurs actions afin de la faire redémarrer, voire la remorquer jusqu'à un garage. Le PCC peut être amené à dialoguer avec les passagers en utilisant les interphones présents dans les rames.
En plus des OTS, les six « intervenants qualité service » (IQS), trois par ligne, sont en relation avec le PCC et vérifient sur le terrain l'état des stations et des rames. Ils interviennent en moyenne cinq à dix fois par jour pour des pannes sur les escalators ou les ascenseurs notamment,. Les « ouvriers professionnels matériel roulant métro » (OPMRM) sont chargés de la maintenance des rames dans les différents garages-ateliers du réseau et les « ouvriers professionnels voies » (OPV) sont chargés de la maintenance des voies et des équipements en tunnel,.

### Maintenance des voies

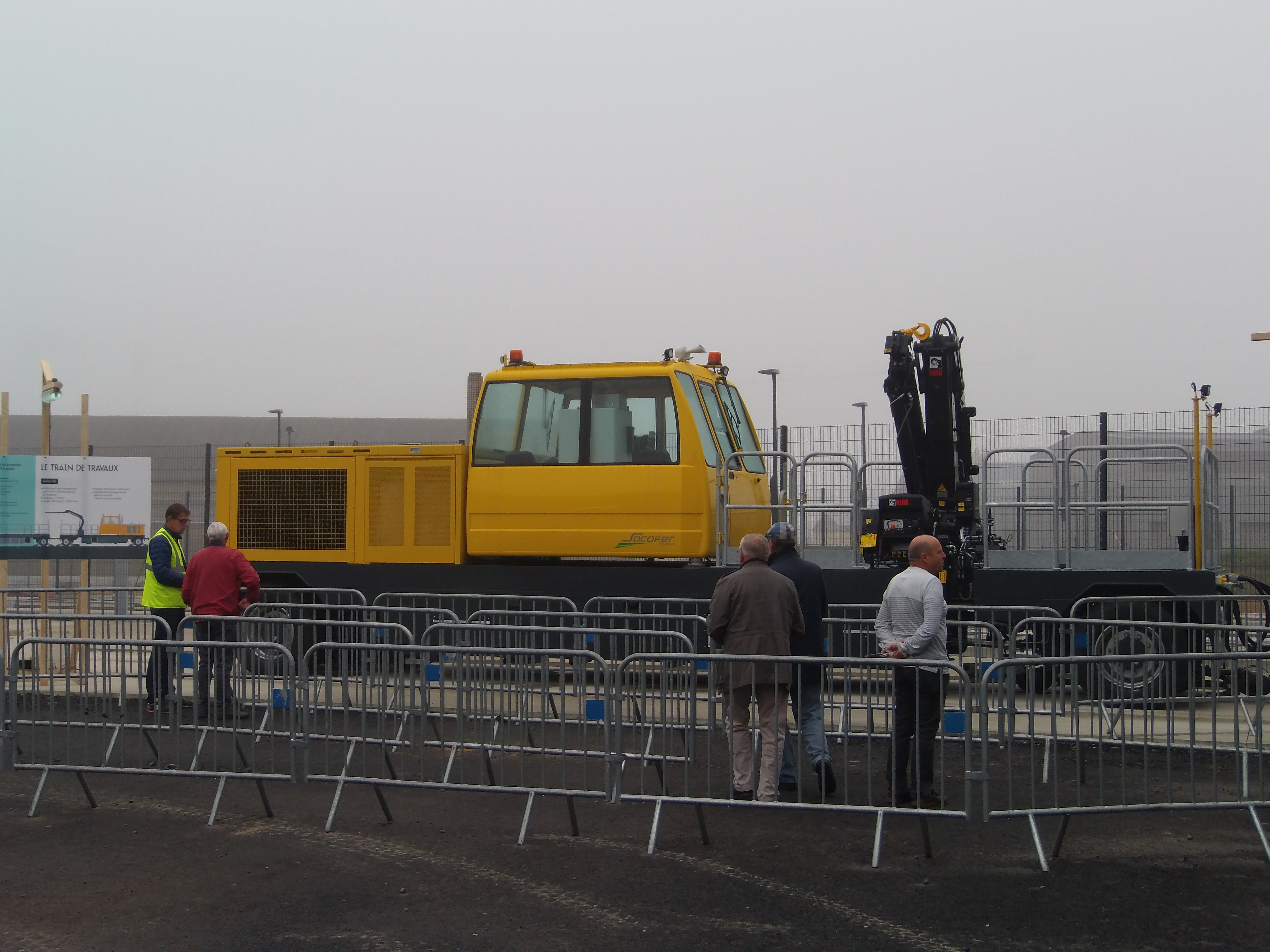
Le locotracteur du train de travaux de la ligne B.

L'entretien des voies ne peut être réalisé que durant l'arrêt nocturne (entre 1 h et 4 h 30 pour la ligne A et 1 h et 4 h pour la ligne B, voire seulement à partir de 1 h 30 les vendredis et samedis soirs où le service commercial finit plus tard) : il y a les opérations de maintenance courante comme le nettoyage de la voie par aspiration ou le contrôle régulier de l'usure du rail de guidage et les opérations lourdes comme le renouvellement de la voie ou l'entretien des stations et tunnels,. Les équipements tels que les éclairages ou les colonnes sèches sont aussi inspectés, les éventuelles infiltrations d'eau sont surveillées et une inspection visuelle de la voie est opérée une fois par mois. Chaque ligne possède son propre train de travaux, remisé dans son garage-atelier respectif ; celui de la ligne B pèse 20 tonnes.
Les trains de travaux, construits par Chariotrac pour celui de la ligne A et Socofer pour celui de la ligne B, peuvent se déplacer à une vitesse maximale de 26 km/h (ligne A) et 40 km/h (ligne B). Ils sont constitués d'un locotracteur équipé de groupes électrogènes au Diesel pour fonctionner en l'absence de courant et de wagons plateaux (deux pour le train A et un pour le train B, le locotracteur accueillant une partie des équipements) sur lesquels se trouvent grues, plateau de chargement, dispositifs d'aspiration des voies, de curage de drains et de nettoyage des tunnels,,,. Les trains sont aussi équipés pour porter secours et remorquer une rame en panne, ou en déplacer une à l'entrée des ateliers.
Le nettoyage des voies s'effectuait initialement de manière rudimentaire avec seaux, savon et brosses jusqu'à ce qu'un ouvrier mette au point entre 2006 et 2010 une machine équipée d'une buse à haute pression installée en tête du train de travaux qui à partir de 2015 et, au fil des améliorations dans sa version de 2016, permet de nettoyer jusqu'à 500 m de voies par nuit, soit cinq fois plus qu'avant tout en réduisant grandement la pénibilité de la tâche et en augmentant son efficacité,. Le concepteur de ce dispositif de nettoyage a tenté d'en déposer le brevet, démarche bloquée par Keolis. Le concepteur a reproché à Keolis d'avoir communiqué ses plans à d'autres réseaux dont celui de Lille et a tenté en 2018 d'obtenir 25,5 millions d'euros de dédommagement,. Le 19 novembre 2020, la justice le déboute en s'appuyant sur le fait que le cahier des charges avait été transmis en juillet 2013 à Keolis puis au constructeur et que l'inventeur a un délai de cinq ans pour effectuer le dépôt après divulgation de l'invention, soit jusqu'en juillet 2018 tandis que la justice n'a été saisie qu'en septembre, soit deux mois après l'expiration du délai de forclusion.

### Signalisation du métro

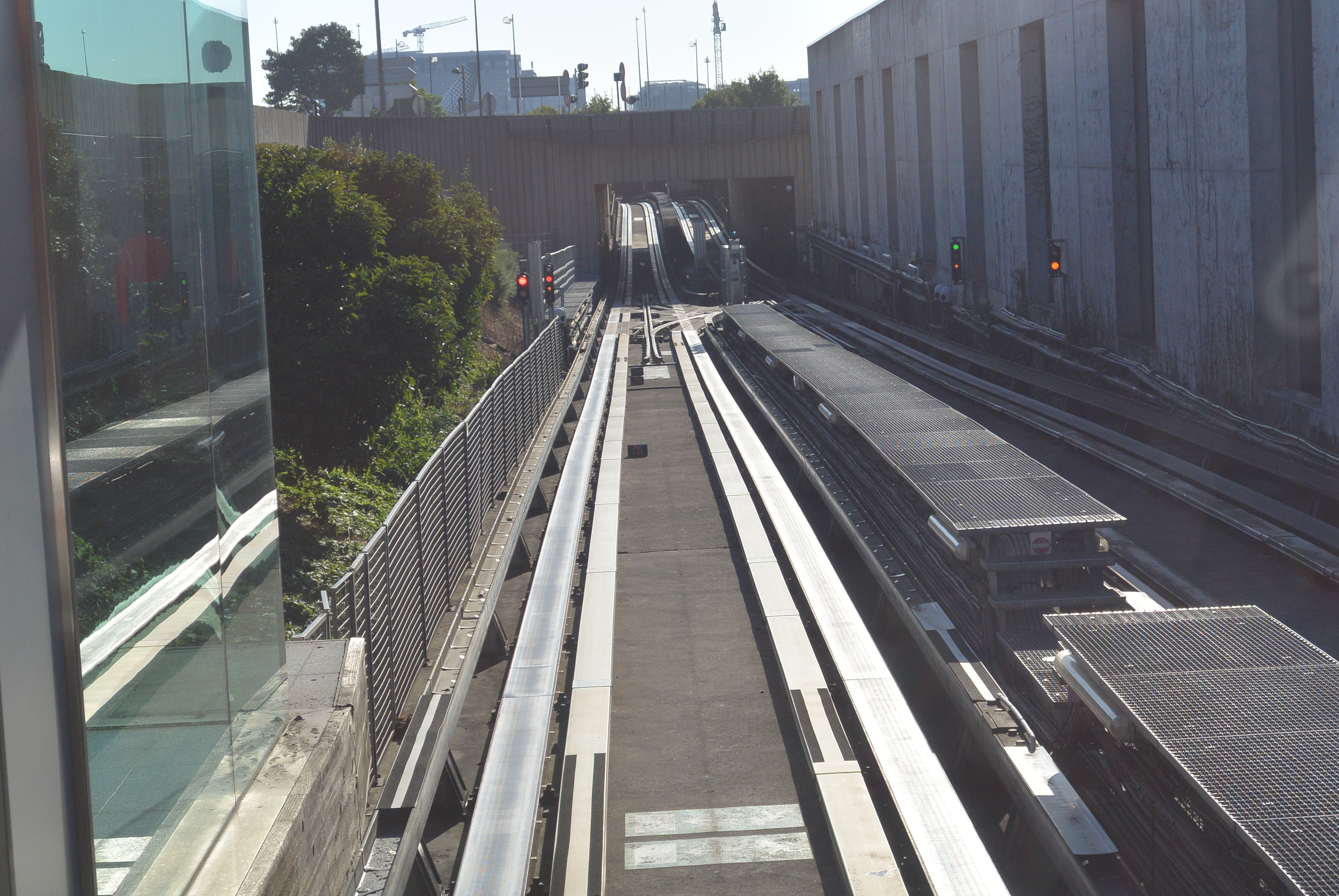
Image d'illustration de la signalisation lumineuse du VAL, ici sur le CDGVAL : les feux bicolores (jaune ou rouge) au premier plan sont ceux de sortie de station et ceux à quatre aspects (vert, rouge et flèches orange) au second plan sont ceux de manœuvre.

Bien qu'automatique, le métro de Rennes possède néanmoins une signalisation lumineuse à l'instar des autres systèmes VAL. Concernant la ligne A, le système de pilotage repose sur le canton fixe où un canton ne peut accueillir qu'une rame par sens. Pour la ligne B en revanche, le fonctionnement repose sur un système Communication based train control (CBTC) dans lequel chaque rame communique en permanence avec le PCC et connait sa position, ce qui lui permet de générer un canton mobile déformable et de garder une distance de sécurité adaptable par rapport aux autres rames.
Les signaux, qui sont reçus par la rame, définissent la vitesse et le sens de la marche, voire l'arrêtent en cas d'absence. Les voies sont également munies d'un système anti-collision et un système détectant le dégonflement des pneus des voitures.
La signalisation lumineuse, utilisée en conduite manuelle, comporte deux types de signaux,, :
- Aux stations, on retrouve les signaux d'entrée et de sortie, liés à l'état des portes palières : si le feu est rouge, les porte sont ouvertes et une rame ne peut entrer ou quitter la station. Si le feu est orange, les portes sont fermées et la rame peut y accéder ou en sortir ;
- Au niveau des aiguilles, on retrouve les signaux de manœuvre : un feu vert autorise le passage, tandis qu'un feu rouge impose l'arrêt. Ils sont complétés sur la ligne B par un indicateur de position prenant l'apparence d'une flèche orange verticale ou oblique[167].

Enfin, un œilleton de rebroussement prenant un aspect violet existe,,, : infranchissable en conduite manuelle, il oblige à effectuer les manœuvres de rebroussement et prévaut sur les indications du signal de manœuvre le cas échéant.
Des panneaux d'indication des limites de vitesse sont présents sur la ligne B en amont des stations, de forme rectangulaire avec le texte en noir sur fond blanc. Un panneau R (pour Reprise) de forme rectangulaire avec le texte en blanc sur fond noir est présent à la fin de la zone limitée. D'autres panneaux de limite de vitesse sont présents notamment sur le viaduc et reprennent quant à eux la forme du panneau de circulation routière idoine.

### Information voyageurs

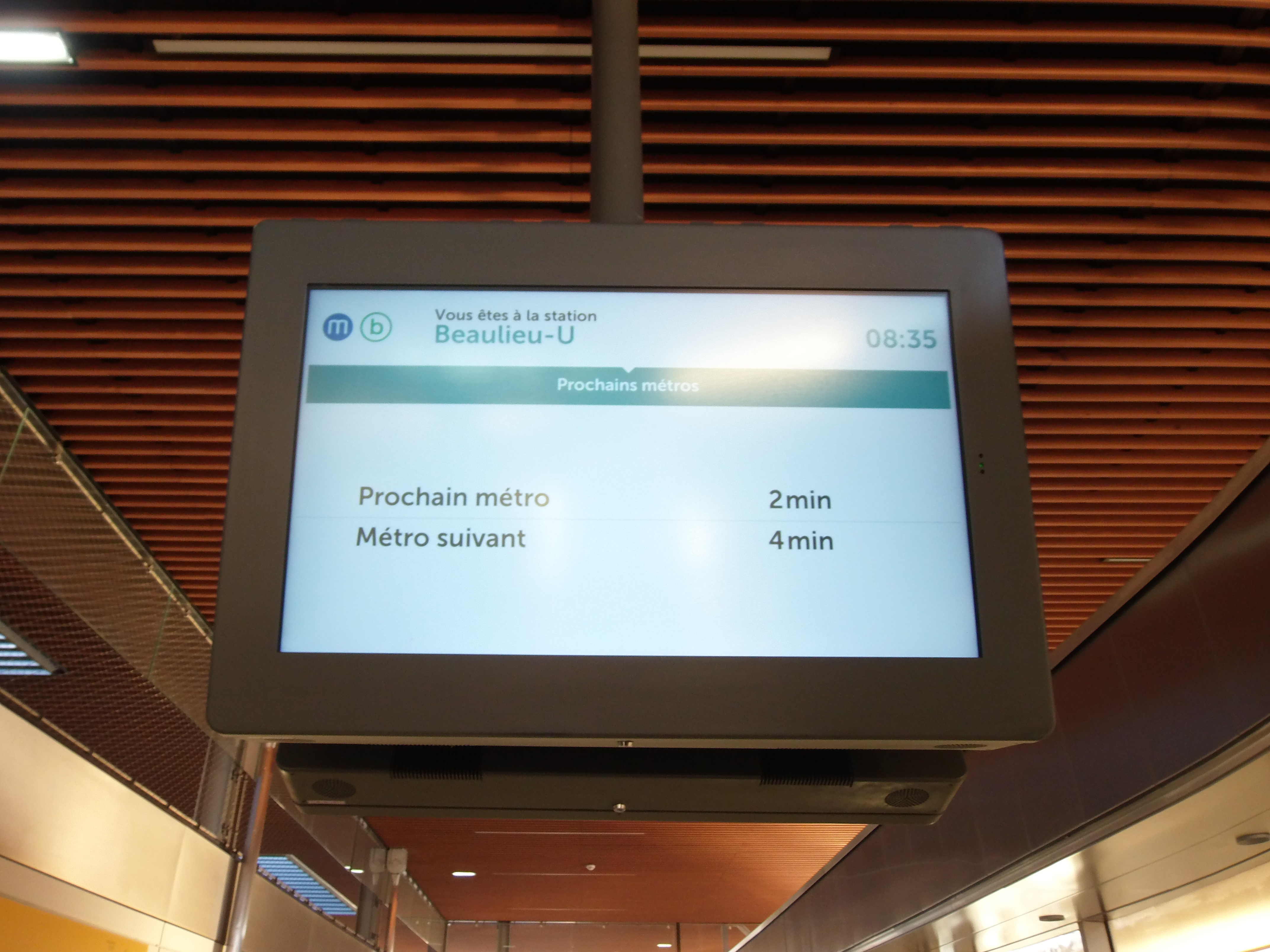
Écran d'information InfoStar Synchro.

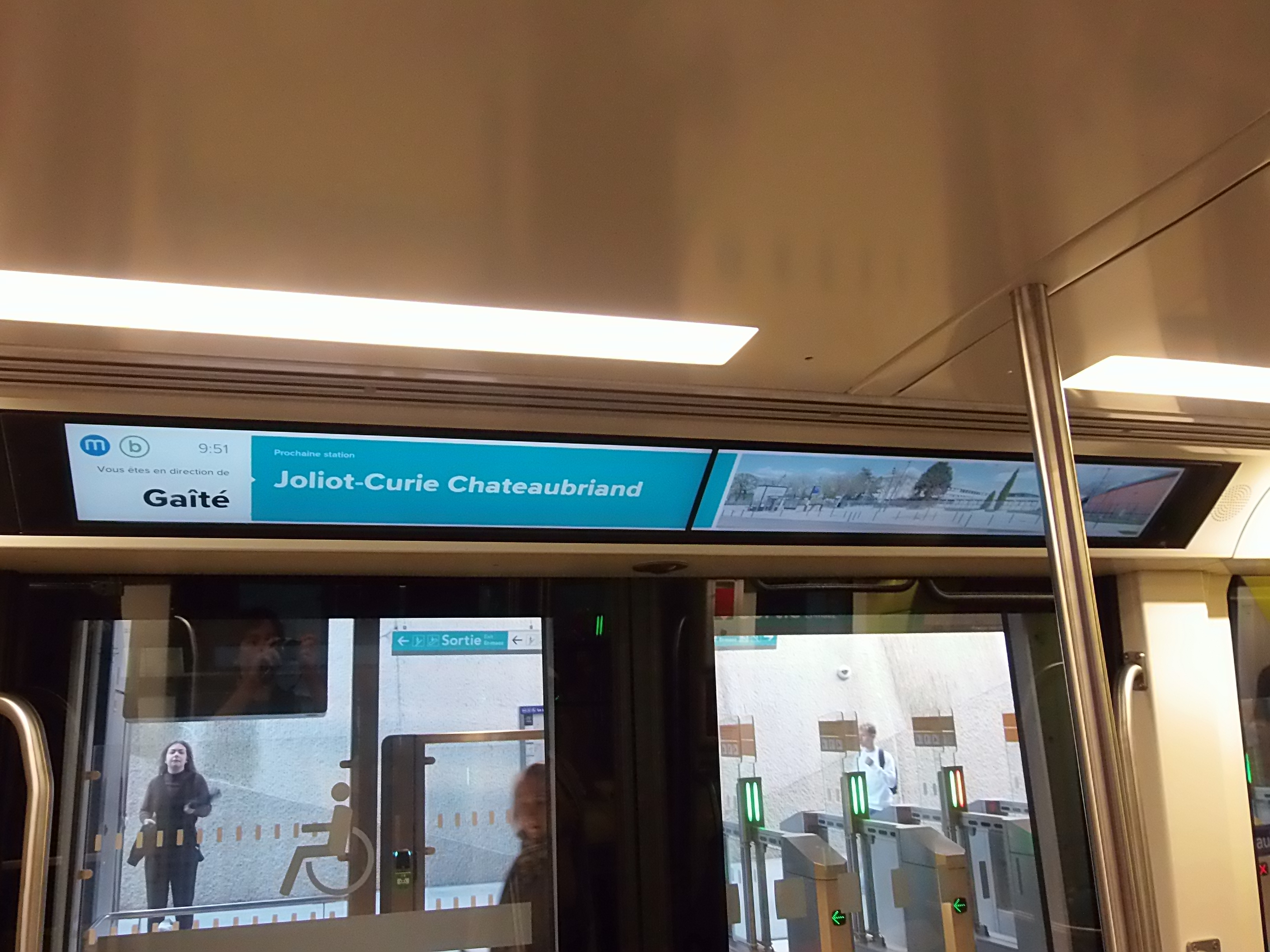
Les rames Cityval de la ligne B disposent d'écrans embarqués au-dessus des portes.

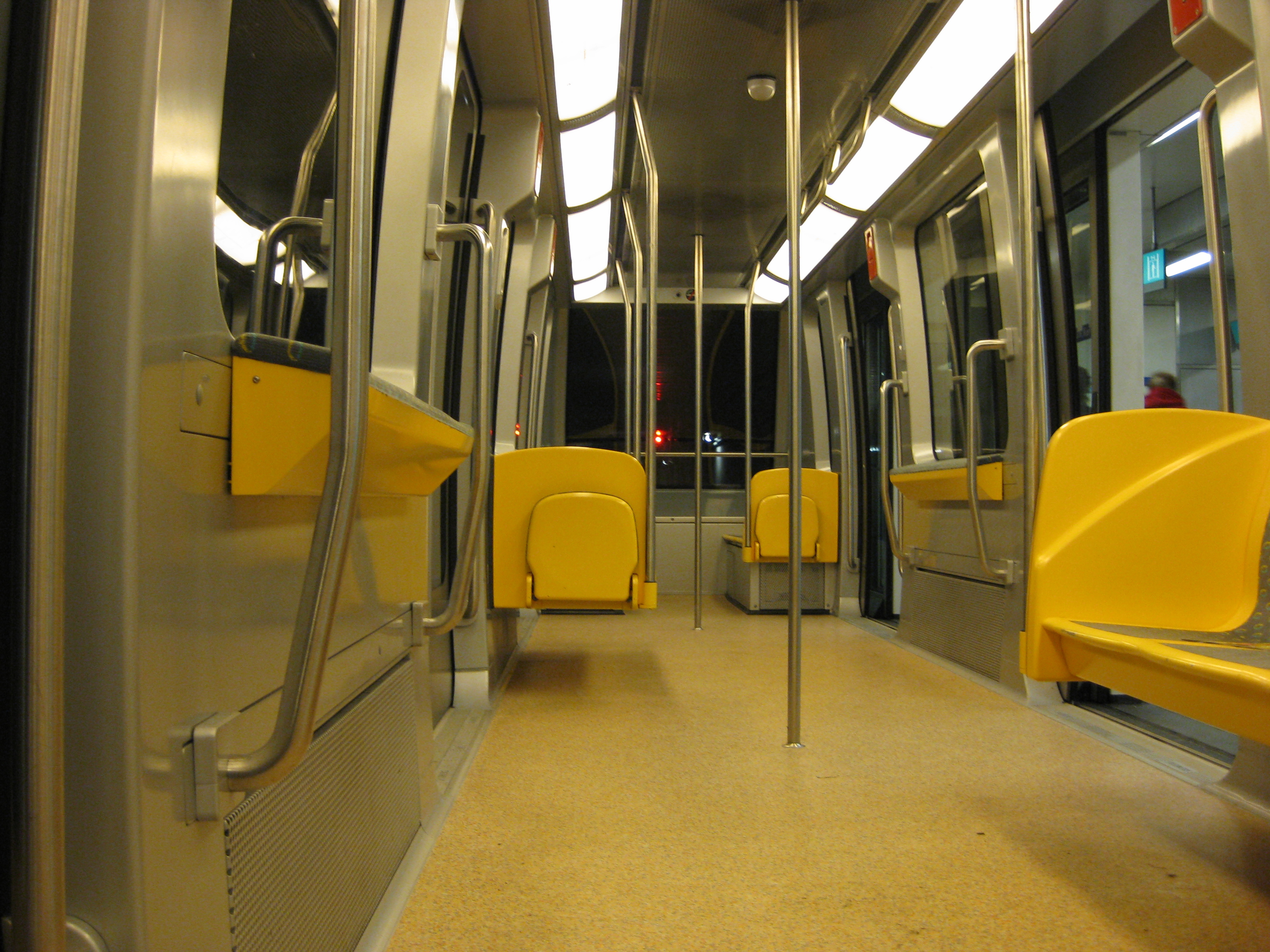
Intérieur d'une rame VAL 208 NG au terminus J.F. Kennedy.

Le système d'information aux voyageurs en temps réel « InfoStar Synchro » est constitué de systèmes visuels et sonores destinés à informer les voyageurs des prochains passages des rames et des perturbations. Chaque quai, salle des billets et entrée de station est ainsi équipée d'écrans informant les voyageurs des deux prochains rames au passage, des horaires de départs des bus desservant la station ainsi que des informations sur les perturbations (pannes, incidents, escalators ou ascenseurs indisponibles, etc.). Un dispositif sonore est activable par une télécommande accessible gratuitement sur demande. Jusqu'en 2011, le métro rennais était dépourvu d'un tel système : après un test en juin 2011, il a été déployé en septembre 2011 et la station République a été la première concernée. Ainsi, 70 écrans ont été installés dans les stations de la ligne A, le coût total du système en tenant compte des écrans installés dans les bus est de 10,5 millions d'euros.
Dans les rames, les stations sont annoncées par un jingle suivi d'une voix de synthèse féminine aux stations intermédiaires et masculine aux terminus, annonçant en français la station, suivi des principaux lieux desservis. Par exemple, l'annonce de la station Sainte-Anne est en 2017 la suivante : « Station Sainte-Anne, accès centre historique, Les Lices, Couvent des Jacobins - Centre des congrès » ; après le jingle de fermeture des portes les rames de la ligne B annoncent en plus la ligne et la destination, par exemple « Ligne B, direction Viasilva ». Les premières annonces de la ligne A avaient un jingle différent jusqu'en 2006 et les annonces débutaient par « Prochaine station [nom de la station] ».
En arrivant au terminus la voix annonce la station, par exemple « Station et parc relais La Poterie » puis le message « Terminus de la ligne, nous vous demandons de bien vouloir quitter la rame, merci »,. En 2024, il n'y avait pas d'annonce de correspondance entre les deux lignes aux stations Gares et Sainte-Anne,.
Les annonces sont créées par la société Ixidia, qui est aussi chargée de la diffusion musicale en station,. La présence des principaux points d'intérêts oblige à renouveler les annonces lorsque nécessaire, comme en 2007 et 2017, entraînant parfois un changement de voix et/ou de ton.
Les rames Cityval de la ligne B sont équipées d'écrans embarqués au-dessus des portes reprenant les informations des écrans InfoStar Synchro : indiquant en alternance le plan de la ligne et les points d'intérêts, la direction, la prochaine station desservie et les horaires de départs des bus en correspondance.

### Fréquentation
À l'origine du projet de la ligne A, la fréquentation moyenne prévue était de 77 300 utilisations par jour. Dès 2003, elle atteignait 91 500 utilisations quotidiennes. En 2009, elle s'élevait à 115 000 utilisations par jour, 117 000 en 2010, 130 000 en 2011 et 140 000 en 2014, pour un corridor initial qui concentrait, en 1994, 86 000 habitants et 49 000 emplois. La barre des 100 000 voyageurs quotidiens ne devait être atteinte qu'en 2012 selon les estimations initiales.
Le métro a transporté 20 millions de passagers en 2002 lors de sa première année d'exploitation, 29 millions de passagers en 2013 et 32,82 millions de passagers en 2014. Il concentre à lui seul 44 % de la fréquentation totale du réseau STAR.
Le record de fréquentation journalière a eu lieu le 30 juin 2010 lors de la braderie de Rennes, où un concert gratuit était organisé en centre-ville, avec 180 000 voyageurs enregistrés ce jour-là.
Aux heures de pointe, le métro est bien souvent bondé — particulièrement en direction du campus de Villejean — et oblige parfois les voyageurs à laisser passer jusqu'à six rames avant de pouvoir trouver une place. Afin de désaturer la ligne A lors de l'heure de pointe du matin, Rennes Métropole, Keolis Rennes et l'université Rennes-II se sont mis d'accord en 2012 pour que cette dernière décale d'un quart d'heure l'horaire de certains cours afin d'étaler la fréquentation sur une plage horaire plus large et plus gérable par un métro ne pouvant guère désormais augmenter sa capacité. Ainsi, pour 8 300 étudiants, les cours commencent depuis 2013 à 8 h 30 ou 8 h 15, permettant une baisse de 5 % de la fréquentation entre 7 h 40 et 8 h. Le dispositif a dû être revu avec succès dès l'année suivante — car la fréquentation de la ligne a augmenté — et est depuis pris en exemple par Clermont-Ferrand qui a elle aussi du faire face à la saturation de sa ligne de tramway. La tranche entre 17 et 18 h est aussi problématique mais est plus difficile à résoudre, aussi bien parce que les étudiants refusent de finir plus tard qu'en raison des correspondances avec d'autres modes de transport, plus difficiles après 20 h,. Ce phénomène de saturation se reproduit à une échelle différente avec la ligne B pour le campus de Beaulieu.
En décembre 2022 soit trois mois après l'ouverture de la seconde ligne, la fréquentation quotidienne du réseau est de 225 000 voyages, dont 145 000 pour la ligne A et 80 000 pour la ligne B. La fréquentation de la ligne B est plus élevée qu'attendu (65 000 voyages selon les estimations) et celle de la ligne A grimpe de 25 000 voyages grâce aux correspondances. En septembre 2023, la fréquentation quotidienne se stabilise à 220 000 voyageurs, dont 140 000 pour la ligne A et 80 000 pour la ligne B.
La fréquentation de la ligne B devait atteindre, avant les pannes ayant causé de nombreux mois de fermeture entre 2023 et 2024, 90 000 à 100 000 voyages quotidiens d'ici fin 2023 et 110 000 voyages d'ici fin 2024.
Les stations Gares et Sainte-Anne, communes aux deux lignes sont parmi les plus fréquentées.
| Année | Nombre de voyageurs (en millions) | Année | Nombre de voyageurs (en millions) |
| ----- | --------------------------------- | ----- | --------------------------------- |
| 2002  | ~20 (environ)                     | 2015  | 33,3                              |
| 2003  | ~21 (environ)                     | 2016  | 34,3                              |
| 2004  | ~22,5 (environ)                   | 2017  | 34                                |
| 2005  | ~24 (environ)                     | 2018  | 35,22                             |
| 2006  | 27                                | 2019  | 37,17                             |
| 2007  | 28                                | 2020  | 23,39                             |
| 2008  | 30,1                              | 2021  | 28,6                              |
| 2009  | 26                                | 2022  | 42,02                             |
| 2010  | 22                                | 2023  | 59,4                              |
| 2011  | 27,9                              | 2024  | [ Note 6 ]                        |
| 2012  | 28,9                              | 2025  |                                   |
| 2013  | 29                                | 2026  |                                   |
| 2014  | 32,82                             | 2027  |                                   |

### Tarification et financement

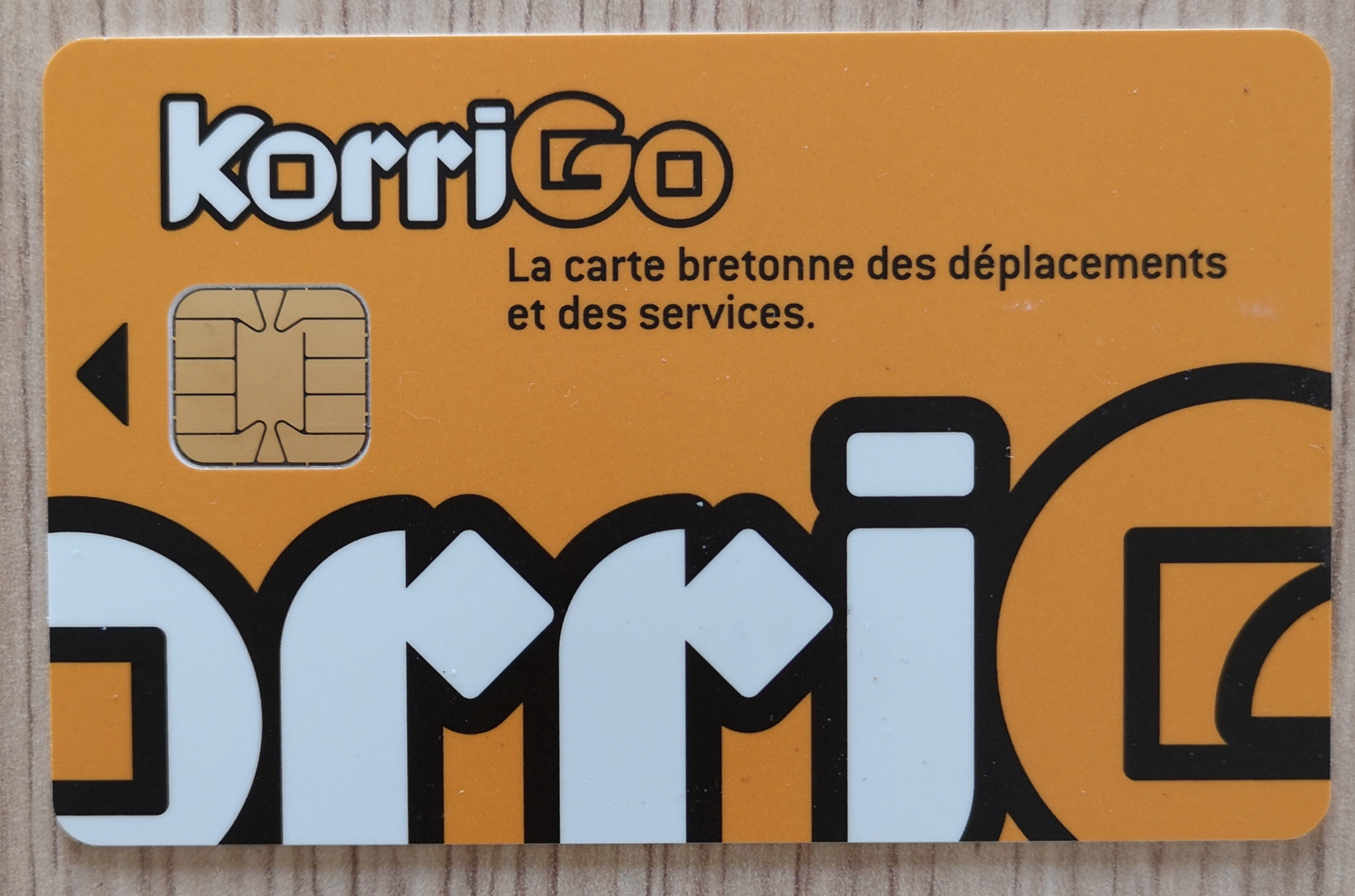
La carte KorriGo.

La tarification appliquée au métro est celle du STAR. Les différents titres de transport (tickets sans contact rechargeables ou carte à puce KorriGo) sont valables indifféremment dans le métro ou dans les bus. Des portillons d'accès couplés aux valideurs sont placés aux entrées des stations ; pour valider et ouvrir le portillon, il suffit d'approcher la carte du lecteur, même dans un sac ou une poche.
En 2023, le financement du fonctionnement du réseau (entretien, matériel et charges de personnel) est assuré par l'exploitant Keolis Rennes. Cependant, les tarifs des billets et abonnements, dont le montant est limité par décision politique, ne couvrent pas les frais réels de transport. Le manque à gagner est compensé par l'autorité organisatrice, Rennes Métropole.

### Parcs relais

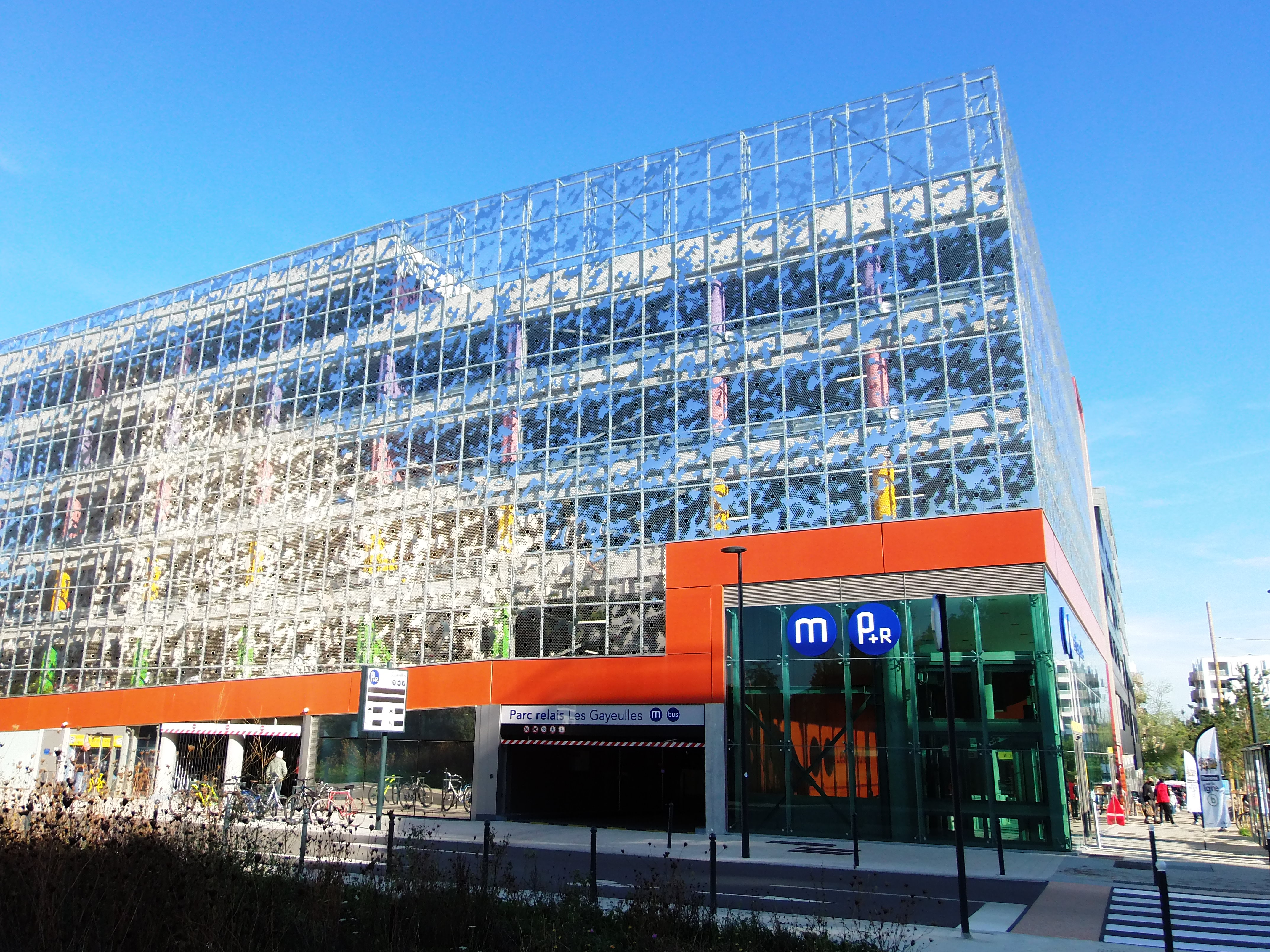
Le parc relais de la station Les Gayeulles côté entrée des voitures.

Sept des huit parcs relais surveillés du réseau, qui permettent de stationner un véhicule et de se rendre en centre-ville en dix minutes sont ouverts aux stations Cesson - Viasilva, Les Gayeulles, Henri Fréville, J.F. Kennedy, La Poterie, Saint-Jacques - Gaîté et Villejean - Université. Un parc relais non surveillé existe également à la station Triangle.
La capacité des parkings construits pour la première ligne a été revue à la hausse durant les études après observation du succès du VAL toulousain ouvert en 1993. Initialement, seuls les parkings de Villejean-Université, Henri Fréville et La Poterie étaient prévus le long de la ligne A, mais le lancement des nouvelles études et enquêtes publiques pour construire plus d'ouvrages retardent l'ouverture des parkings, dont l'ouverture s'étalera jusqu'en 2007 avec l'ouverture de celui d'Henri Fréville,.

### Qualité de service

#### Taux de satisfaction
En 2014, d'après trois enquêtes menées au cours de l'année, il en ressort que 81 % des usagers du métro en sont satisfaits, contre seulement 60 % pour le réseau de bus. Au niveau de l'ensemble du réseau, bus compris, la satisfaction est de 16/20. En revanche, le manque de civisme est pointé du doigt avec une note de seulement 9/20, usagers et personnels critiquant notamment l'impolitesse des voyageurs et des gestes tels les pieds sur les sièges.

#### Propreté
Les rames sont nettoyées tous les jours, sauf le 1er mai où le métro n'est pas en service, et un nettoyage plus poussé est effectué deux fois par mois. Durant la pandémie de Covid-19, le nettoyage a été renforcé sur les éléments en contact direct avec les voyageurs (portes, sièges, barres de maintien, etc.) et un virucide a été utilisé.

#### Pollution de l'air en sous-sol
Le 8 juin 2022, l'Agence nationale de sécurité sanitaire de l'alimentation, de l'environnement et du travail (ANSES) publie les résultats de son étude concernant la qualité de l'air des sept réseaux de métro de France, dont il ressort que l'air y est en moyenne trois fois plus chargée en particules fines qu'en surface et que les valeurs sont bien supérieures aux seuils fixés par l'Organisation mondiale de la santé (OMS).
De son côté, Rennes Métropole tempère en soulignant que « les résultats peuvent être très disparates selon les territoires » et rappelle l'étude menée en 2021 par l'Institut national de l'environnement industriel et des risques (INERIS) avec un capteur mesurant en permanence à République et aux heures de pointe sur les 14 autres stations et dans les rames de la ligne A. Concernant les particules fines PM2,5 la moyenne constatée est de 15,5 μg/m3 et, pour les PM10 la moyenne est de 30,3 μg/m3 ce qui est respectivement équivalent et inférieur aux nouveaux seuils fixés en 2021 par l'OMS sur 24 heures continues (15 μg/m3 et 45 μg/m3),. Pour les particules grossières, sur les 92 stations mesurées en France, c'est à Rennes que leur concentration est la moins élevée. Enfin, la métropole précise que le freinage entièrement électrique des rames de la ligne B va réduire l'émission de particules,.
La même année, Rennes Métropole, Keolis Rennes et Air Breizh ont signé un partenariat afin d'organiser régulièrement de telles campagnes de mesures.

#### Fraude
Avant l'installation des portillons d'accès, le taux de fraude s'élève en 2009 à 15 %, à 10 % en 2016 puis se stabilise à près de 9,5 à 11,5 % en 2020,,. Le manque à gagner est estimé, en 2013, à près de 4 millions d'euros d'après Rennes Métropole,.
En octobre 2016 une opération de contrôle de grande ampleur a été mise en place pour la première fois durant trois heures avec 140 agents mobilisés sur l'ensemble des stations et sur les lignes de bus : Rennes Métropole souhaite ramener le taux de fraude à 7 % d'ici 2017, sous peine de pénalités financières pour Keolis Rennes.
Grâce aux portillons le taux de fraude dans le métro est passé de 7,1 % en novembre 2020 à 5,6 % en novembre 2022 et 6,4 % en janvier 2023,.

#### Sécurité

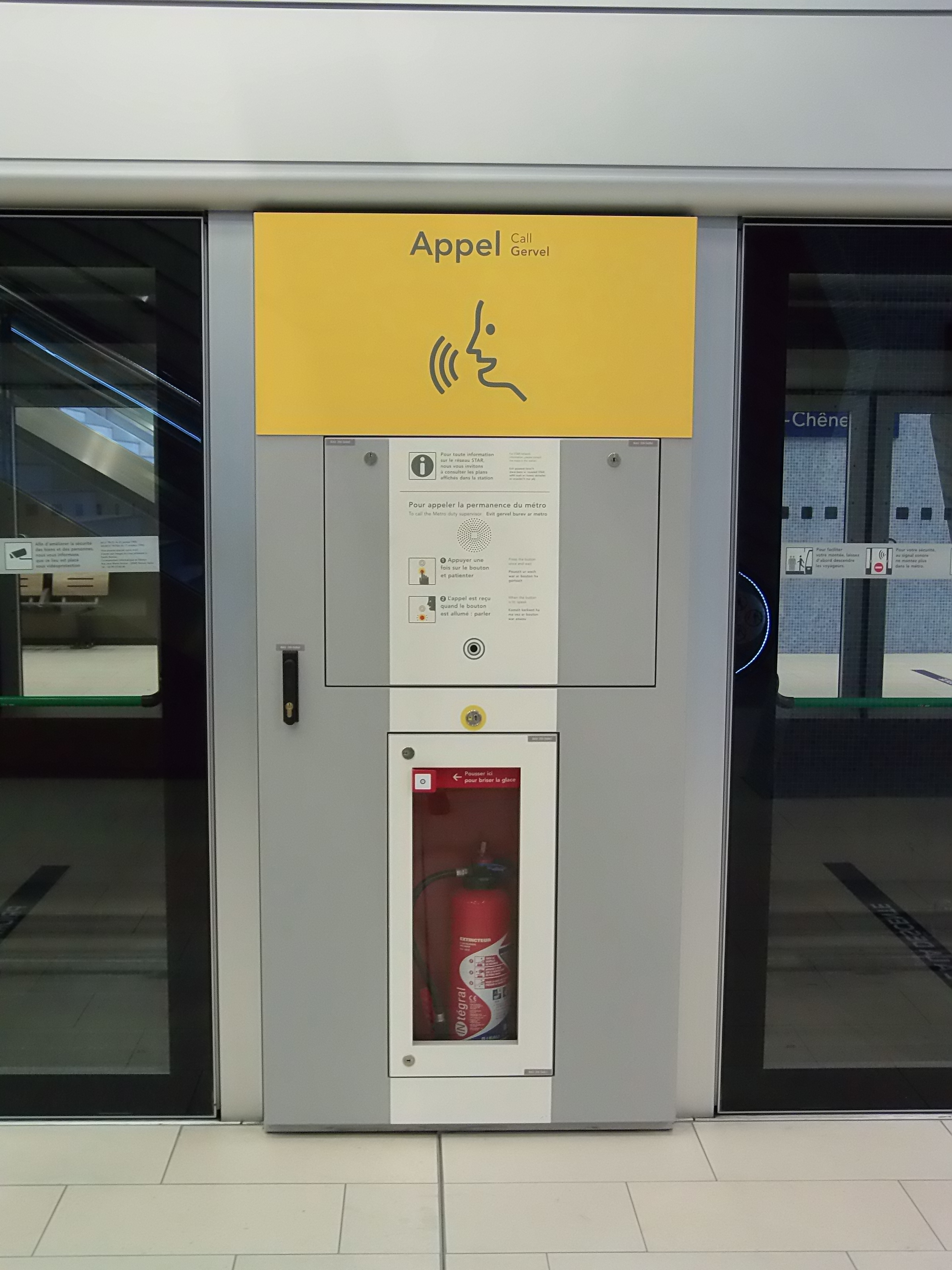
Une borne d'appel d'urgence en station, accompagnée d'un extincteur.

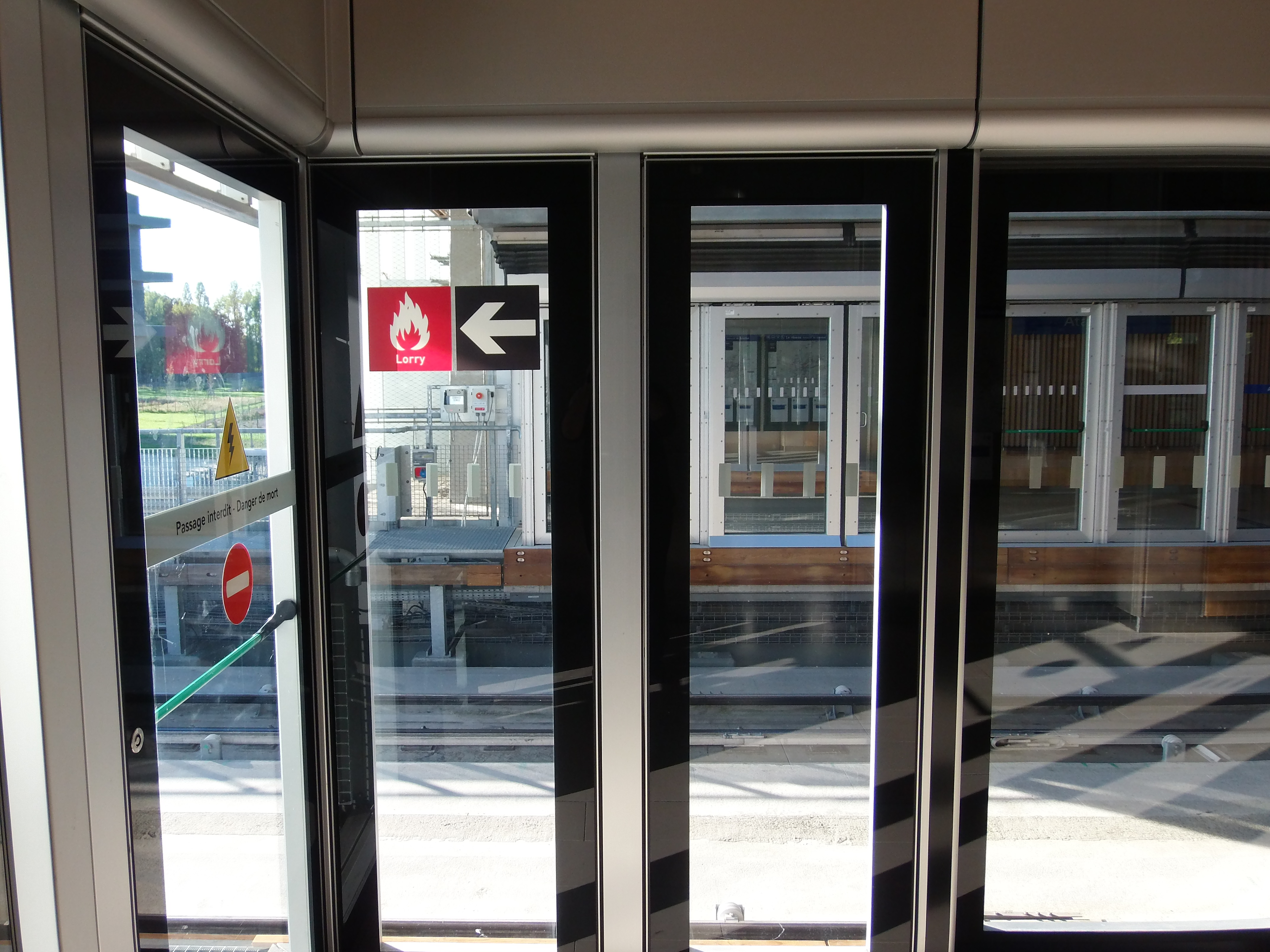
Signalétique concernant le lorry à la station Atalante.

Les stations et les rames sont équipées de dispositifs d'appel d'urgence et sont surveillées par des caméras. Les tunnels sont équipés de passerelles le long des parois afin de faciliter l'évacuation des voyageurs et des chariots motorisés ou lorry permettent d'évacuer d'éventuels blessés. Sur la ligne B, chaque station possède son chariot motorisé par un groupe électrogène, stocké dans un local annexe, et peut transporter selon les besoins jusqu'à quatre personnes assises ou une personne manœuvrant l'appareil et deux personnes couchées sur civières,.
Du point de vue de la sécurité incendie, des colonnes sèches sont installées en station, des ventilateurs sont eux aussi présents en station et dans les tunnels et un système de communication radio dédié permet aux services de secours de communiquer et pallie les problèmes de propagation des ondes en tunnel. Des documents (photos, plans 2D et 3D) et procédures détaillés existent et permettent aux secouristes d'intervenir efficacement sur le métro.
À la mise en service de la ligne A, une « brigade métro » a été créée au sein de la police avec vingt agents. Une convention entre la direction départementale de la Sécurité publique (DDSP) d'Ille-et-Vilaine et l'opérateur permet de faciliter l'intervention des forces de l'ordre sur le réseau.
En 2022 et à la suite des demandes des syndicats représentant les conducteurs de bus du STAR depuis plusieurs années, la police nationale a fait la demande à l'État pour créer une police des transports à part entière pour faire face à la hausse des agressions. Les agents de contrôle sont parfois victimes d'agressions par des voyageurs refusant le contrôle de leur titre de transport. Depuis février 2024, le service interdépartemental de sécurisation des transports en commun (SISTC) patrouille sur l'ensemble du réseau et vient épauler les contrôleurs de titres de transport le cas échéant.
Concernant le risque de cyberattaques, le métro rennais n'est pas à l'abri : Selon le hacker éthique SaxXx interviewé par Ouest-France, évoquant notamment la cyberattaque ayant perturbé le métro de Toronto en 2021, « personne ne peut affirmer que ses systèmes informatiques sont à l'abri d'une attaque » et que « la question n'est donc pas de savoir si on va être attaqué ou pas, mais quelle est la capacité d'une entreprise à y faire face et à réparer les dégâts ».

#### Délinquance et criminalité
Le métro rennais ne fait pas l'objet de dégradations particulières, bien que les tunnels peuvent être occasionnellement tagués. Toutefois, il a été victime de vandalisme en mars 2016 en marge des manifestations contre le projet de la loi Travail, causant d'importants dégâts. Des groupes de casseurs ont notamment jeté une vingtaine de chaises sur les voies, endommageant deux rames et causant une interruption du trafic de plusieurs heures,. Aucun voyageur n'a été blessé.
En mai 2016, une vingtaine de personnes appartenant à des organisations d'extrême gauche ont vandalisé des valideurs à l'intérieur de six stations, et a été interpellée en flagrant délit. La semaine suivante, la station République a subi de nouvelles dégradations, toujours sur des valideurs.
Au cours de l'année 2016, des problèmes d'agressions ont eu lieu en surface aux abords de la station République, avec un impact aussi bien sur les usagers du métro et des bus que sur le personnel du réseau, victime d'insultes et de crachats. Lors de la nuit d'Halloween de cette même année, un conteneur à ordures enflammé a été projeté dans la station J.F. Kennedy.
En 2022, plusieurs élus d'opposition municipale ont exposé leurs craintes concernant l'arrivée de nouveaux points de deal de drogue aux abords de stations de la ligne B, venant s'ajouter à ceux situés à proximité de stations de la ligne A comme J.F. Kennedy ou Italie.
En mai 2023, l'entrée de la station Henri Fréville est le théâtre d'un meurtre durant lequel un homme est attaqué à la machette, il succombe de ses blessures après s'être réfugié dans la station.

#### Vie dans le métro

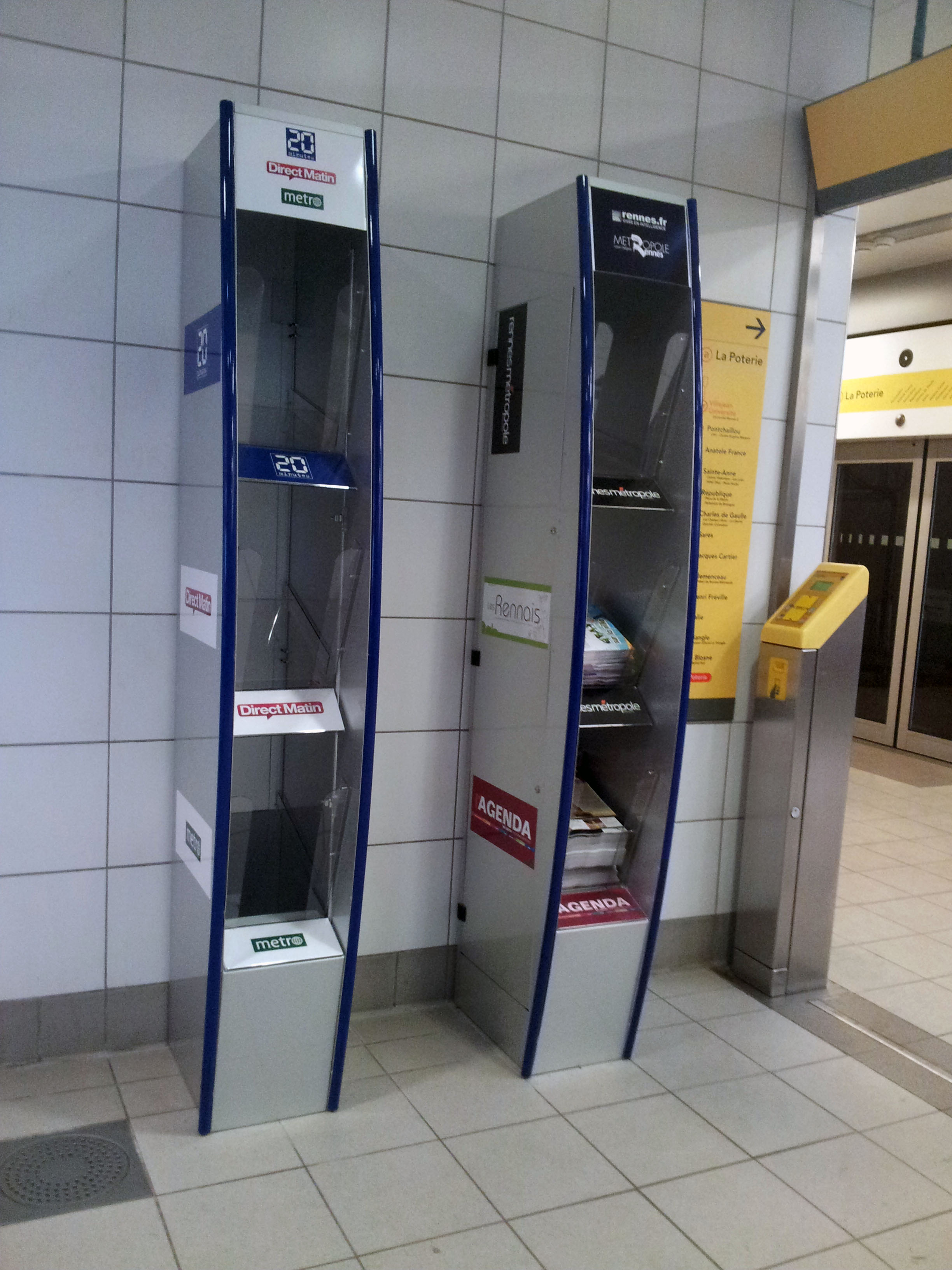
Présentoirs à journaux dans une station.

Il n'y a pas de boutique dans les stations de métro ou sur les quais. Néanmoins, depuis 2011, trois kiosques sous un auvent de verre à la sortie de la station Charles de Gaulle permettent aux passants de disposer d'un café-snack, d'un point presse et d'un fleuriste. De plus, la salle des billets de cette même station est liée depuis 2009 au centre commercial Les Trois Soleils via une galerie marchande en souterrain,.
Aussi, des magazines d'information publique tels que Ici Rennes ou Ici Rennes Métropole, publications de la ville de Rennes et de Rennes Métropole respectivement, disposent de présentoirs dans les stations de métro. Des quotidiens gratuits comme 20 minutes dont la parution a cessé en juillet 2022, étaient distribués devant les bouches des principales stations ou mis à disposition dans des présentoirs dans les stations.
Diverses animations (organisées par l'exploitant du réseau STAR) ou expositions prennent régulièrement place dans les stations à l'occasion de rendez-vous particuliers (Fête de la musique, meeting aérien…). Les stations diffusent en permanence de la musique, chose que seuls les réseaux de Lille, Lyon (par la diffusion de Jazz Radio) et Toulouse proposent ailleurs en France,. Initialement, seules des musiques de films étaient diffusées mais des usagers trouvaient cela parfois trop anxiogène. Ce système fut alors abandonné au profit d'une playlist constituée des dernières nouveautés musicales du moment et d'anciens titres, avec comme seule limite la non diffusion de titres jugés clivants par la société Ixidia, chargée de la diffusion, comme la rap, la techno ou le heavy metal ainsi que les titres aux paroles jugées trop violentes. Depuis début 2017, la playlist s'adapte aux événements musicaux en cours comme au moment du festival Yaouank où des musiques bretonnes sont alors diffusées.

#### Publicité

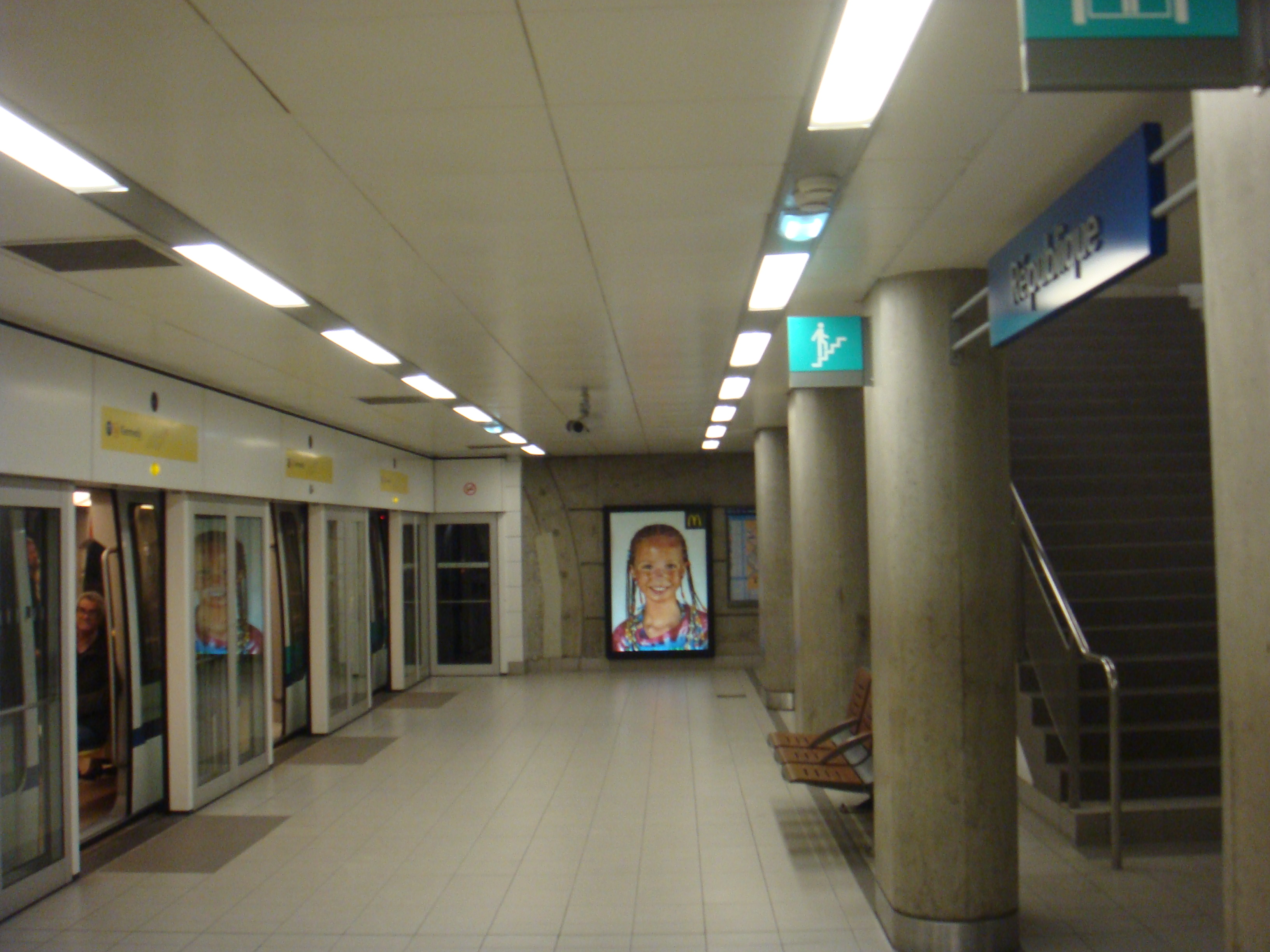
Un panneau publicitaire sur un quai de la station République.

Les espaces publicitaires du métro rennais sont commercialisés depuis 2007 par Métrobus, filiale de Mediatransports dont le contrat a été renouvelé en 2018 jusqu'en 2024. De 2002 à 2007, c'était la société France Bus publicité, filiale de Clear Channel qui en assurait la commercialisation.
Les écrans publicitaires sont notamment présent sur les quais et salles des billets, sous forme papier ou d'écrans numériques, sur la ligne A ils sont au nombre de 41. Les écrans numériques, dont les quatre premiers ont été installés en 2019 dans les salles des billets de République et Sainte-Anne avec l'objectif d'en implanter une quarantaine, sont décriés en raison de leur consommation électrique sept fois supérieure à un panneau classique selon l'association Résistance à l'agression publicitaire, d'autant plus qu'ils continuent de fonctionner même quand le métro ne fonctionne pas.

#### Réseaux hertziens
En octobre 2016, le président de Rennes Métropole Emmanuel Couet annonce que les réseaux 3G et 4G seront disponibles en juin 2017 sur la ligne A et que la ligne B sera équipée dès son ouverture, ce qui constituerait une première en France. L'installation a été approuvée à une large majorité par le conseil communautaire de Rennes Métropole du 20 octobre 2016.
La convention d'occupation du domaine public signée avec l'opérateur d'infrastructure TDF en janvier 2017, d'une durée de vingt ans, consiste au versement d'une redevance annuelle de 5 000 à 7 500 euros par équipement pour la pose des antennes et émetteurs dans les tunnels,.
Le coût d'installation de dix millions d'euros est entièrement pris en charge par TDF, qui assure déjà la maintenance du système de communication radio et des systèmes de secours, qui réalise un réseau d'antennes distribuées (en) (DAS) mutualisé entre les opérateurs, choix unique en France, afin de réduire le nombre d'équipements au strict nécessaire,. L'installation débute dans les stations et les tunnels de la ligne A en septembre 2017 mais, en raison du non-engagement d'un des quatre opérateurs, sa mise en service est reportée au 1er octobre 2018, les accords n'étant conclus que trois mois avant,,. Le système pourra intégrer la 5G en fonction des besoins.
Le lancement de la 4G est l'occasion pour le groupe d'humoristes Les inachevés de faire un gag dans le cadre d'une opération marketing orchestrée par Orange, où un homme est allongé sur une banquette d'une rame, en train de regarder Netflix sur un ordinateur portable en mangeant du pop corn.
Ce projet soulève des critiques, notamment de la part des élus EELV et de la MCE, concernant les risques de problèmes de santé publique provoqués par l'exposition aux ondes électromagnétiques. Bien que le niveau d'exposition serait d'un volt par mètre et alors que la réglementation fixe un seuil à 28 volts par mètre, ils demandent des mesures par des organismes indépendants comme l'association écologiste Criirem,. Une autre critique concerne le manque de civisme des usagers, en particulier les personnes sans-gênes parlant à haute voix au téléphone.
Fin novembre 2018, les écologistes appellent à suspendre le fonctionnement de ces installations, en se basant sur leurs propres relevés où ils affirment avoir constaté que le seuil d'exposition de trois volts par mètre, fixé par la loi en 2016, est dépassé dans neuf stations et est même jusqu'à cinq fois supérieur aux stations Villejean - Université et J.F. Kennedy. TDF a effectué des opérations dans ces deux dernières stations à la fin du mois de novembre pour régler ces dépassements, tandis que Rennes Métropole demande que le seuil soit respecté dans les sept autres stations. Début décembre 2018, Rennes Métropole a mandaté une entreprise spécialisée pour mesurer les seuils dans les trois stations incriminées afin de confirmer les réglages et les mesures effectués par TDF, et a constaté que les niveaux d'expositions sont désormais dans les normes.

#### Développement durable et biodiversité
Le garage-atelier de la ligne B, situé sur le site de la Maltière (au bord de la rocade ouest) est équipé d'un bâtiment principal muni de panneaux solaires et photovoltaïques. L'éclairage naturel y est privilégié grâce à des sheds sur le toit de l'atelier. Le chauffage des bâtiments est réalisé par un système mixte au gaz mais et au bois. L'eau utilisée pour les lavages des rames est réutilisée à hauteur de 30 % et un bassin de rétention d'eau de pluie est aménagé pour permettre aux batraciens de s'y installer.
Le viaduc qui dessert les trois stations aériennes de la ligne B (Beaulieu - Université, Atalante et Cesson - Viasilva) est accompagné d'aménagements végétaux en lien avec les aménagements préexistants (trottoirs, chemins, pistes cyclables).
Dans le cadre de la réglementation obligeant à compenser les milieux naturels affectés par le chantier de la ligne B, 35 ha, soit dix de plus que l'obligation légale sont destinés à la faune sauvage sont aménagés entre 2016 et 2020, notamment vers la Prévalaye et au campus de Beaulieu,.

## Matériel roulant

### Un matériel propre à chaque ligne
En 2024, le matériel roulant du métro de Rennes est constitué d'un parc de 55 rames à roulement sur pneumatiques et à fonctionnement automatique, aux caractéristiques propres à chaque ligne :
- La ligne A dispose depuis son ouverture de rames VAL 208. Le parc compte 16 rames en 2002, 24 en 2006 puis 30 en 2012[239],[RM 19],[127].
- La ligne B dispose depuis son ouverture de rames Cityval, au nombre de 25 en 2022[129].

Les rames arborent une livrée à base de bandes bleu roi et vert émeraude, due en partie à Roger Tallon qui suggère la seconde couleur aux élus, en clin d'œil à la côte d'Émeraude.

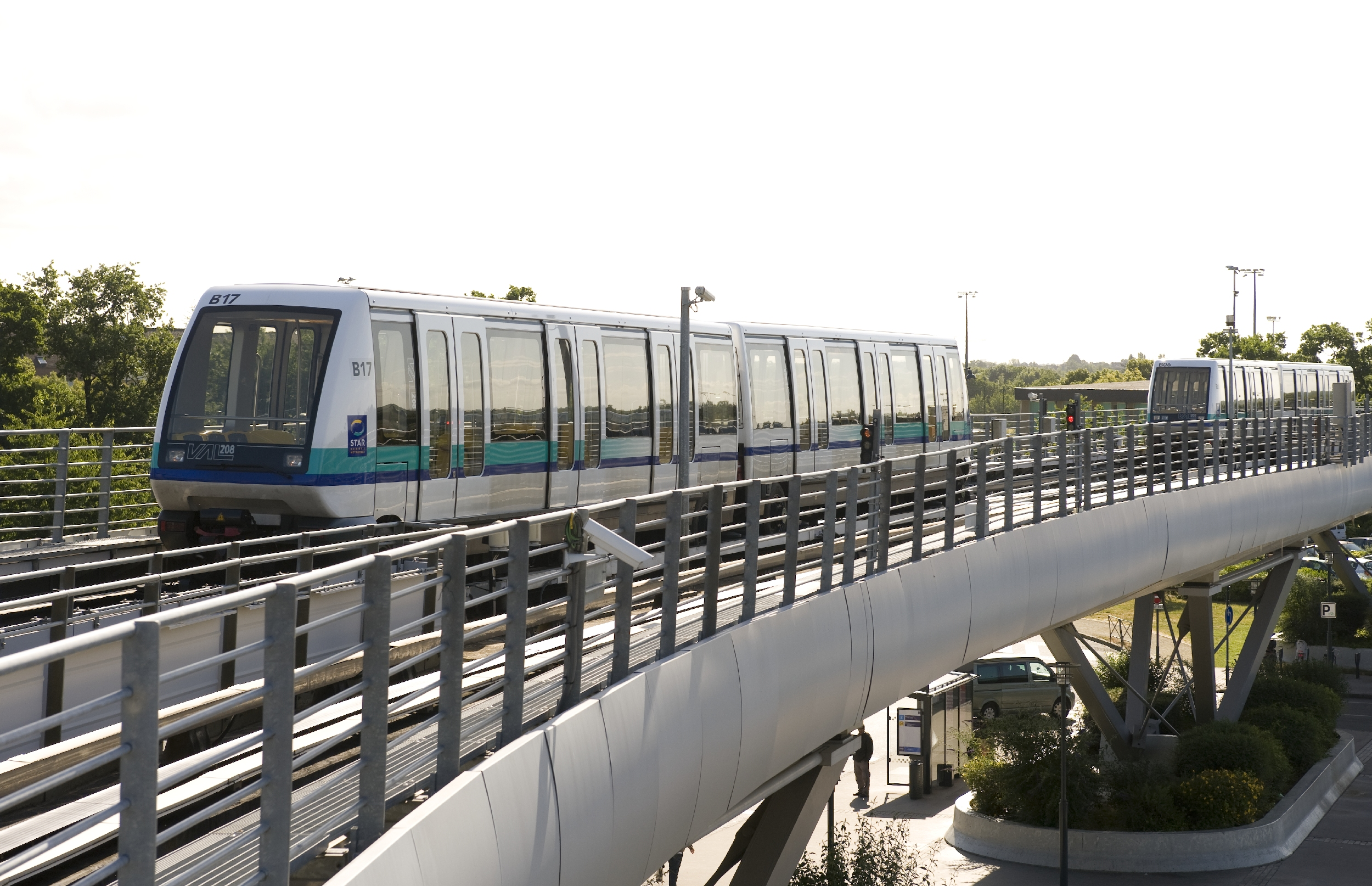
VAL 208
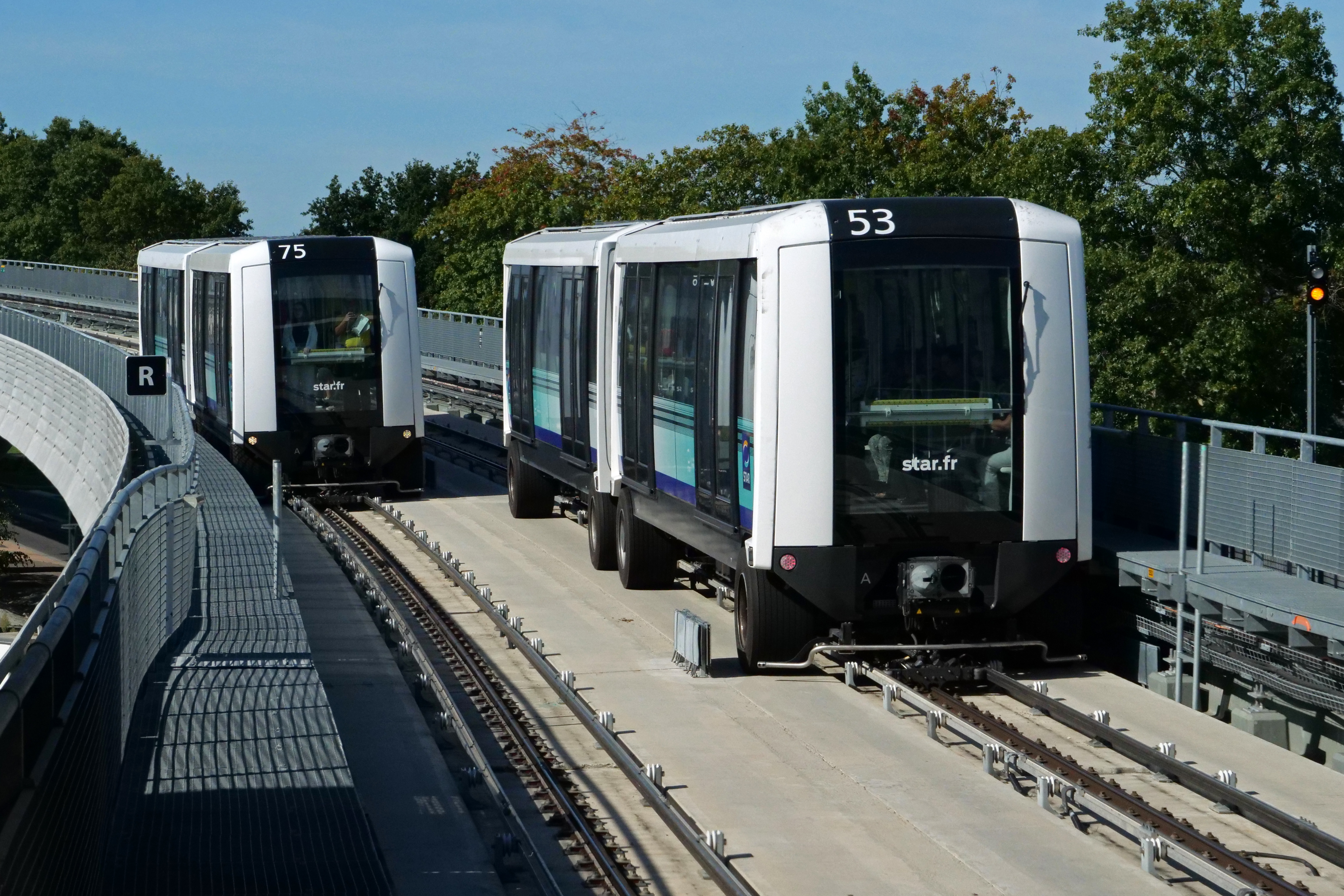
Cityval

### Remisage et entretien
Chaque ligne dispose pour garer et entretenir les rames, d'un garage-atelier (GAT) situé en bout de ligne, au-delà de la rocade de Rennes :
- Pour la ligne A, il se situe à Chantepie[Cha 15] ;
- Pour la ligne B, il se situe à Saint-Jacques-de-la-Lande[240].

## Projet d'augmentation de la capacité de la ligne A

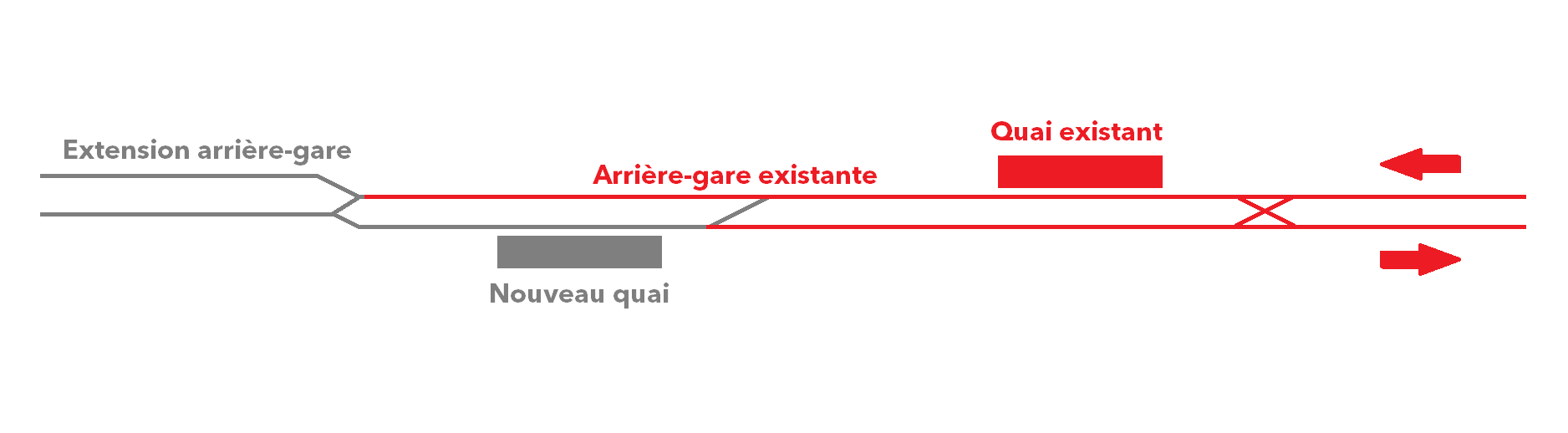
Schéma de l'agrandissement de la station J.F. Kennedy. L'échelle n'est pas respectée.

Victime de son succès, la ligne A a fait l'objet de deux augmentations de sa capacité en 2006 et 2012 par l'achat de nouvelles rames, mais cela ne suffit plus au fil des années,.
En décembre 2018, le projet d'augmentation de la capacité de la ligne A, qui doit permettre d'atteindre une fréquence d'une rame toutes les 66 secondes à l'horizon 2028, est présenté aux élus de Rennes Métropole. La capacité de transport maximale à l'hyperpointe serait augmentée de 25 %, passant de 7 500 à 9 300 voyages par heure et par sens et de 26 à 33 rames en simultané,.
Ce projet repose sur deux mesures, :
- L'achat de sept nouvelles rames, ce qui ferait passer le parc de 30 à 37 rames (il était prévu de commander six rames à l'origine)[127] ;
- Le réaménagement de la station J.F. Kennedy avec un second quai et le prolongement de 160 mètres de l'arrière-gare, afin de pouvoir y garer jusqu'à sept rames au lieu de quatre.

Ce dernier aménagement, envisagé de longue date, et estimé à 65 millions d'euros à l'origine puis à 75 millions en 2010,, est prévu pour être réalisé entre 2025 et 2028, après des études préalables menées de 2020 à 2023.
Le coût total du projet est estimé à 85 millions en 2018. Les travaux de dévoiement des réseaux souterrains sont engagés début 2024.
L'enquête publique est organisée du 10 juin au 10 juillet 2024. Le commissaire-enquêteur rend un avis favorable en août 2024 et le projet est déclaré d'utilité publique le 6 janvier 2025. Le chantier débute officiellement le 7 avril 2025.

## Impacts sociaux, économiques et culturels

### Désenclavement et réaménagement urbain
Le métro favorise le désenclavement des quartiers périphériques comme Maurepas, Gros-Chêne et Les Gayeulles ou encore du quart nord-est de la métropole grâce aux temps de parcours réduits : la première ligne avait mis un Rennais sur deux à moins de 600 m ou 10 min de marche d'une station de métro, l'ouverture de la seconde ligne porte ce nombre à trois sur quatre,,,. Ainsi, le temps de parcours entre Cleunay et Beaulieu passe de 40 à 20 minutes et ne nécessite plus de prendre deux bus différents; celui entre la commune périurbaine de Betton et le quartier de la Mabilais passe de 60 min, en prenant deux bus différents, à 35 à 40 min en combinant le métro et les lignes de bus métropolitaines. Ces temps de parcours réduits s'accompagnent de la hausse de l'usage des transports en commun avec une croissance de 9 % dans la plupart des communes de la métropole, 4 % à Acigné, 21 % à Cesson-Sévigné, Rennes et Saint-Jacques-de-la-Lande, 22 % à Bruz et même 68 % à Chevaigné en 2023 par rapport à 2019. Le métro vient s'ajouter à l'urbanisation « en archipel » de l'agglomération qui évite l'étalement urbain et favorise l'utilisation des transports, qui est plus élevée que dans l'agglomération de Nantes.
Si la ligne A s'est construite dans des quartiers existants et avec l'objectif premier de résoudre les problèmes de transport elle s'est accompagnée de la réhabilitation urbaine de certaines parties de la ville, comme les quartiers de Villejean, particulièrement la « dalle Kennedy » et celui du Blosne,. En parallèle, la première ligne a été le moteur d'une dynamique culturelle dans les projets de la métropole, dont le fleuron est le complexe Les Champs libres situé à côté de l'esplanade Charles-de-Gaulle.
À l'inverse, la ligne B s'accompagne dès sa conception de la rénovation de nombreux quartiers, comme ceux de Maurepas ou des Gayeulles, ou de la création de nouveaux ensembles comme La Courrouze, ViaSilva et EuroRennes en articulation avec la ligne à grande vitesse Bretagne-Pays de la Loire,,,. Certaines entreprises comme Orange ont choisi de s'implanter dans le secteur du projet urbain ViaSilva en raison de la desserte par le métro.
Avec la seconde ligne, tous les quartiers classés « Quartier prioritaire de la politique de la ville » de Rennes sont desservis par le métro.
Le métro provoque aussi une hausse des prix de l'immobilier ; une augmentation de 20 à 25 % a ainsi été constatée aux environs de la station Italie dans les années précédant son ouverture. Plus largement, une hausse plus importante qu'ailleurs a été constatée dans l'immobilier ancien hors centre-ville sur une bande de 150 m de part et d'autre de la ligne A durant les deux années précédant son ouverture, atteignant jusqu'à 11 %, soit près de 2,5 points de plus qu'ailleurs.

### Nouvelles habitudes de déplacement
L'arrivée du métro a profondément modifié les habitudes des Rennais, la part des déplacements pour les loisirs ou les achats a augmenté au détriment des trajets domicile-travail et domicile-école qui étaient majoritaires avec un réseau alors uniquement composé de lignes de bus, perçu comme un moyen de transport destiné aux personnes sans voiture. L'ouverture de la seconde ligne et la refonte du réseau de bus a relancé ce phénomène, amplifié par les changements d'habitudes liées à la pandémie de Covid-19 comme le développement du télétravail et la diminution de la part modale de la voiture, y compris au delà de la rocade.
Le métro a par exemple contribué au déclin des trois centres commerciaux (Landrel, Sainte-Élisabeth et Torigné) des trois sous-quartiers éponymes du quartier Le Blosne, 89 % des habitants privilégiant leurs achats en dehors du quartier notamment à La Poterie ou au Centre Alma, desservis par la ligne A.

### Le métro dans la culture

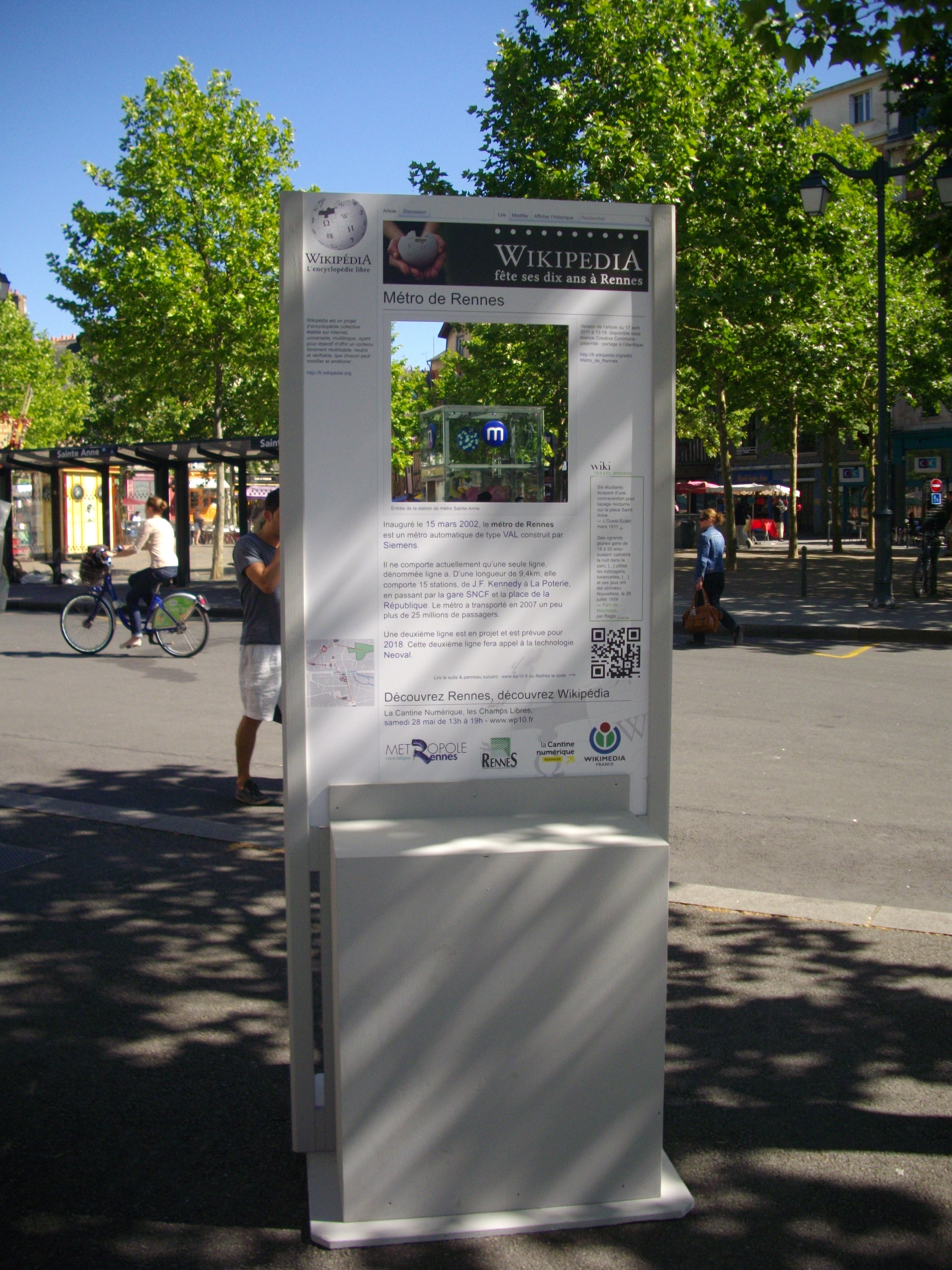
Panneau Wikipédia sur le métro de Rennes.

Lors de l'inauguration de la première ligne, une oblitération postale spéciale a été réalisée, portant la mention « Le métro dans ma ville » et la date du 17 mars 2002.
En 2002 paraît un roman policier intitulé Le Dormeur du VAL dont l'action débute par la découverte d'un corps sur le chantier d'une station de la première ligne. Écrit par Carole Lavoie, l'ouvrage est publié en partenariat avec le STAR.
En 2007 paraît la compilation 9 Km 450 pour laquelle quinze artistes interprètent un morceau sur des styles électroniques et hip hop pour chaque station de la ligne A, projet piloté par le studio d'enregistrement le Block du Blosne en partenariat avec la ville de Rennes et le centre culturel Le Triangle, :
Lors de l'événement célébrant les dix ans de Wikipédia à Rennes, un panneau consacré au métro reprenant une partie du contenu du présent article (dans sa version du 17 avril 2011) a été implanté place Sainte-Anne, parmi dix panneaux dispersés à travers la ville, entre le 21 et le 28 mai 2011.
En 2012, le court-métrage Rachelle sur le rocher de Sandrine Grégor est tourné dans le métro et plus particulièrement dans la station Sainte-Anne.
En 2016, Laurent Lefeuvre et Didier Teste publient le sixième volet de leurs reportages en bande dessinée sur Rennes, ici consacré au métro, du choix du VAL au chantier de la seconde ligne : Métro : en route vers la ligne B.
En 2022, le STAR propose un objet insolite à l'effigie du métro, mais aussi des bus et de STAR, le vélo, des paires de chaussettes que le réseau fait gagner lors de jeux-concours.

### Installations artistiques
Pour la ligne A il n'y a pas eu d'œuvres directement liées au projet mais l'aménagement de la place autour de la station Villejean - Université a vu l'installation de Alpha, Aleph, A de Jean-Paul Philippe, une installation monumentale jouant avec les alphabets rappelant la vocation de l'université voisine.
Dans le cadre de la création de la ligne B, huit œuvres sont installées aux abords de certaines stations ainsi que dans le tunnel entre les stations Saint-Germain et Sainte-Anne, pour un budget de 2,093 millions d'euros avec le soutien financier du Ministère de la Culture et de la région Bretagne.
Les installations sont les suivantes,, :
- La ronde de Rennes, sculpture monumentale de style abstrait signée Phillip King (Royaume-Uni) installée à côté de la station Saint-Jacques - Gaîté ;
- Morvarc'h, sculpture monumentale inspirée par le cheval légendaire, installée sur le parvis de la gare de Rennes et de la station Gares signée Jean-Marie Appriou (France) ;
- Bestiaire, installation vidéo projetant des animaux en mouvement sur les murs du tunnel entre les stations Saint-Germain et Sainte-Anne signée Charles de Meaux (France) ;
- Rendez-vous, fresque murale peinte dans la station Sainte-Anne signée Camila Oliveira Fairclough (en) (Brésil) ;
- Scènes I, aménagement scénographique du musée Maurepas ouvert en 2025[272],[273] et du mobilier urbain entre cette même antenne et la sortie de la station Gros-Chêne signé Isabelle Cornaro et Isabelle Arthuis (France) ;
- Creatura, installée à proximité de la station Joliot-Curie - Chateaubriand sur la clôture du lycée Chateaubriand signé Valentin Carron (Suisse) ;
- The Sincere, sculpture monumentale faisant face à la station Cesson - Viasilva en pierre de taille représentent un Homme signée Ugo Rondinone (Suisse).

D'autre part, le street-artiste WAR! qui jouit d'une certaine popularité locale, a peint des coquelicots et des bleuets durant le premier confinement au printemps 2020 sur les piliers du viaduc de la ligne B aux alentours de la station Cesson - Viasilva en 2021. En 2023 il peint une nouvelle œuvre sur ce même support, des fleurs de différentes espèces s'élevant dans le ciel en soutien aux Soulèvements de la Terre et en hommage à Nahel Merzouk, au niveau de la station Beaulieu-Université.